# Pelzcape

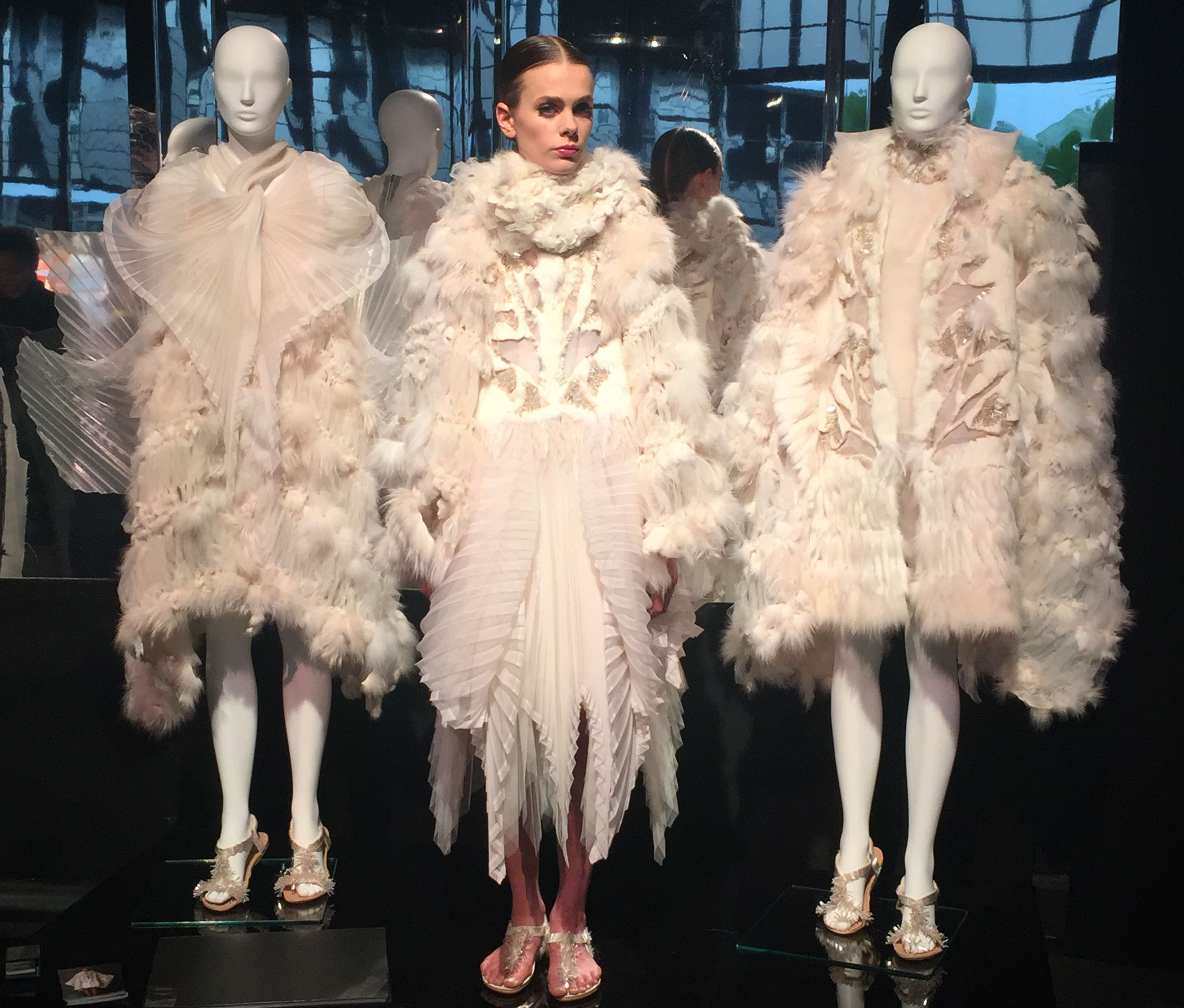
Pelzcapes, Weißfuchsfell, Tüll u. a. (Daniel Kohavi, 2016)

Ein Pelzcape ist, entsprechend dem Cape der Textilbekleidung, ein ärmelloses Kleidungsstück aus Fell in Mantel- bis hin zu einer kurzen Jackenlänge, das um die Schultern gelegt wird. Vor allem historisch, dann meist mit Kapuze, wird es auch als Pelerine bezeichnet. In der Mode wird unter einem Cape allgemein ein weiter, langer Umhang verstanden, ein ärmelloser Mantel. Insbesondere in der Pelzmode wird es auch für kleinere Umhangkragen (auch „Capekragen“) angewendet, von der Größe einer bloßen Schulterbedeckung bis zum langen Kleidungsstück. Meist waren dies in jüngerer Zeit Damencapes.
Daneben besteht das textile Cape mit Pelzinnenfutter, historisch auch als „Pelz“ bezeichnet, oder mit unterschiedlich ausgeprägtem Pelzbesatz.
Längere Capes haben statt der Ärmel meist geschlitzte Armdurchgriffe. Ab einer gewissen Länge ist zudem eine großzügige Weite unabdingbar, um die Bewegungsmöglichkeit nicht zu sehr einzuschränken. Ein weiteres Kennzeichen des längeren Capes ist daher der eher großzügige bis üppig weite Fall. Der Bezeichnung zwischen dem Kurzcape und (dem kleinen Umhang-)Kragen ist fließend.
Entsprechend dem erweiterten Gebrauch des Begriffs Cape in der Pelzmode spricht man auch von
- Capeärmeln, zum Beispiel bei Jacken und Mänteln, bei Ärmeln, die mehr eine offene, wallende Form aufweisen
- Capeansatz, er stellt bei Jacken und Mänteln eine capeartige Erweiterung der Achselpartie über den eigentlichen Ärmeln dar
- Capeartiger Kragen, die kleinere oder größere Form eines Jacken- oder Mantelkragens
- Capeeffekt, wenn es sich nicht um ein Cape oder einen capeartigen Kragen handelt, also etwa nur die Form, die den Eindruck eines Capes erwecken soll
- Capemantel, sowohl für einen Pelz- oder Stoffmantel mit einem Capekragen, in der allgemeinen Mode auch vereinzelt für ein kleidlanges Cape.[2]

## Geschichte

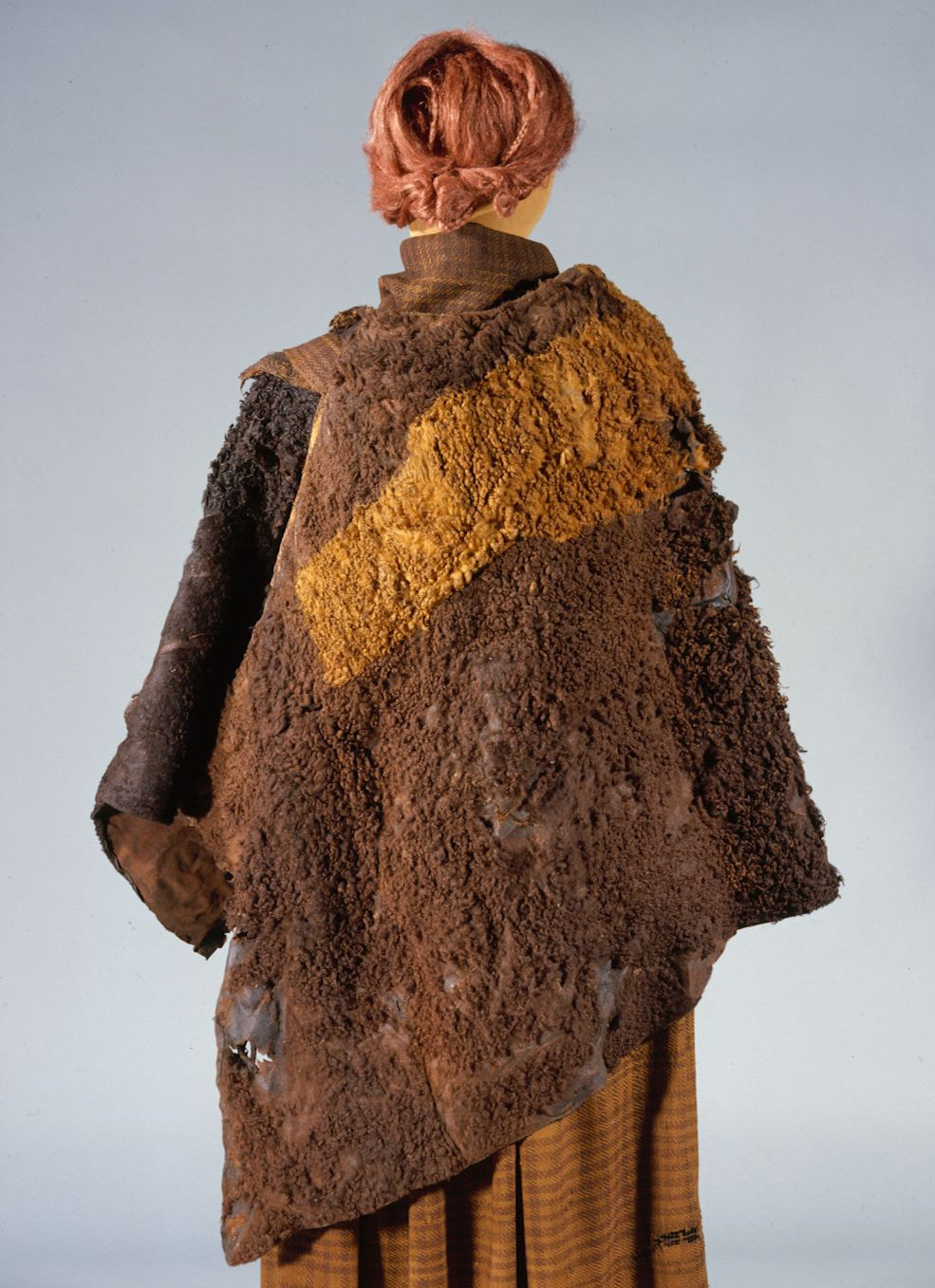
Zweiteiliger Schaffellumhang der Moorleiche Frau von Huldremose (2. Jh. vor Chr.)

Je weiter man vom Mittelalter aus in die Vergangenheit zurückblickt, desto häufiger sind die ärmellosen Überkleider nicht in den Schultern ausgearbeitet, sie sind eher als Umhänge denn als Cape zu bezeichnen. Der pelzgefütterte Umhang, meist ebenfalls ohne erkennbare Schulterausformung, ist vor allem als männliches Standes- und Würdezeichen regelmäßig auf mittelalterlichen Gemälden bis in das 20. Jahrhundert zu sehen. Oft ist er auf dem Abgebildeten nicht umgelegt, er liegt nur neben ihm oder ist nur zu einem sehr kleinen Teil als Attribut zu sehen. Auch die Damen des Adels ließen sich in gleicher Art mit diesem Symbol ihres Standes porträtieren. Fast immer war die Abseite der meist samtenen roten, manchmal blauen Umhänge aus Hermelinfell.
Von den ersten, in der Vorzeit als Kleidung benutzten Pelzen, den Umhängen aus einem oder mehreren Fellen, unterscheidet sich das zuletzt als Pelzcape bezeichnete Kleidungsstück wesentlich durch seine dem Körper angepasste Form mit meist ausgearbeiteten Schultern. Dies verhindert beim in den Vorderteilen geöffneten Cape ein Herabrutschen des Kleidungsstückes. Andere Formen werden häufiger als Pelzstola, Pelztuch oder ähnlich bezeichnet.
Bis gegen Ende des 19. Jahrhunderts gab es noch kaum mit dem Haar nach außen getragene Pelzkleidung, das Fell wurde als Pelzinnenfutter getragen. Nur an den Rändern der Textiljacken und ‑mäntel schaute es eventuell hervor, oft waren die Besätze und vielleicht die Manschetten aus Pelz. Unter einem Pelz wurde entsprechend ein mit Fell ausgefüttertes Kleidungsstück verstanden. Zusammen mit der Einführung der Pelznähmaschine um 1900 begann sich der Außenpelz jedoch bald in großem Ausmaß durchzusetzen. Der Maschineneinsatz ermöglichte den Übergang zur Pelzkonfektion.

### Mittelalter bis 18. Jahrhundert
Kurz zusammengefasst lässt sich über die Entwicklung der Pelzmode nach der Antike sagen: Im Mittelalter fütterte der Kürschner, im Rokoko besetzte er und seit dem 19. Jahrhundert bekleidet er. Bis zum Beginn der modernen Mode war ein Pelz in ganz besonderem Maß ein Teil der Männergarderobe, der mit dem Haar nach innen getragen wurde und meist zusätzlich pelzverbrämt war. Im gehobenen städtischen Bürgertum war der gefütterte Pelz ein wesentlicher Bestandteil zumindest der festlichen Garderobe. Weniger von den städtischen Modeentwicklungen abhängig war die eher ländliche, regionale Pelztracht.
Capeartig waren bis zu dieser Zeit, jedoch nicht nur, die repräsentativen Gewänder der Herrscher, beispielsweise das zumindest pelzverbrämte Gewand von Albert Friedrich von Brandenburg. Insbesondere die europäischen Herrscher gaben teils enorme Summen für edles Pelzwerk aus. Unter den 26 Umhängen von Heinrich dem V. von England befanden sich sechs mit Fell gefütterte, dazu 16 weitere Pelzfutter und 55 andere Pelze. 1353 hinterließ die Mutter Edwards des III. von England 16 pelzgefütterte „Gowns“. Die capeartigen Gewänder wiesen zumeist in irgendeiner Form ein Armloch auf, im 15. und 16. Jahrhundert entstanden mannigfaltig geschnittene Männerversionen in langen oder hüftlangen Ausführungen. Für England werden für das goldene elisabethanische Zeitalter (1558 bis 1603) kurze, von beiden Geschlechtern getragene Capes erwähnt, mit Pelzkragen und mit Pelz gefüttert, die im täglichen Gebrauch waren.

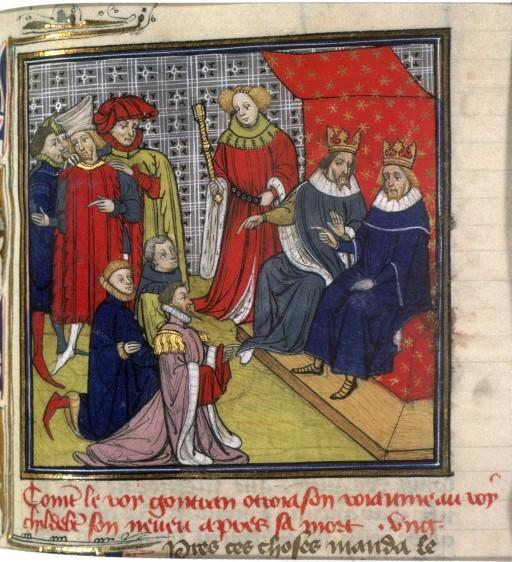
Herrschergewänder, mit Hermelin und Feh gefüttert und verbrämt (Frankreich, 6. Jh.)
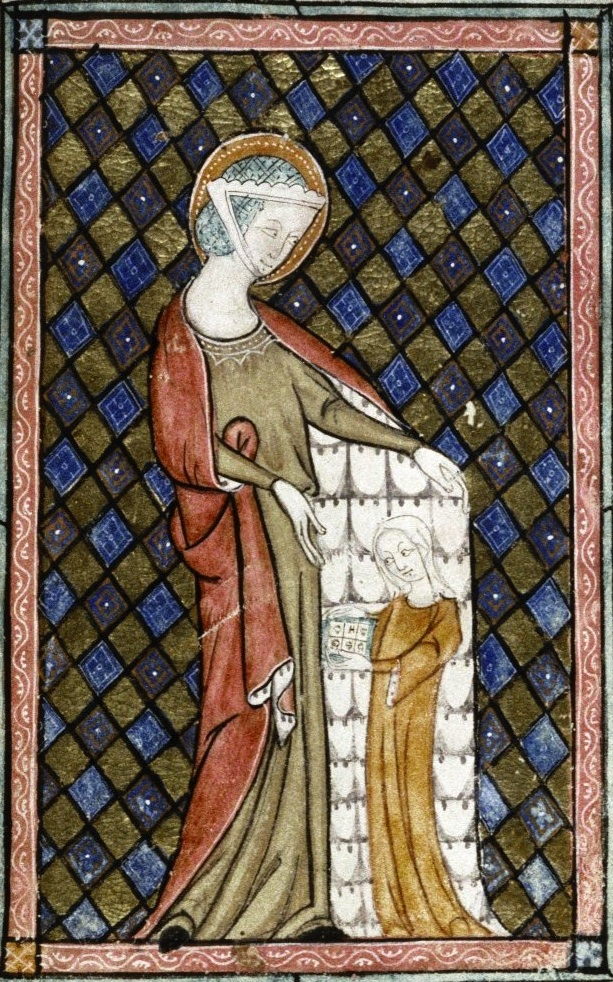
St. Anna mit fehgefüttertem Cape (ca. 1300)
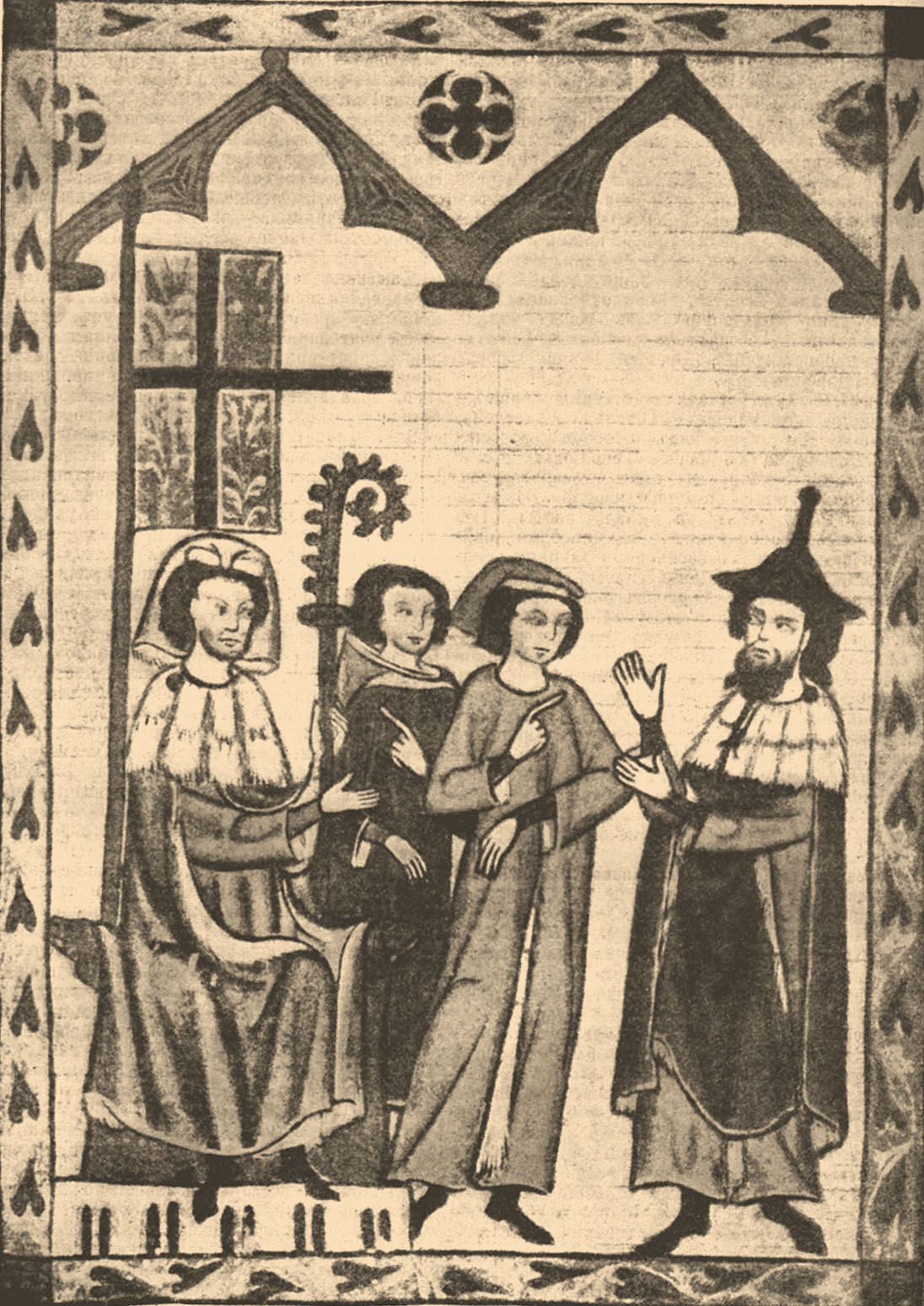
Christ und Jude im hermelin- und fehbesetzten Cape (14. Jh.)
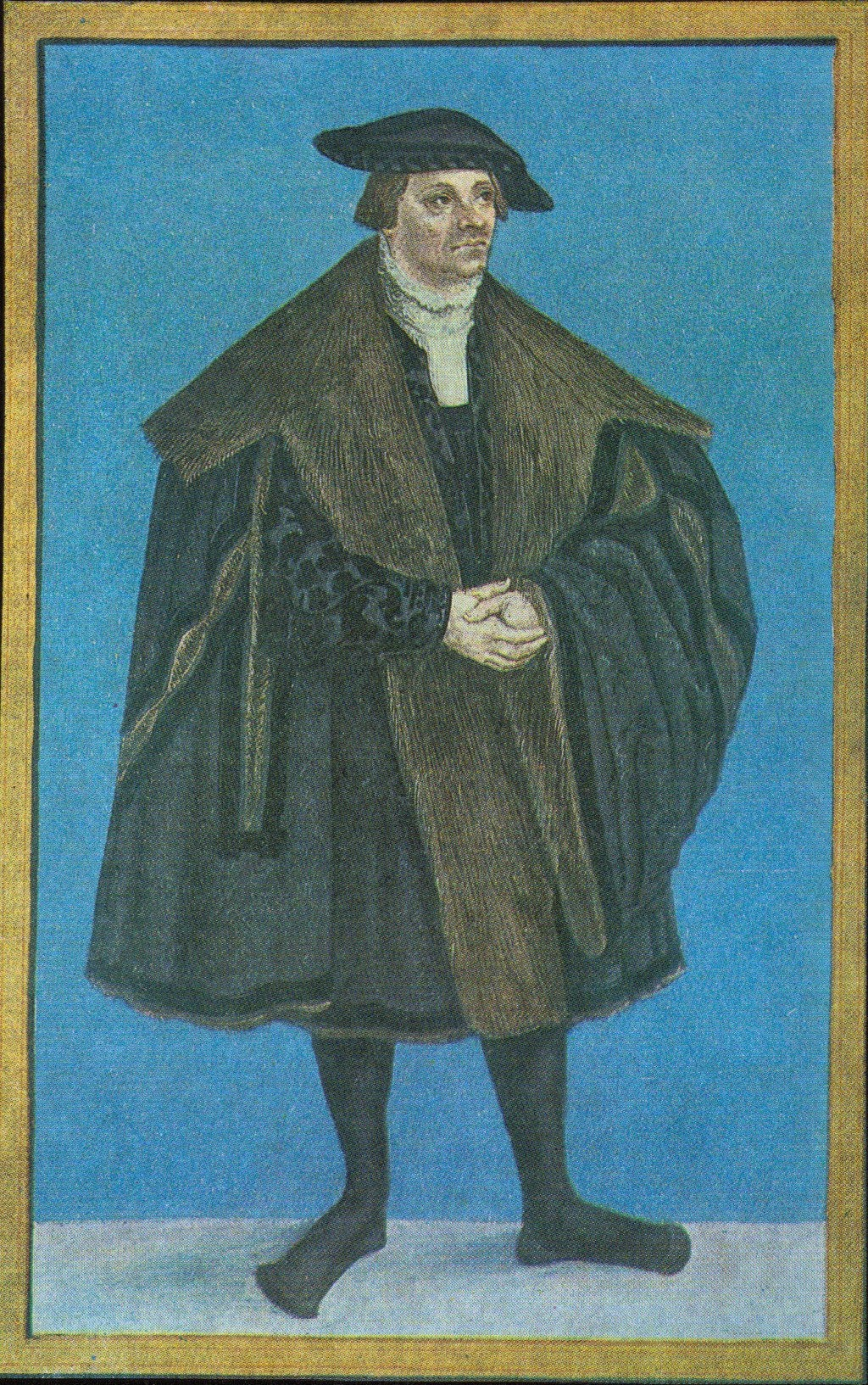
Schaube, capeartiger Rumpf und Armdurchgriff, dazu überweite Ärmel (1543)

### Moderne

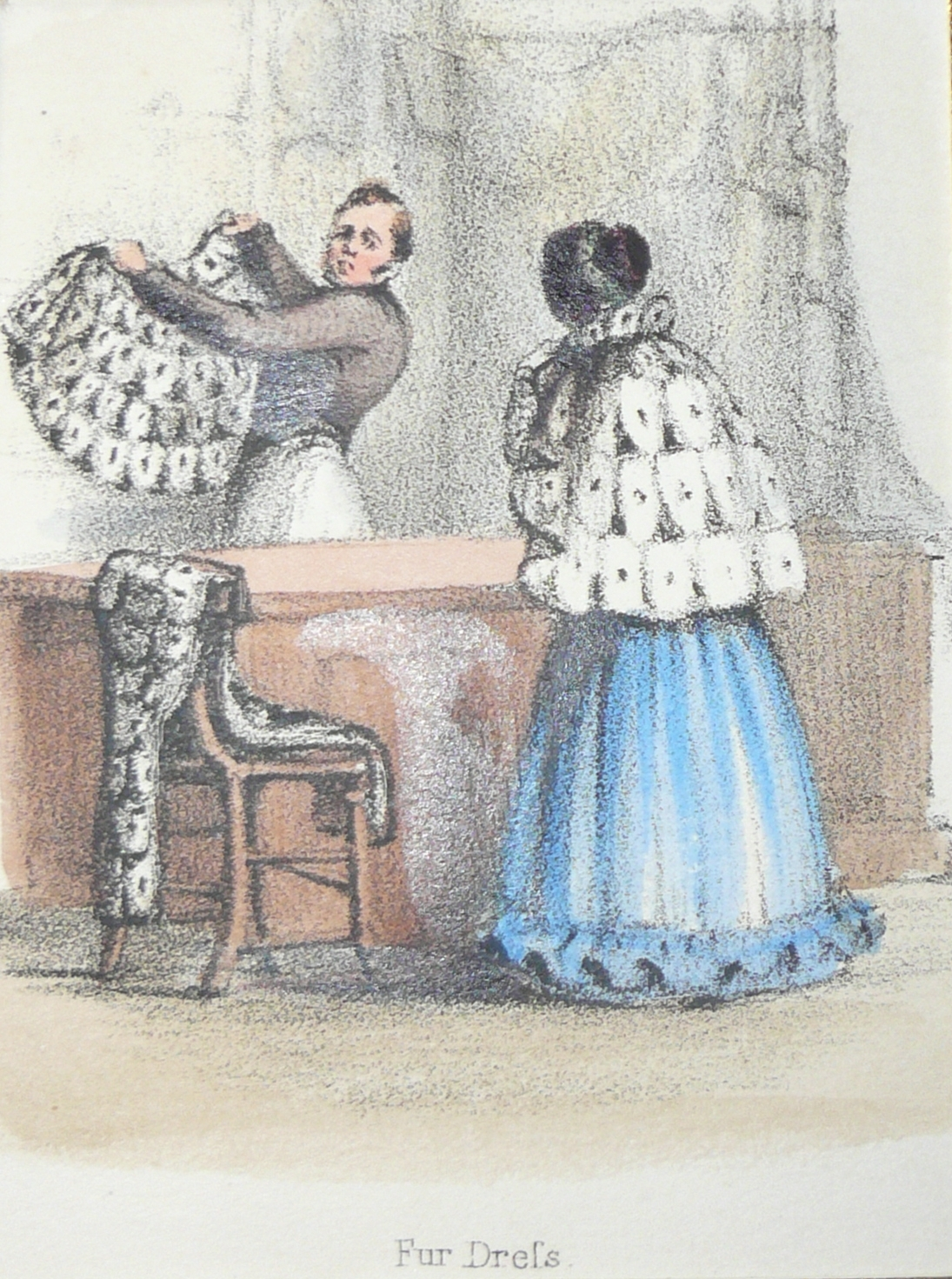
Kürschner und Kundin bei der Auswahl eines Fehwammen-Capes und ‑Stola (England, 1840)

Der ärmellose Herrenmantel, „der nach eigenem Geschmack und Gutdünken schwungvoll drapiert“ wurde, blieb in der ersten Hälfte des 19. Jahrhunderts beliebt. Bei ihm befand sich der Pelzbesatz meist noch als Fortsetzung des Kragens an den Mantelrändern. Er gehörte zur Vervollständigung des Gesellschaftsanzuges und machte alle modischen Veränderungen mit. Als Mitte des Jahrhunderts Rock und Frack erheblich kürzer wurden, schrumpfte auch der Capemantel. Zehn Jahre später zeigten die Modezeitschriften ihn in verschiedenen Längen und ganz mit Pelz umrundet, mit einem kleinen Pelzkragen am Hals. Ein Facon, wie es bis in die 1860er Jahre charakteristisch blieb.
In den 1830er Jahren taucht ein, später „Havelock“ genannter, Mantel mit halblanger Pelerine auf, nachdem in den 1820er und 1830er Jahren bereits ein pelerinenartiger Schulterkragen in Mode gekommen war, einfach oder in mehrfacher Abstufung. Bevorzugt wurde er von „würdigen Herren vornehmlich gesetzten Alters“ und von Künstlern getragen. Als Kutschermantel lebte dieses Modell der Biedermeierzeit bis weit in das 20. Jahrhundert hinein fort. Es steht im Gegensatz zu dem bis heute gebräuchlichen, mit Pelz gefüttertem, eher schmalen Herrenmantel, der früher als „Gehpelz“ bezeichnet wurde. Der Kürschnermeister August Dietzsch konnte sich 1986 noch daran erinnern, dass die Kunden aus Hochfinanz und Adel ihre Kutscher mit schweren Fahrpelzen ausstatteten, „natürlich aus einfachen Fellen, die meist mit einer Pelerine und Mütze aus schwarzem amerikanischem Baribal vervollständigt waren“.
Witgchouras oder Witzschoura(s) wurde ein mit Pelz gefütterter Damenmantel genannt, der etwa Anfang des 19. Jahrhunderts aktuell war. Unter der Bezeichnung finden sich sowohl ärmellose Capemäntel sowie Mäntel mit Ärmeln.
Seit dem Ausgang des 18. Jahrhunderts erfreuten sich kleine Teile aus Pelz, teils als Pelzgarnitur aus mehreren Teilen bestehend, ganz außerordentlicher Beliebtheit. Dazu gehörten die „auf das reizvollste variierten“ zahlreichen Kragen und Umhänge mit Pelzverbrämung. Teils in Stolaform oder pelzbesetztem Schal, „vom kleinen Halskragen zur Schulterpelerine und schwellen zu Gebilden an, die eine Kombination von Stola und Pelerine darstellen“. Wie ihre Vorgänger im 18. Jahrhundert werden sie je nach Umfang als Pelerine, Mantelet, Schal oder Mantille bezeichnet, im Englischen meist sogar als cloak (Mantel). In der Enzyklopädie von Krünitz hieß es 1806:
„In dem beinahe verflossenen Winter haben die Londoner Pelzläden vornehmlich durch reiche und große Palatinen die Käuferinnen angezogen. Die Schalmanufakturen könnten sich sehr über den Eingriff beschweren, der hierdurch in ihr Gebiet gemacht wird. Bis vor kurzem waren die Palatinen bloße Pelzstreifen von wenigem Belange und geringen Kosten; jetzt aber haben sie die Form der Halstücher angenommen, und setzen, besonders bei reichen Frauen, viele tausend Schals außer Umlauf. Da sie etwas neues sind und den ganzen oberen Körper wider die Kälte schützen, so finden sie außerordentlichen. Beifall; und die großen Kürschnergewölbe denken so fleißig auf Vorrat, Mannigfaltigkeit und Stufenfolge in den Preisen, dass man glauben sollte, sie hätten Bestellungen für ganze Regimenter von Frauen aus allen Ständen. Die besten Palatinen sind wie die gangbarsten Müffe aus Bärfellen und kosten vier bis sechs Guineen. - Der Luxus des weißen Pelzwerks, welcher in England nur einige Jahre alt ist und bisher ziemlich beschränkt war, scheint diesen Winter sehr um sich zu greifen. Die Gewölbe der großen Kürschner und der Modenhändler sind voll von weißen Palatinen, Müffen (doch kommen Müffe sehr schnell aus der Mode) und Kleidergarnierungen. Diese Waren sind ungemein teuer und verkostbaren den Winterstaat der Frauen sehr, denn selbst die Mittelstände müssen nun zweierlei Pelzwerk haben. Zur gewöhnlichen Tracht sind Palatinen und Müffe aus schwärzlichem Pelzwerk: nur wenige tragen auf der Straße weiße Müffe und Palatinen, weil der Londoner Kohlenrauch sie bald schwärzt. Aber wenn man in Abendpartien und auf Bälle und Konzerte geht, muss beides ganz weiß sein, so wie auch weissatlasne Kleider bloß mit weißem Pelzwerk besetzt werden.“
Modisch und beliebt waren auch capeartige Umhänge verschiedener Länge und Weite, oft mit einer angeschnittenen Kapuze. In den Jahrzehnten vor und nach der Mitte des 19. Jahrhunderts trug die Dame zum Reifrock gern einen meist dreiviertellangen Mantel mit Armschlitzen, an den Rändern ein schmaler Pelzbesatz. Der verbrämte Capemantel begleitete die Krinolinenmode bis auf ihren Höhepunkt. Das pelzverbrämte Cape bestand nicht nur zusammen mit den umfangreichen Gewandformen der Krinoline und dem Cul de Paris, es wurde halb- oder dreiviertellang auch über der schlanken Linie der 1890er Jahre getragen, besonders aber als pelzgefütterter Abendmantel über dem dekolletierten Gesellschaftskleid. Auch kleine verbrämte oder ganz aus Pelz gefertigte Schulterkragen sah man in dieser Zeit. Gegen Ende des 19. Jahrhunderts wurden immer mehr preisgünstige Pelze gekauft; die bis zu den Ellenbogen reichende schlichte Pelerine aus Pelz wurde häufig mit einem Muff kombiniert. Daneben gab es bereits kleine Capes, bei denen verschiedene Fellarten kombiniert wurden, beispielsweise moiriertes flaches Astrachan mit langhaarigem Skunkfell, abgebildet in einem italienischen Modekatalog Anfang 1898. Dieselbe Zeitschrift zeigte zwei Jahre später eine zierliche Pelzgarnitur aus Chinchilla, bestehend aus einem winzigen Abendtäschchen, einer fellverbrämten Kappe und einem kurzen Cape mit Stehkragen, die Felle an der unteren Kante jeweils bogenförmig gerundet.

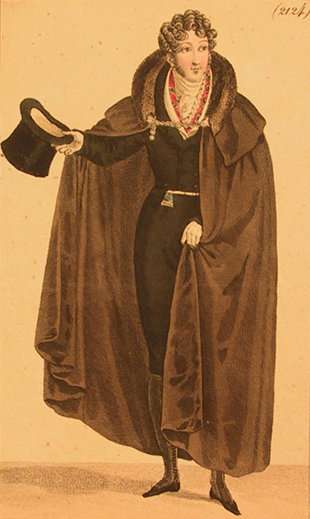
Herrencape mit Otterkragen (1823)
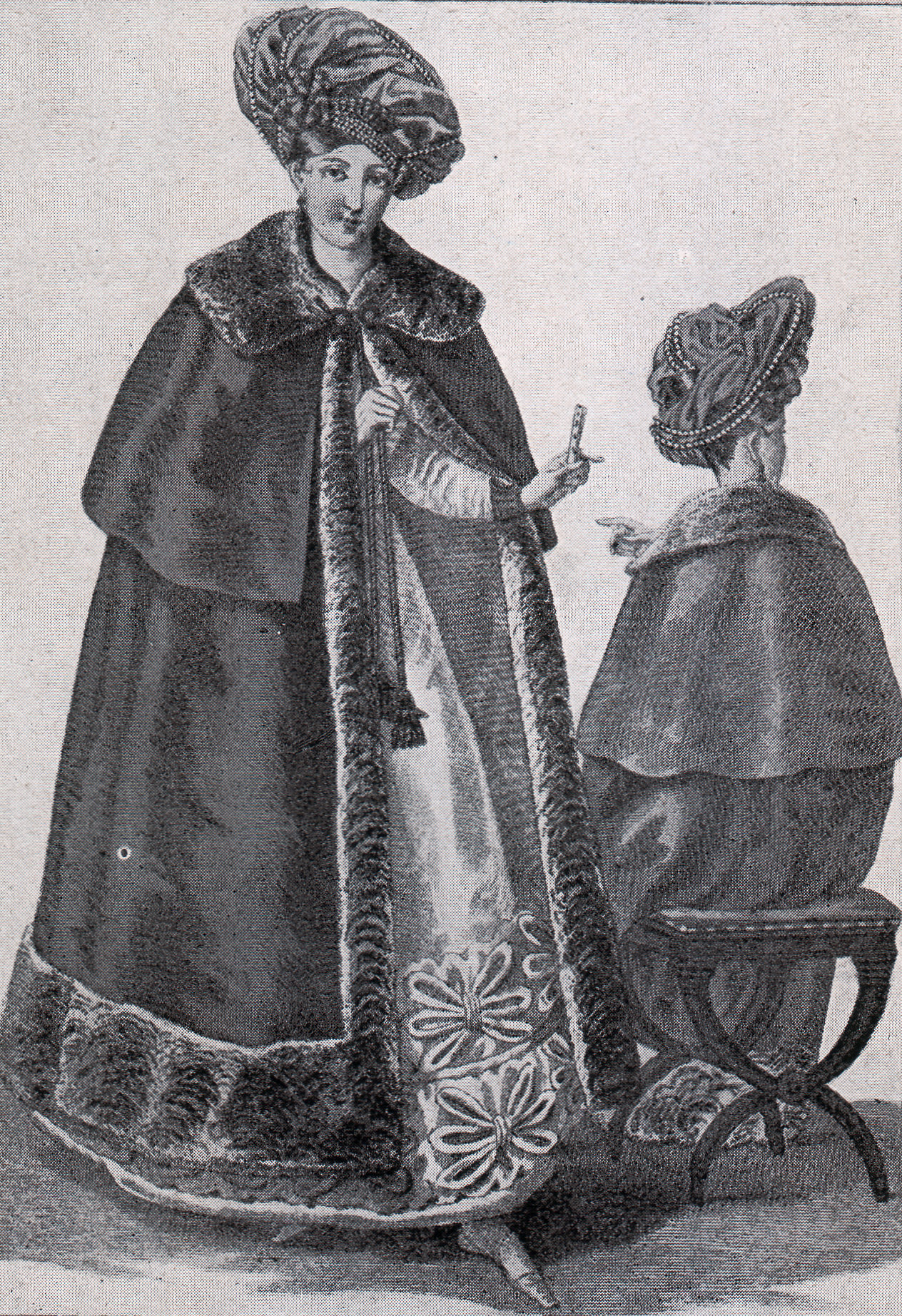
Bodenlanges Cape, chinchillaverbrämt (Paris, 1827)
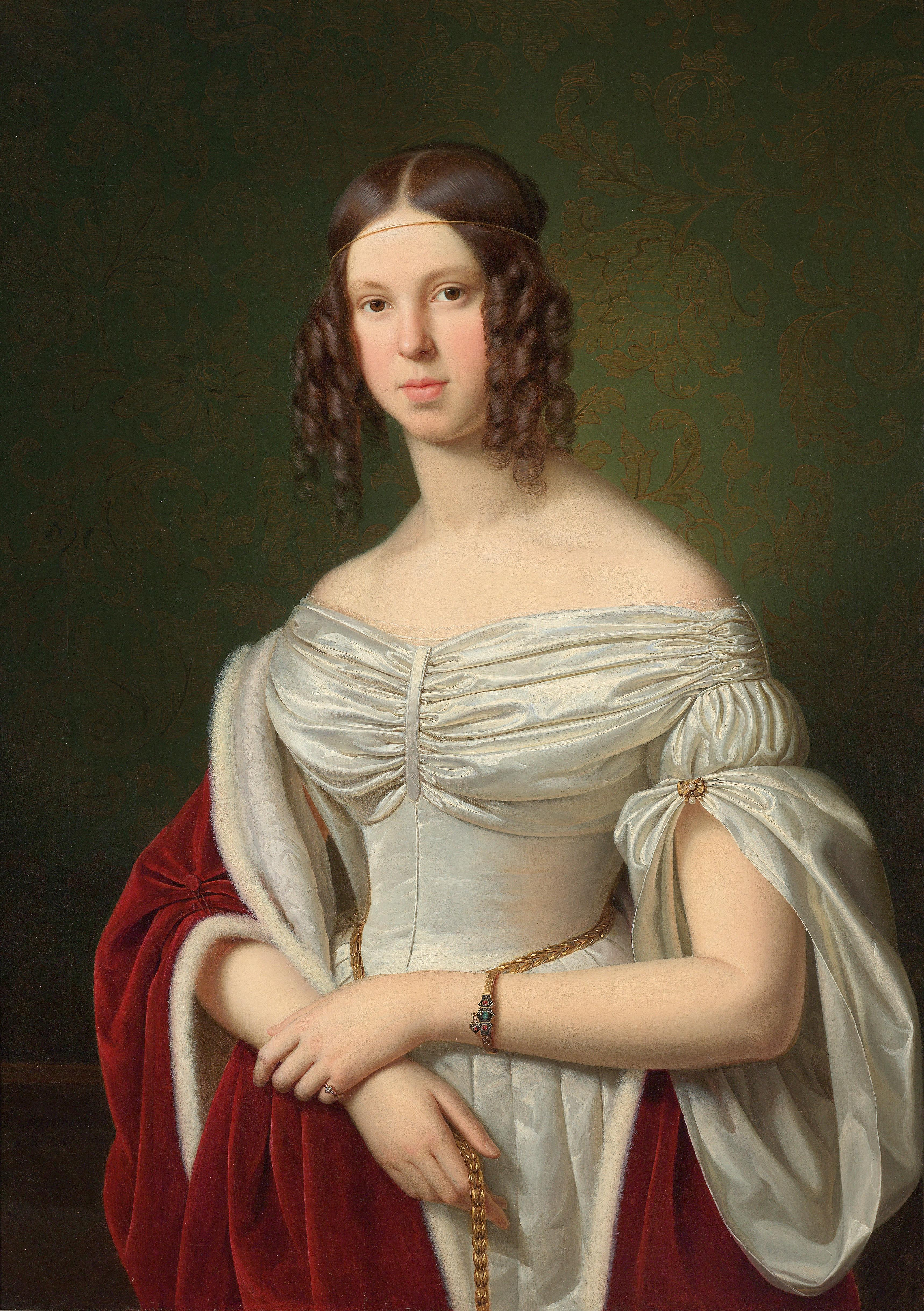
Felicitas zu Fürstenberg geborene Gräfin Wolff-Metternich zur Gracht (1839)
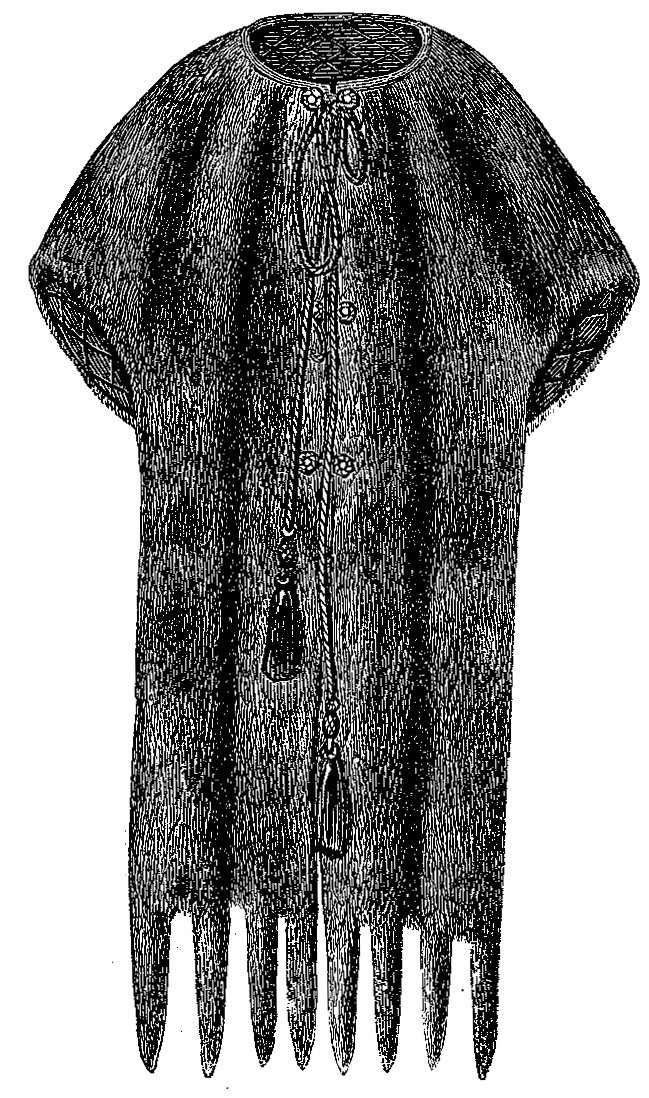
Cape-Stola (1860)
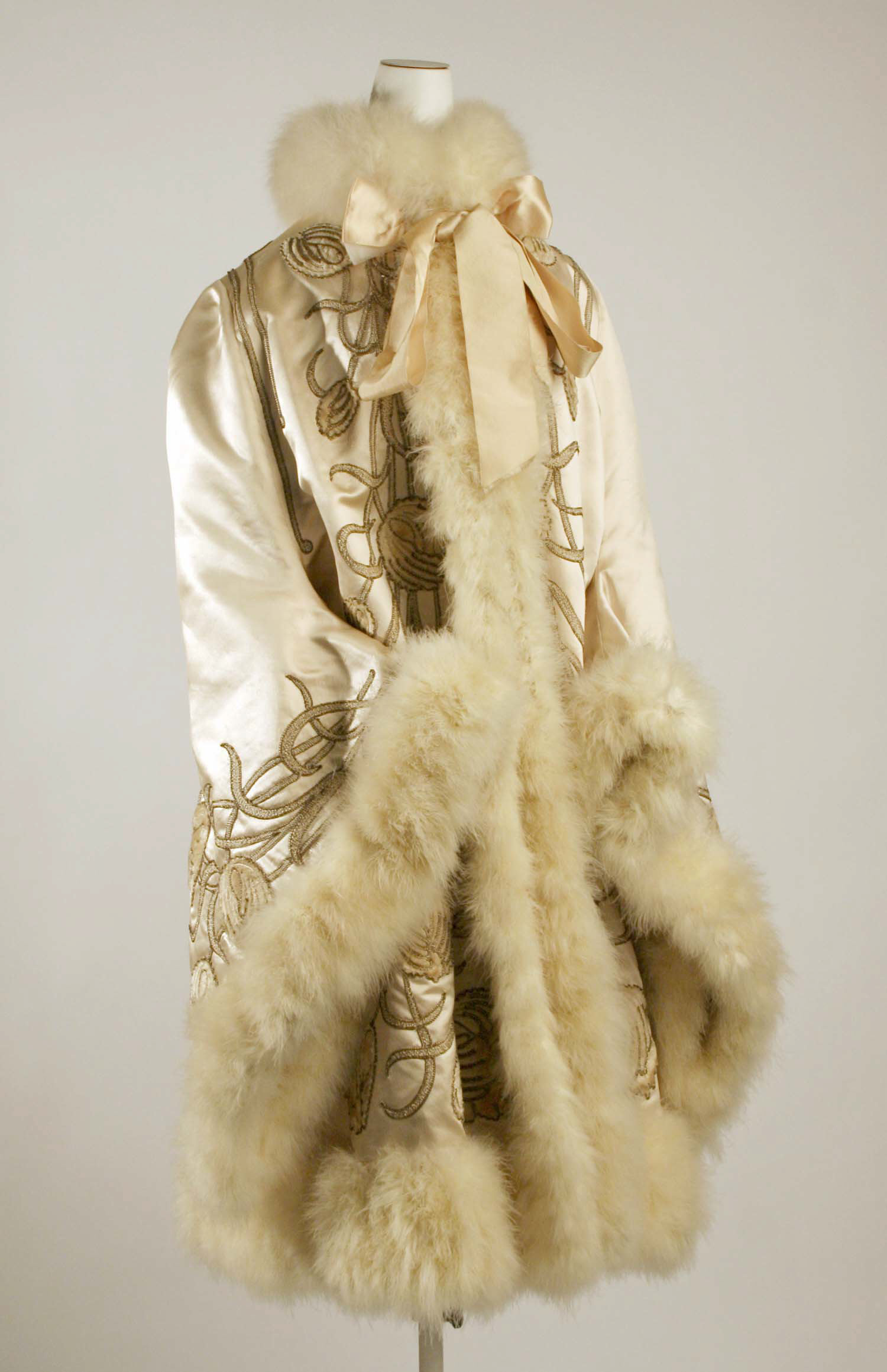
„Opern-Cape“, Seide, Federfell und Polarfuchsfell (Metropolitan Museum of Art, 1882)
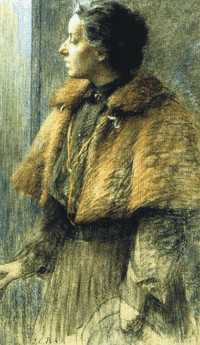
Kurzcape (Selbstporträt Louise Catherine Breslau, etwa 1886)
Abendcape, Textil und Pelzbesatz (Emile Pingat, ca. 1891)

#### 20.  Jahrhundert bis Gegenwart

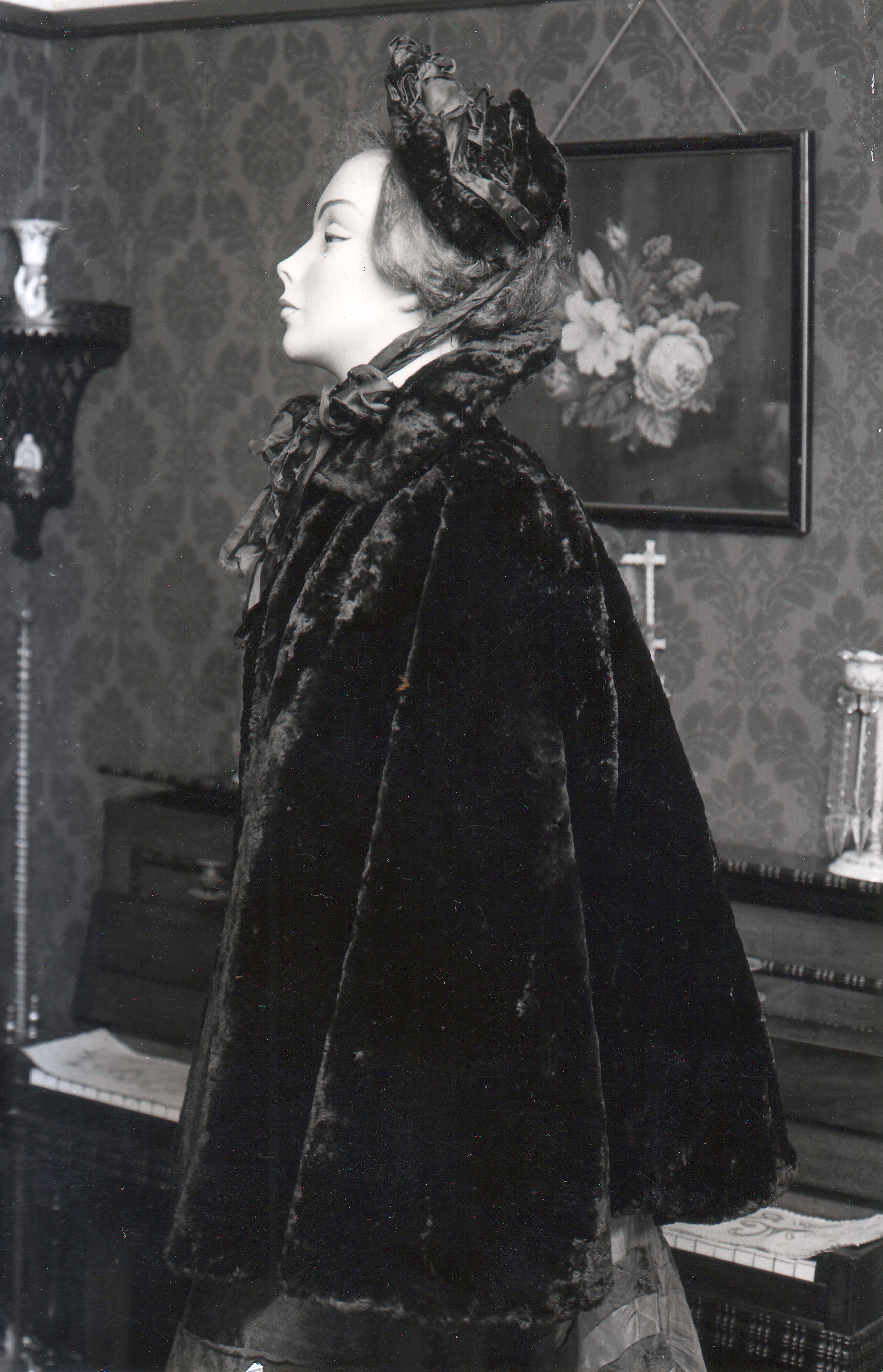
Sealskin-Cape - der Beginn der Pelzmode (1880, Worthing Museum and Art Gallery)

Kam in den früheren Jahrhunderten nur gelegentlich einmal ein mit dem Fell nach außen gearbeiteter Pelzumhang oder Pelzmantel vor, so kann von einer eigentlichen Pelzmode erst seit der Wende vom 19. zum 20. Jahrhundert gesprochen werden. Dank der Einführung der Pelznähmaschine wurde es möglich, Pelze sehr viel preisgünstiger und mit trotzdem aufwändigeren Arbeitstechniken herzustellen. In den 1890er Jahren erschienen zum ersten Mal in den Zeitschriften Modebilder, die nur Pelzkonfektion zeigten. Im „Moniteur de la Mode“ finden sich unter anderem unter dem Schlagwort „Nos fourrures primes“ Pelerinen aus Pelz mit genauer Preis- und Materialangabe der Pelzfirma. Ein wesentliches, besonders ins Auge fallendes Merkmal der Pelzmode ist die wechselnde Vorliebe für einzelne Pelzarten. Angeboten wurden damals Fischotter, Biber, verschiedene Fuchsarten, Skunks, Nerz, Marder, Mufflon, exotische Ziegenfelle, Karakul, Chinchilla und weitere importierte und modisch gewordene Pelze. Erst im darauffolgenden Jahr waren neben den Capes und sonstigen Kleinteilen auch Jacken abgebildet, 1898, als lange Jacke bezeichnet, der erste Mantel.
Zu Beginn des 20. Jahrhunderts gab es vor allem in der Damenmode bereits ein breites Angebot unterschiedlicher Pelzteile. Ein immer schnellerer Modewechsel begann. Den entscheidenden Durchbruch signalisierte die Weltausstellung zur Jahrhundertwende in Paris 1900 mit vielen Außenpelzen, deren Kürschnerarbeiten „geradezu ein Schwelgen in Pelzen“ und neuen Verarbeitungstechniken darstellte. Mit dem Auslassen von Fellen zu schmalen Streifen in Mantellänge wurde von Revillon Frères eine in der Anwendung neue Arbeitstechnik und Pelzoptik vorgestellt. Neben Jacken, Mänteln, sogar Kleidern aus Pelz, fehlte auch das Pelzcape nicht. Revillon zeigte unter anderem ein Cape aus Sealfell, besetzt mit Zobelfell, und in der Ausstellungsgruppe „La Corbeille de Mariage - Das Brautgeschenk“ einen bodenlangen, seidenbestickten Samtmantel mit einem kleinen Chinchillacape und eine Pelerine aus 82 russischen Zobelfellen. Als Colett (frz., kleiner runder Kragen, Cape) wurde ein ganz besonders aufwändig gearbeitetes festliches Cape aus sehr dunklem Canada-Nerz bezeichnet, ausgestellt von der Firma P. M. Grünwaldt, Paris, Stammhaus St. Petersburg. Es wies drei übereinanderlappende Volants auf, dazu einen dreifachen, ebenso fallenden Medicikragen. Die Berliner Konfektionäre nahmen die zahlreichen Anregungen sofort auf und brachten fertige Pelzjacken und Pelzmäntel in die Waren- und Modehäuser: „Seal wurde der Favorit der Jahrhundertwende, weit und füllig geschnitten, aber immer nur wadenlang, so daß die Kleider darunter hervorwallen konnten“.
Mit dem Entstehen einer eigenen Pelzmode kam neben den Fellarten der Pelzveredlung und Verarbeitung eine immer größere Bedeutung zu. Beständig war man jetzt darauf aus, durch Färben, Scheren und andere Techniken Felle zu „veredeln“ und neue Optiken zu schaffen. Wobei unter Pelzveredlung die Veränderung durch Färben, Scheren oder durch andere Techniken verstanden wird. Häufig wird dabei angestrebt, mit preiswerteren Fellarten eine wertvollere Art nachzuahmen. Wichtig war um diese Zeit die Imitation des anfangs schwarz gefärbten, gerupften Sealfells durch Sealkanin, aber beispielsweise auch durch Sealbisam. Bereits seit dem Mittelalter hatte das Kürschnerhandwerk eine beachtliche Höhe erreicht. Überall dort, wo der Pelz nicht nur als Futter oder Verbrämung diente, war man bemüht, ihn durch kunstvolle Verarbeitung zu besonderer Wirkung zu bringen. Erst recht wurde das für den Kürschner von Bedeutung, als Überkleider, Mäntel, Jacken und Umhänge aus Pelz eine wichtige Rolle in der Mode zu spielen begannen.
Aus seinem holländischen Exil bestellte Exkaiser Wilhelm II. in den 1920er Jahren, noch ganz traditionell, für seine zweite Frau, Hermine Gräfin Schoenaich-Carolath im heimischen Berlin einen Breitschwanzmantel und ein weites Hermelincape. Die tanzenden Geschwister Margot und Hedi Höpfner zeigten sich in den 1930er Jahren in Silberfuchscapes. Capes aus Edelfuchsfellen finden sich bis in die jüngere Zeit immer wieder beim in der Öffentlichkeit auftretenden, auf Aufmerksamkeit angewiesenen Personenkreis, vor allem bei Schauspielerinnen. Wohl alle bedeutenden Couturiers hatten um die Zeit der Goldenen 1920er Jahre immer wieder dekorative Pelzcapes in ihren Kollektionen. Pierre Brissaud zeichnete 1920 ein ausladendes braunes Abendcape von Jeanne Lanvin. Das Modehaus der Nachfolger von Charles Frederick Worth zeigte 1923 ein ausgelassen gearbeitetes, schlichteres Cape mit Kragen, 1987 ein opulentes, fast bodenlanges Abendcape, innen und außen aus Nerz. Sealfell war als Imitation in durchaus angesehenen Kollektionen vertreten. Chanel entwarf 1924 ein recht schlichtes, rocklanges Cape aus dem schwarzen Sealbisam mit dunkelblauem Taftfutter, ein abgesteppter Stoffkragen über dem Fellkragen. Maulwurffell war zeitweilig in Mode. Der New Yorker Kürschner Gunther Jaeckel fügte im selben Jahr die schwarzgefärbten Fellchen dachziegelartig überlappend übereinander und besetzte den Kragen des Capes mit einem schwarzgefärbten Fuchskragen. Auch in den folgenden Jahren wurden von den die Mode bestimmenden Pariser Modeschöpfern immer wieder Pelzcapes in allen Längen, Fellarten und verschiedenen Ausführungen gezeigt. In den Jahren 1934/1935 waren das neben anderen Schiaparelli, Revillon, Vionnet und Lanvin.
Das voluminöse Fell der Edelfüchse trägt als Mantel und Jacke erheblich auf, die Verarbeitung zum weniger körpernahen, schwingenden und eher schmeichelnden Cape bietet sich an. Während der Zeit des Nationalsozialismus wurde der Fuchs zu einem Lieblingspelz der Deutschen, möglichst ein Teil aus Silberfuchs. Die „Filmstars zeigten sich privat und auf der Leinwand in voluminösen, schulterbetonten hüftlangen Capes und regten zur Nachahmung an“. Es waren jedoch weniger die auffälligen Capes, sondern eher kleinere Garderobenteile die Eingang in die Kleidung der Normalbürgerin fanden.
Mit der Zunahme der Pelzjacken und Pelzmäntel hatte das Pelzcape an Bedeutung verloren, aus der allgemeinen Herrenmode waren Capes fast ganz verschwunden. Lediglich der eigentlich ärmellose Havelock aus dem 19. Jahrhundert mit seiner stattdessen angearbeiteten halblangen Pelerine hatte sich noch bis Anfang des 20. Jahrhunderts gehalten. Die Winterversion besaß eventuell ein Pelzfutter, Pelzkragen und an den Ärmeln Pelzstulpen.
Nach dem Zweiten Weltkrieg wurde in der Zeit des „Wirtschaftswunders“ die Bundesrepublik, gemessen am Pro-Kopf-Verbrauch, das pelzfreudigste Land der Welt. Nach den Entbehrungen des Krieges entstand der Wunsch, sich endlich wieder etwas zu gönnen, der Pelz gehörte dazu, neben dem Reisen in andere Länder. Die großen deutschen Pelzproduzenten beschäftigten bald eigene Designer, wie beispielsweise Wolfgang Joop. Die Anregungen kamen, anfangs ohnehin, weiterhin vor allem aus Paris, allen voran aus dem Haus Christian Dior. Bereits 1947, zwei Jahre nach Kriegsende, entwarf Dior ein bodenlanges Abendcape aus Silberfuchs mit einer Außenseite aus mitternachtsblauem Wollstoff. Von den internationalen Stars fand die Opernsängerin Grace Bumbry Erwähnung, sie trug „täglich einen Pelz, auch wenn sie mal eben einkaufen“ ging - bei festlichen Gelegenheiten ein bodenlanges Chinchillacape.
Im Zeichen einer gewissen Marktsättigung begannen die deutschen Kürschner etwa seit den 1980er Jahren sich weniger auf glamouröse, sondern auf gebrauchstaugliche Modelle zu konzentrieren, ein Pelz, wie er zum täglichen Einkauf getragen werden kann. Damit verschwand das Cape fast völlig aus ihren Geschäften.
Im Rahmen einer sich verändernden Tierschutzbewegung geriet der Pelz als erster in den Fokus der Gegner der Tiernutzung. Dies geschah gleichzeitig in den Jahren, in denen die verkaufsfördernden kalten Winter fast regelmäßig ausblieben, übergehend in die zunehmende Diskussion um eine zunehmende Erderwärmung. Inzwischen ist der Pelzabsatz in Europa auf einen Bruchteil zurückgegangen.

Prominente Frauen mit Pelz- oder pelzbesetzten Capes
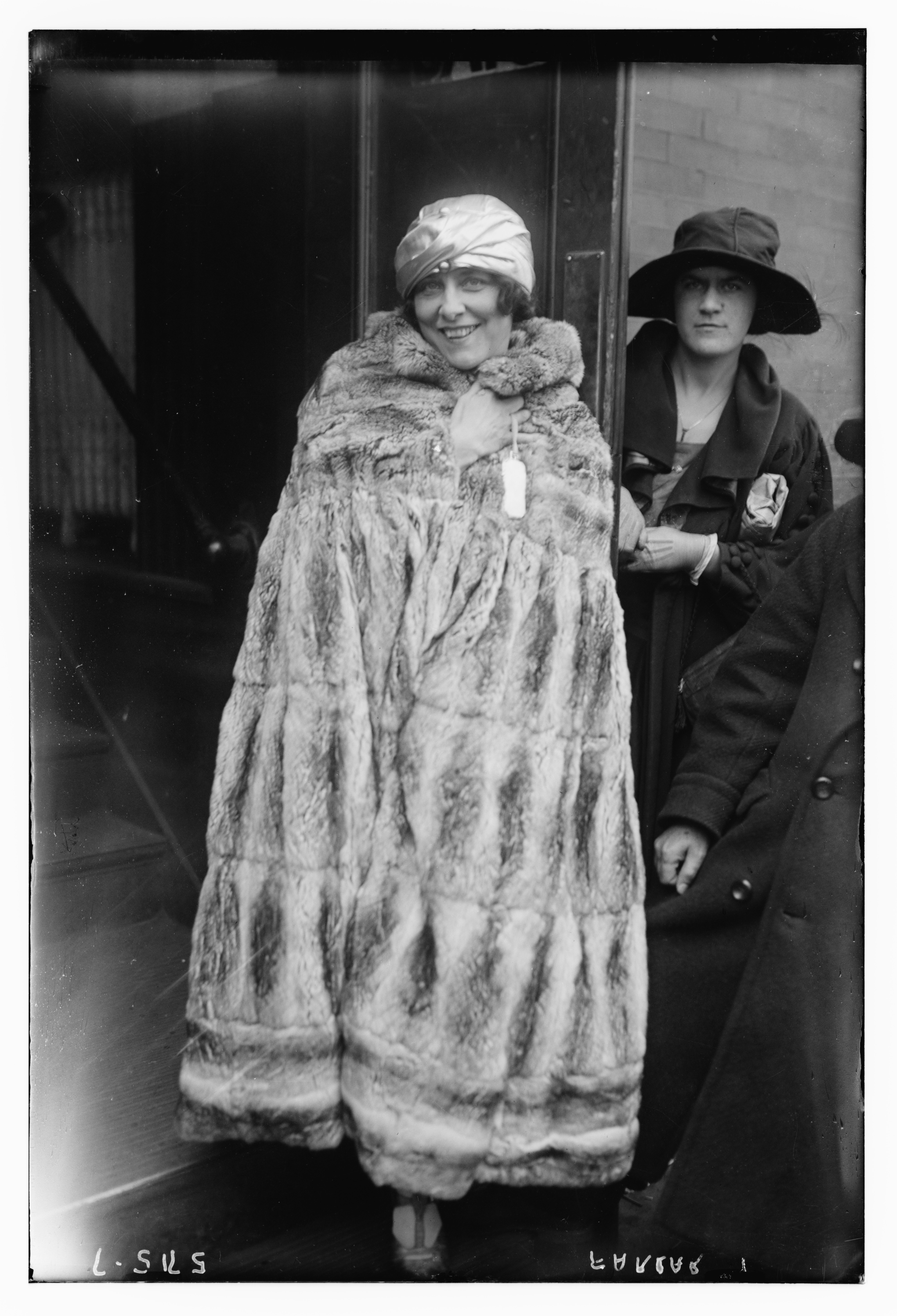
Geraldine Farrar (1900)
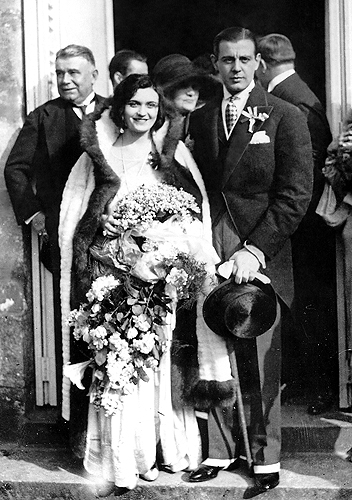
Pola Negri (1927)
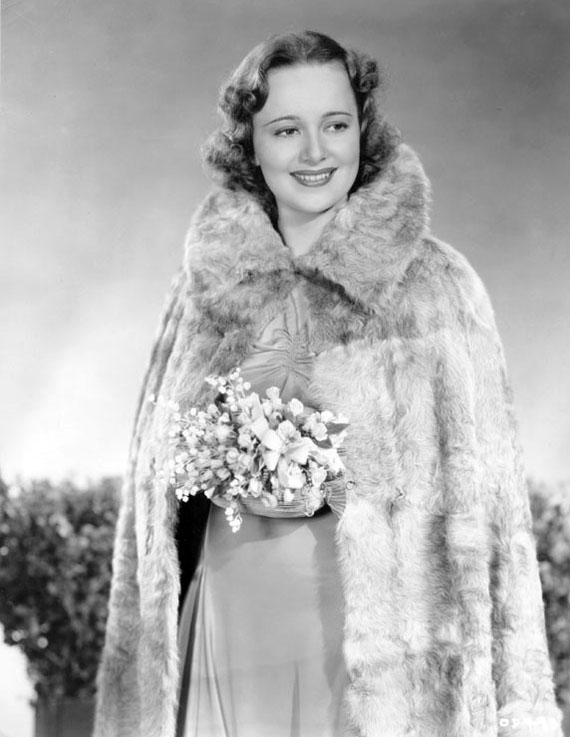
Olivia de Havilland (1937)
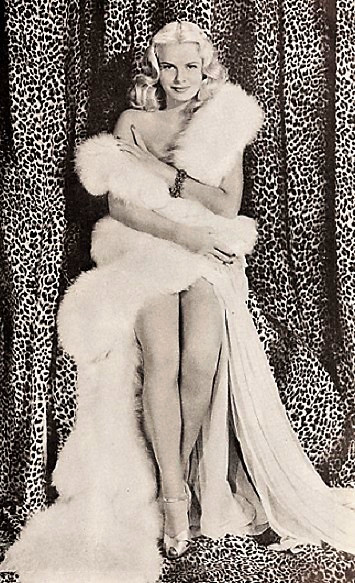
Jean Wallace (1942)
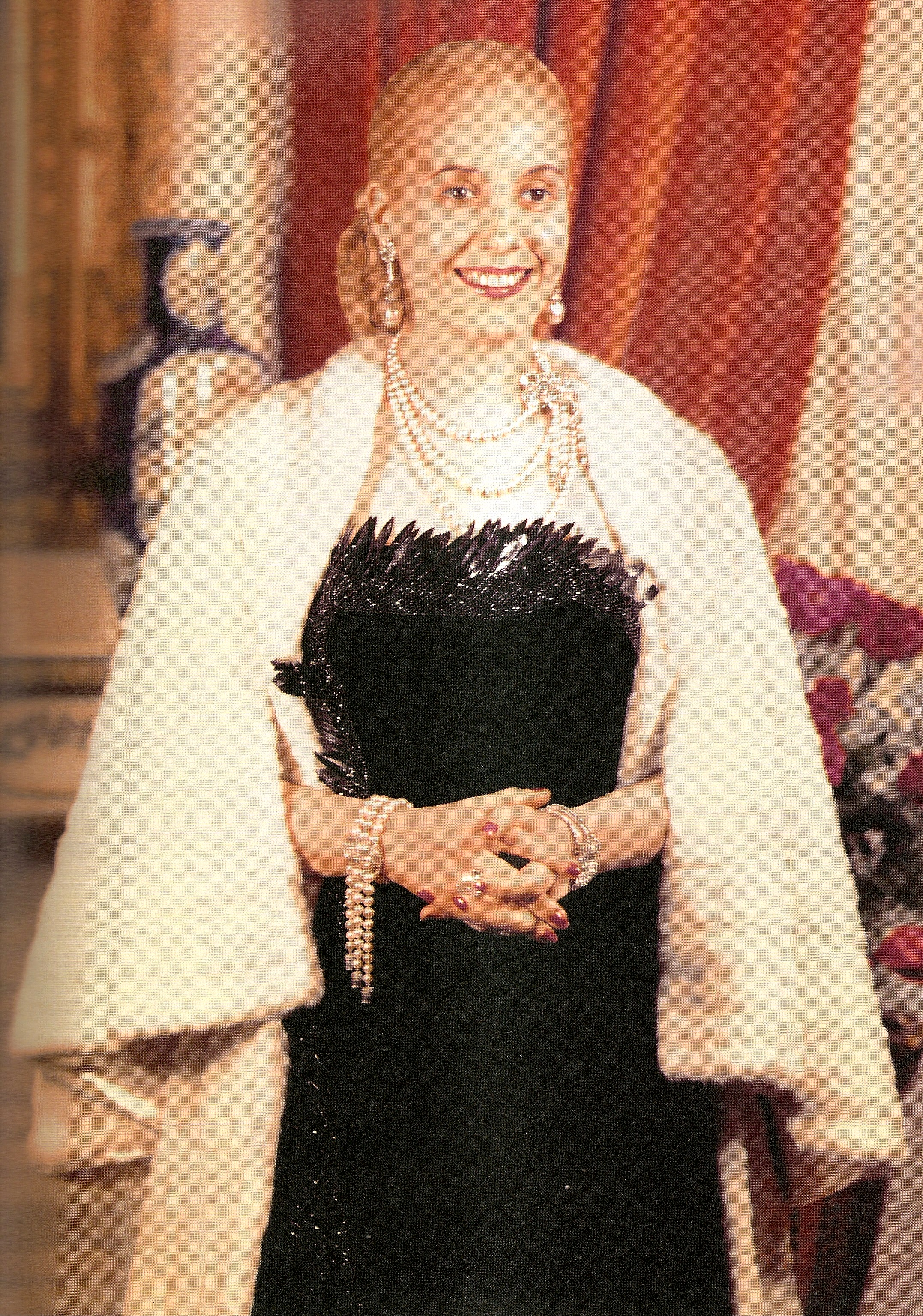
Eva Perón (1950)
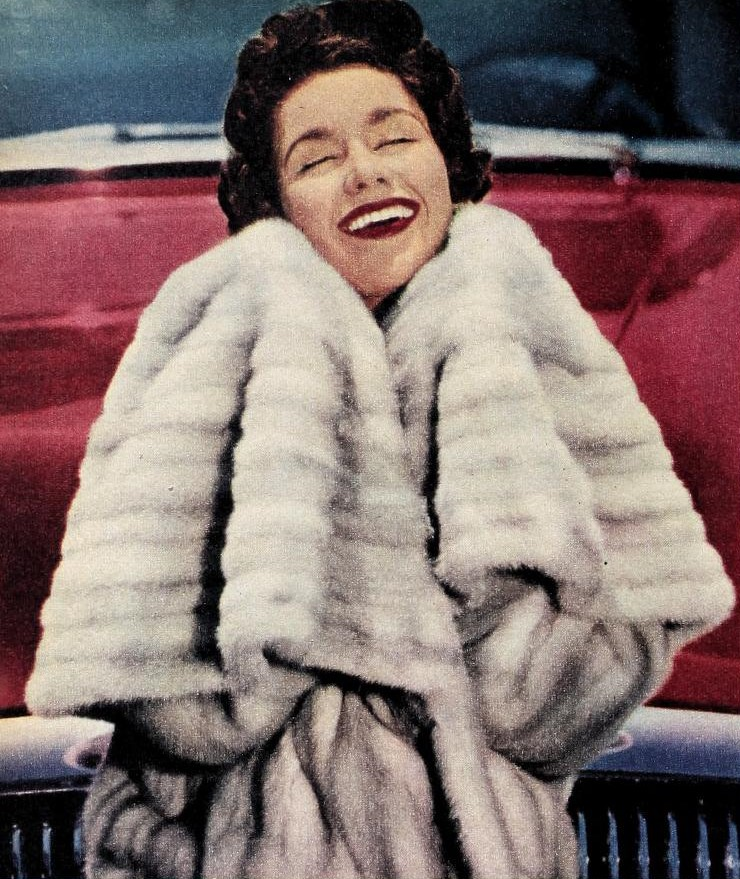
Pat Crowley (1954)
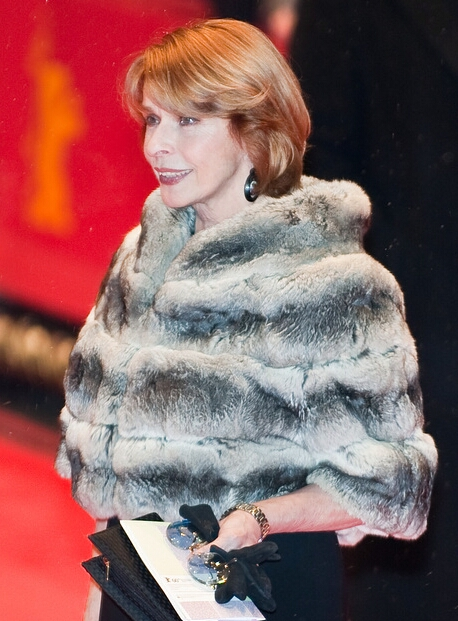
Senta Berger (2010)

Capes verschiedener Fellarten
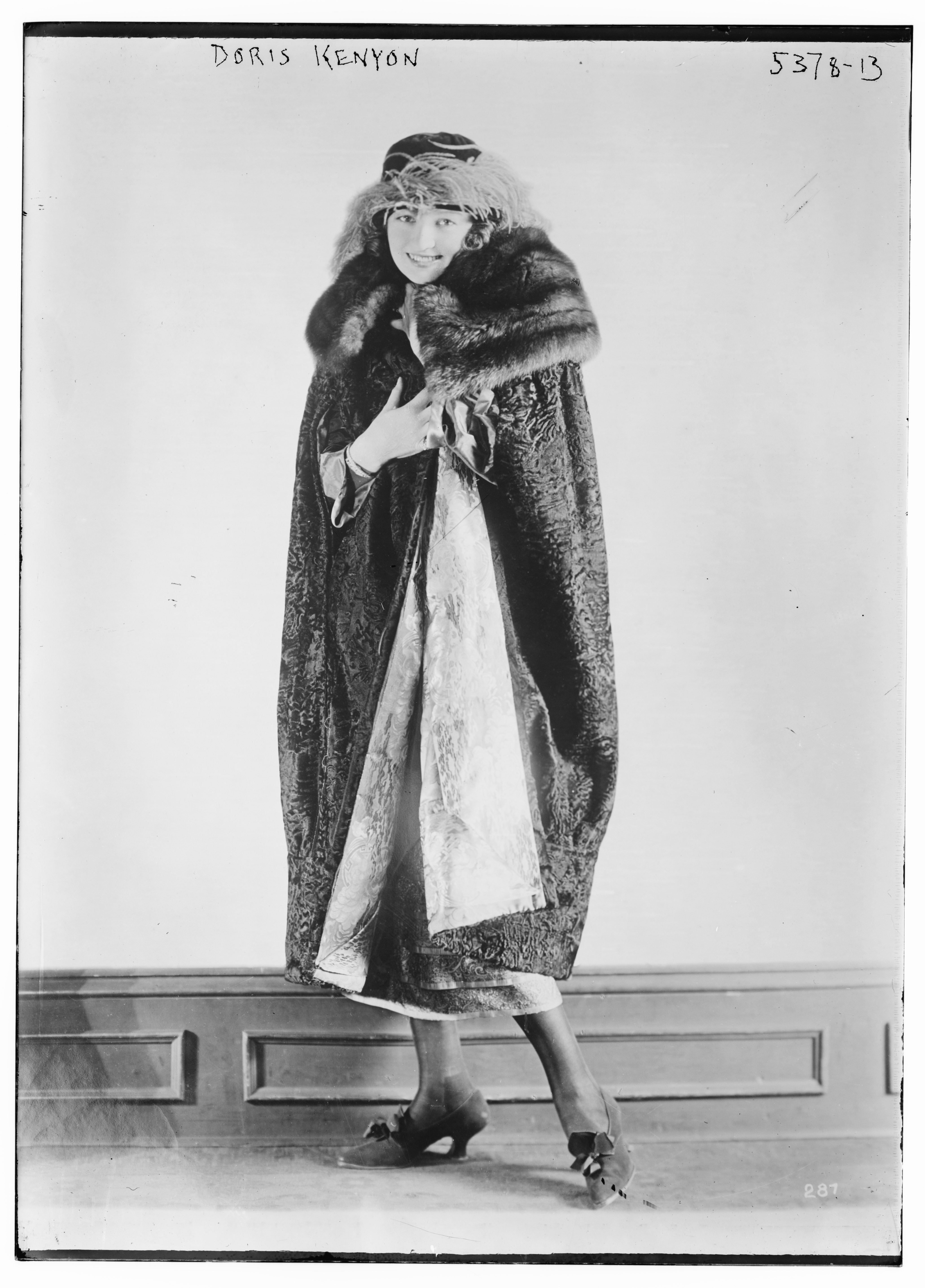
Breitschwanz mit Marderkragen (1900)
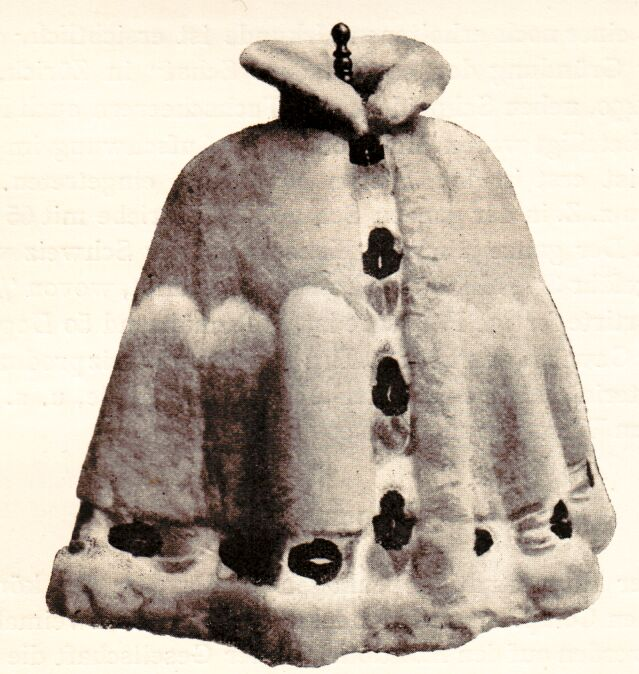
Kormoran (um 1900)
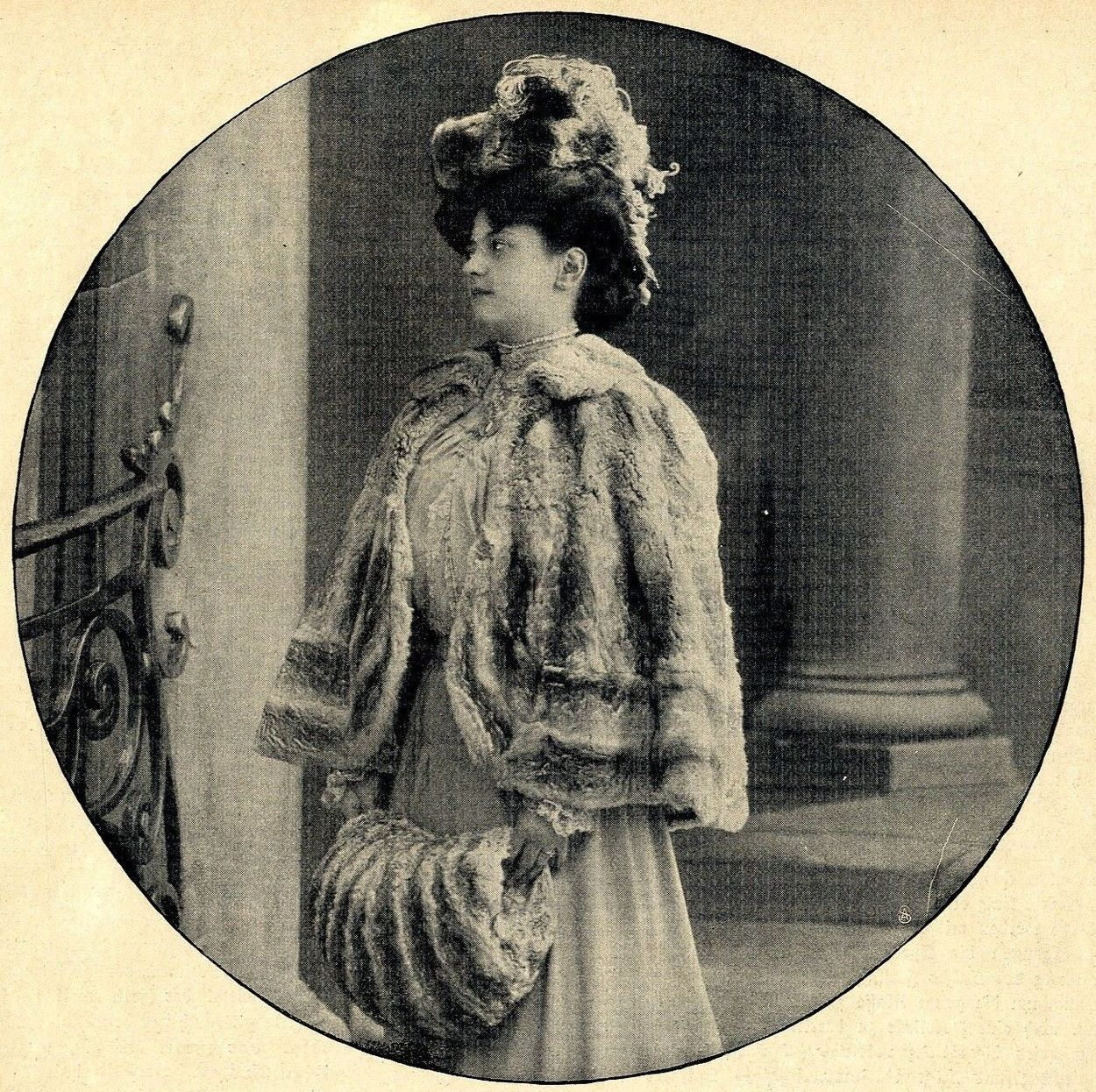
Chinchilla (1905)
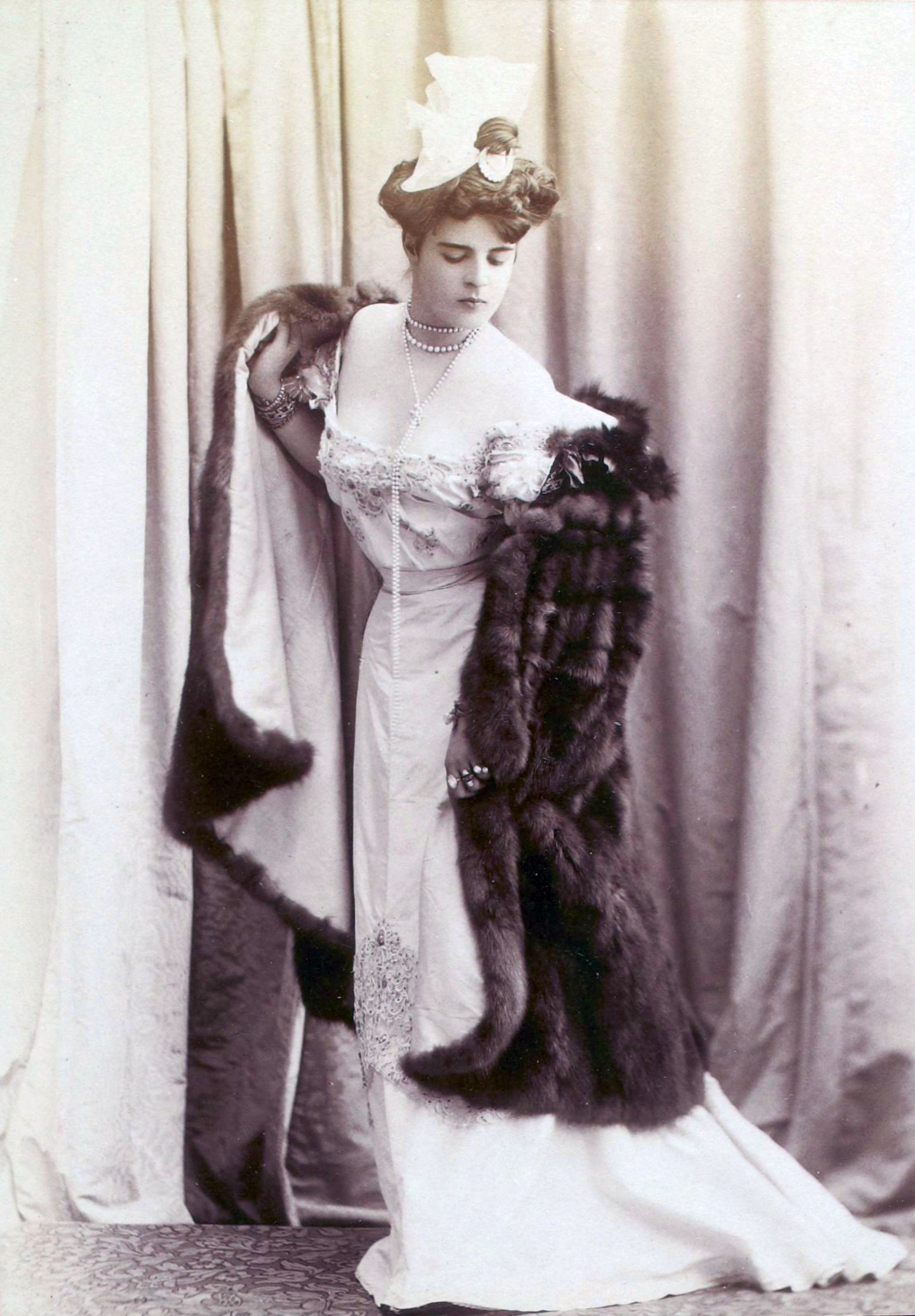
Marder (Anfang 20. Jh.)
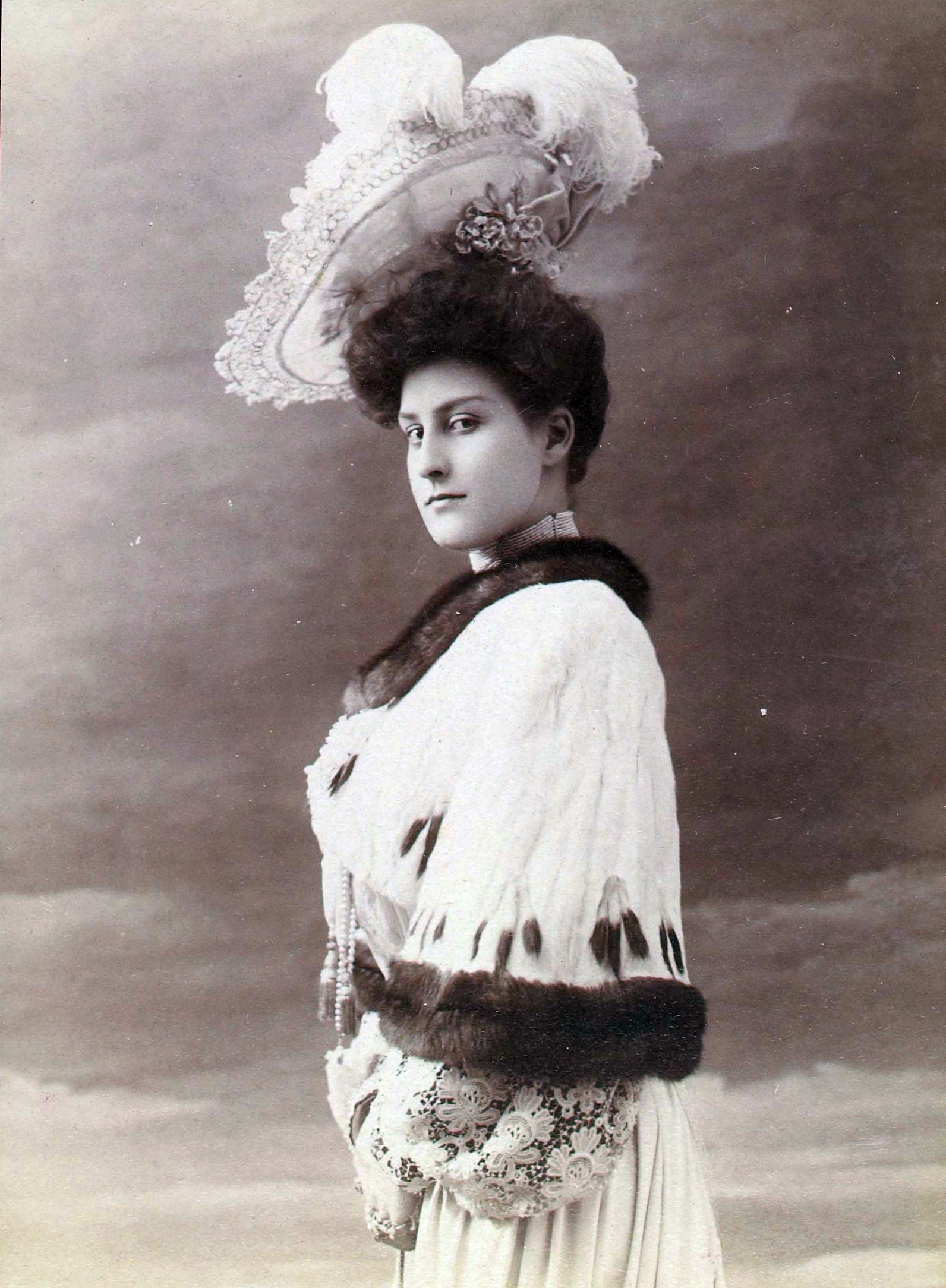
Hermelin (um 1910)
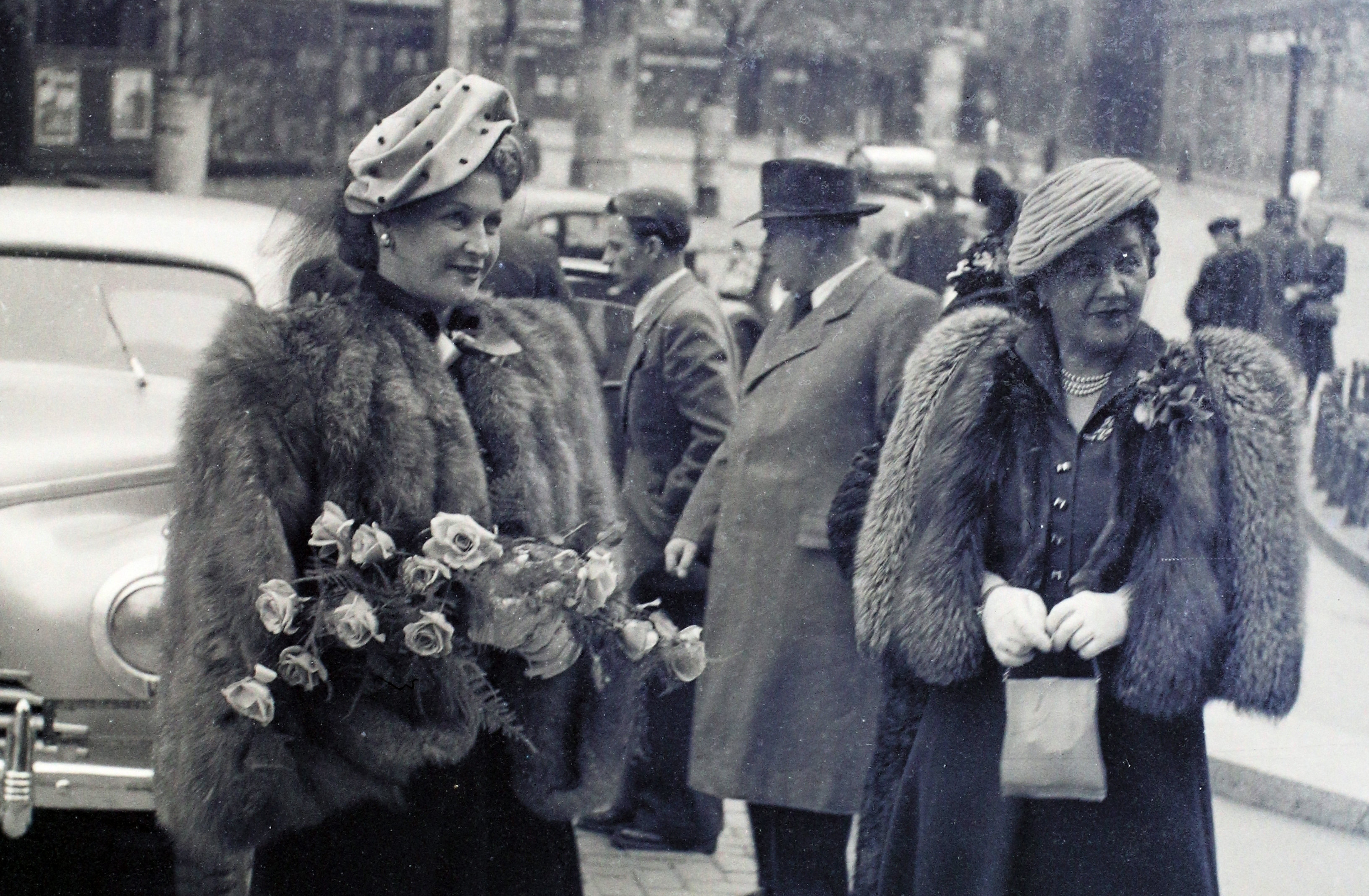
Edelfüchse (1948)
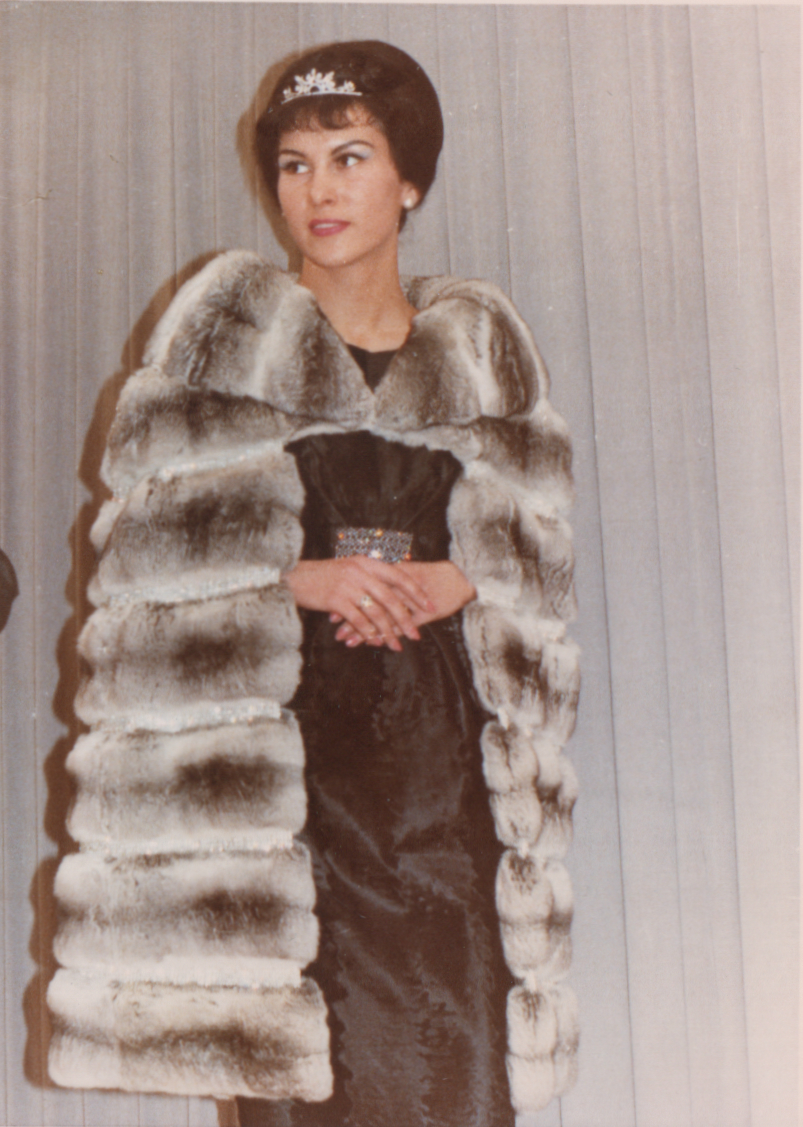
Chinchilla (1964)
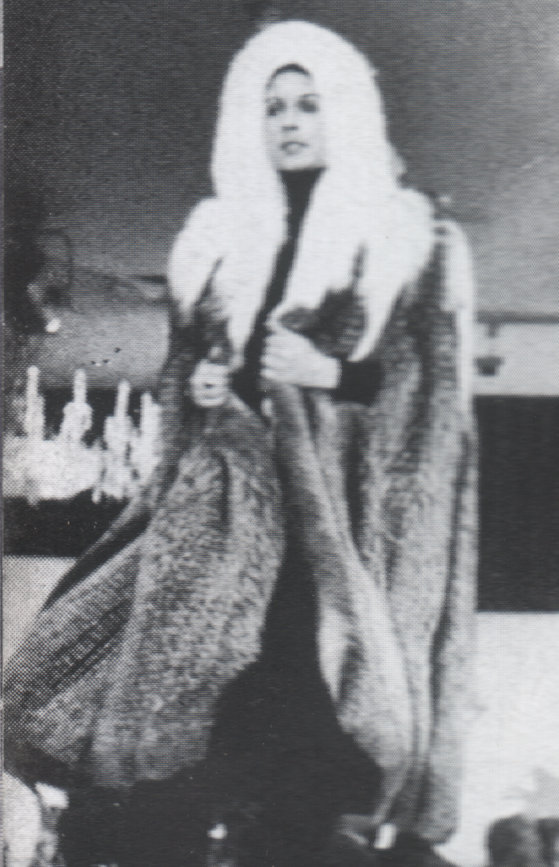
Silberfuchs und Weißfuchs (1978)
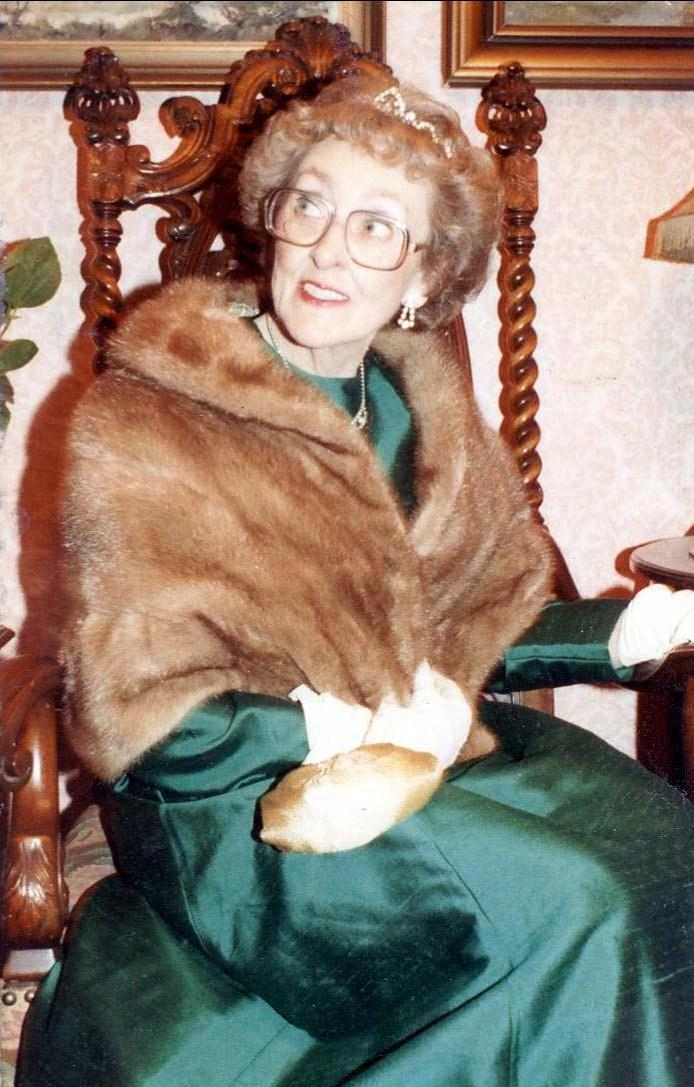
Nerz (1984)
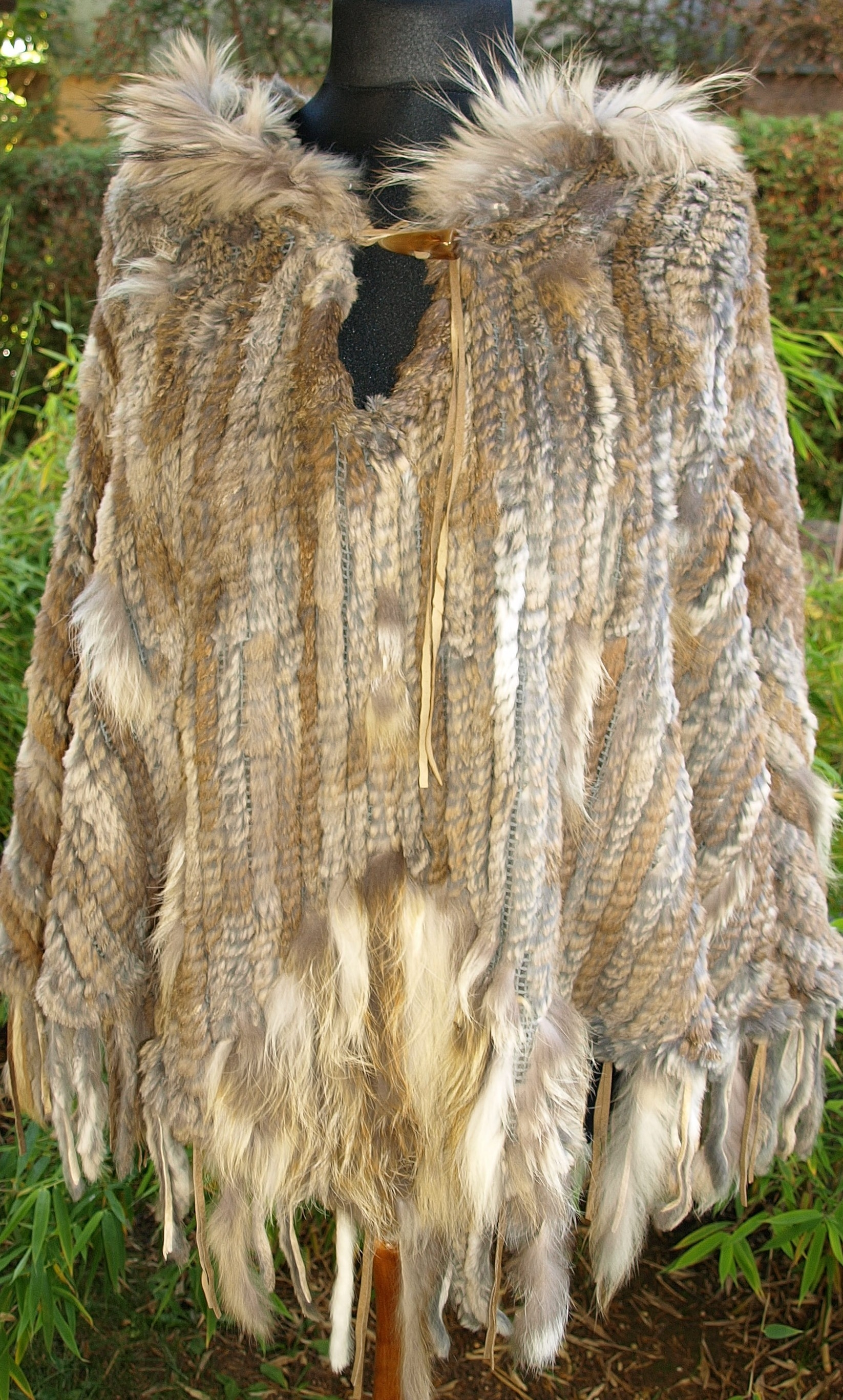
Poncho aus geflochtenem Kaninfell (2010)
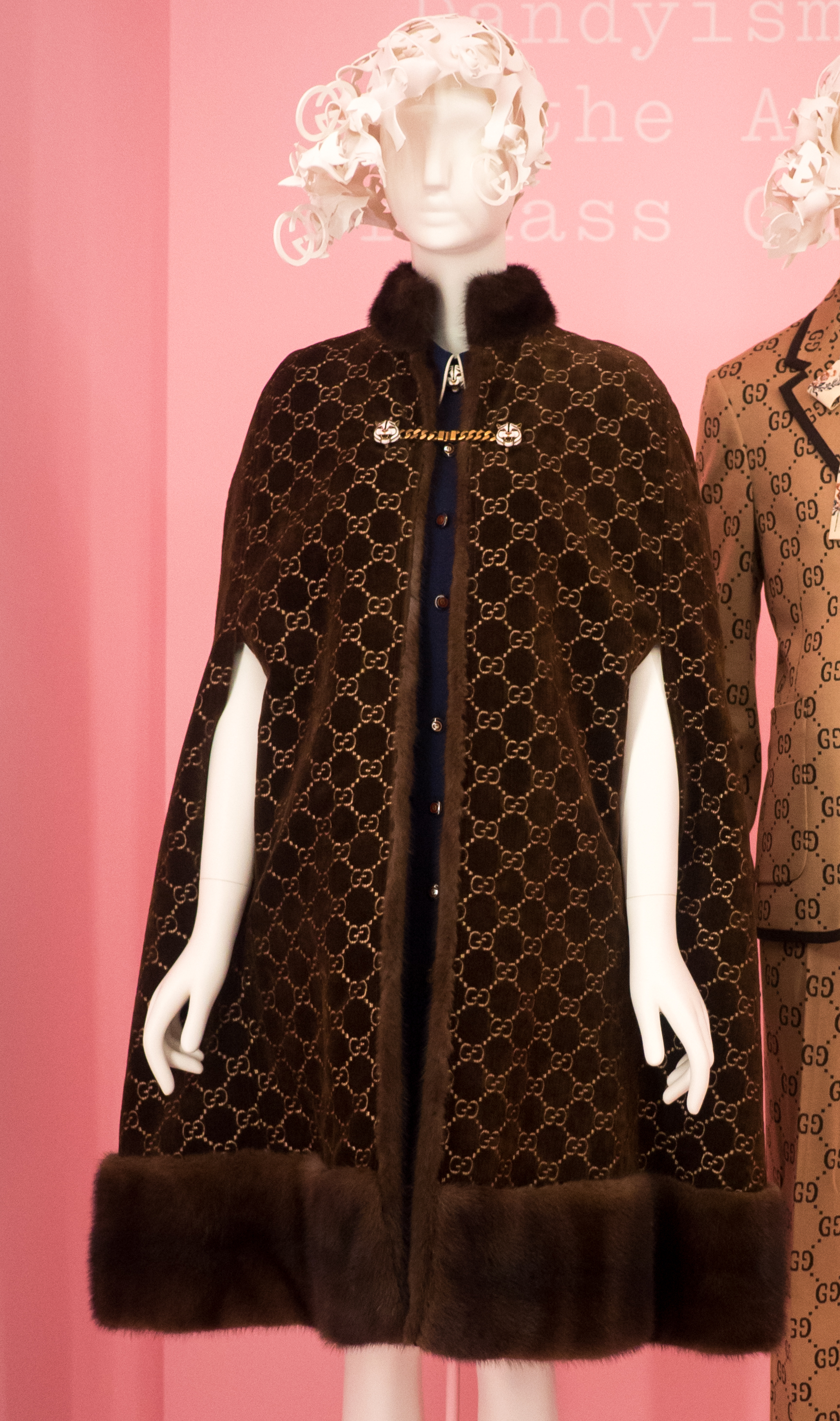
Nerz (Verbrämung, Gucci 2018)
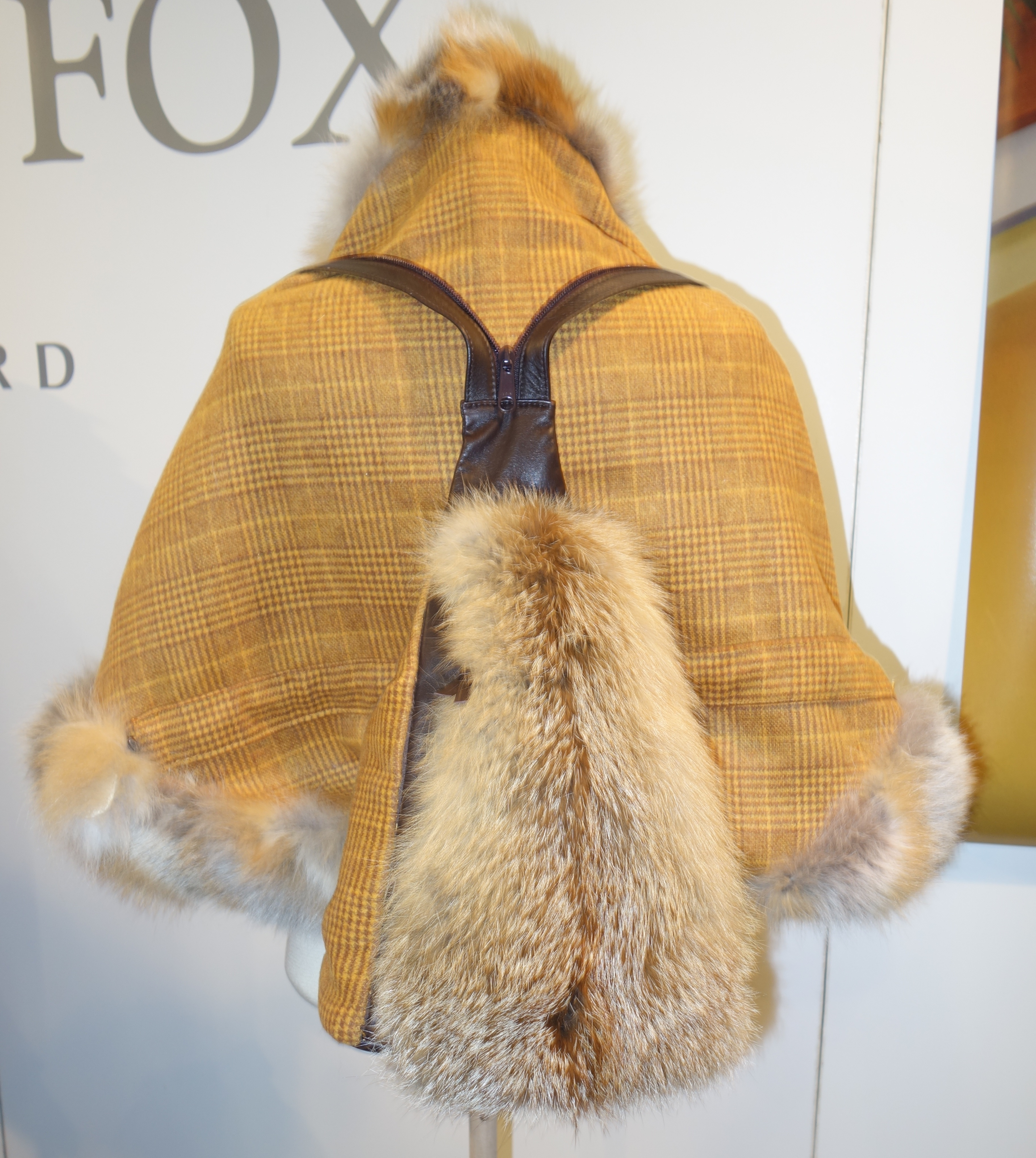
Rotfuchs (Verbrämung und Rucksack, 2020)

Außergewöhnliche Kürschnerarbeiten
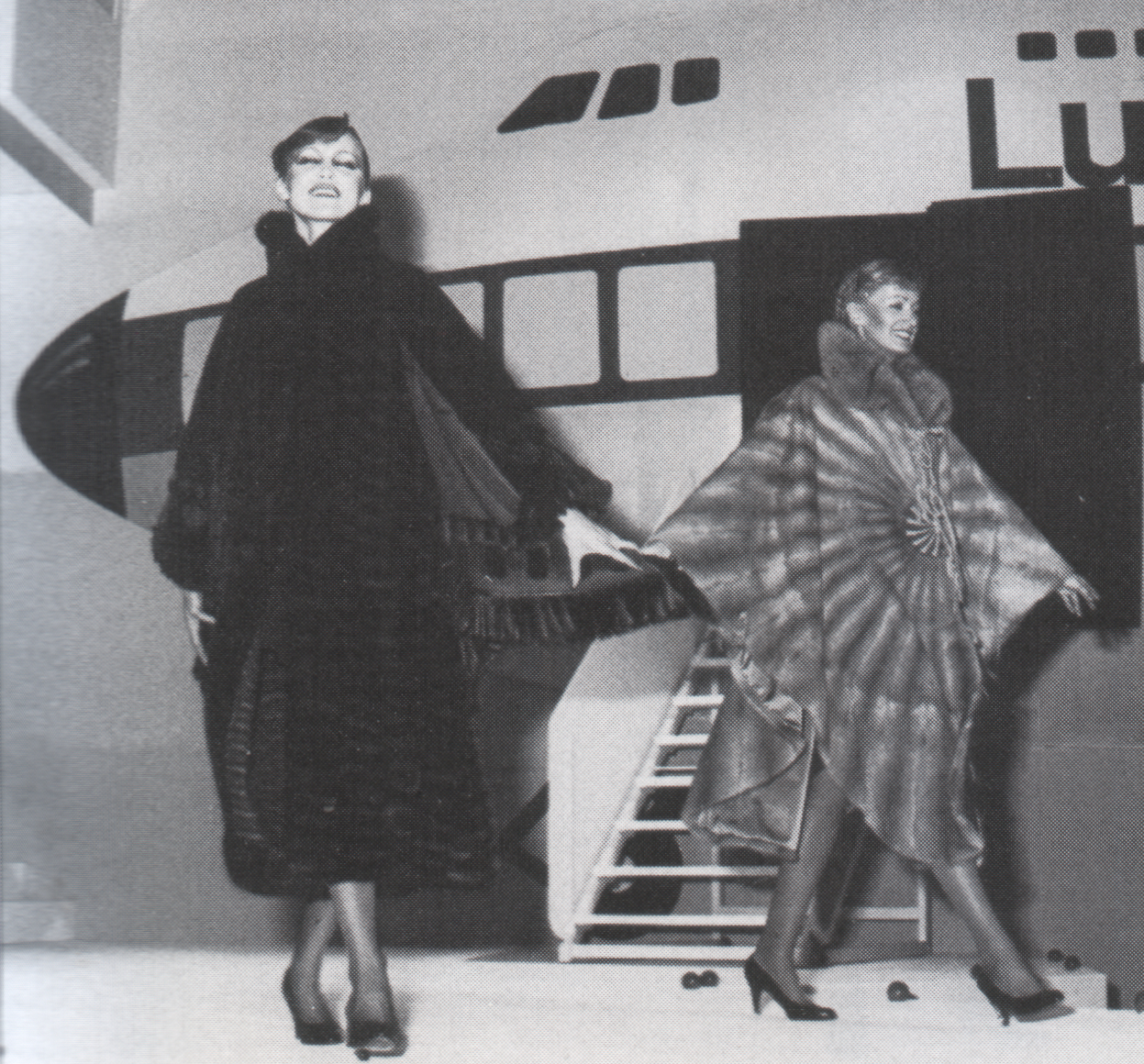
Nerz. Unbekannter Designer, Pelzkonfektion Bundesrepublik (1980)
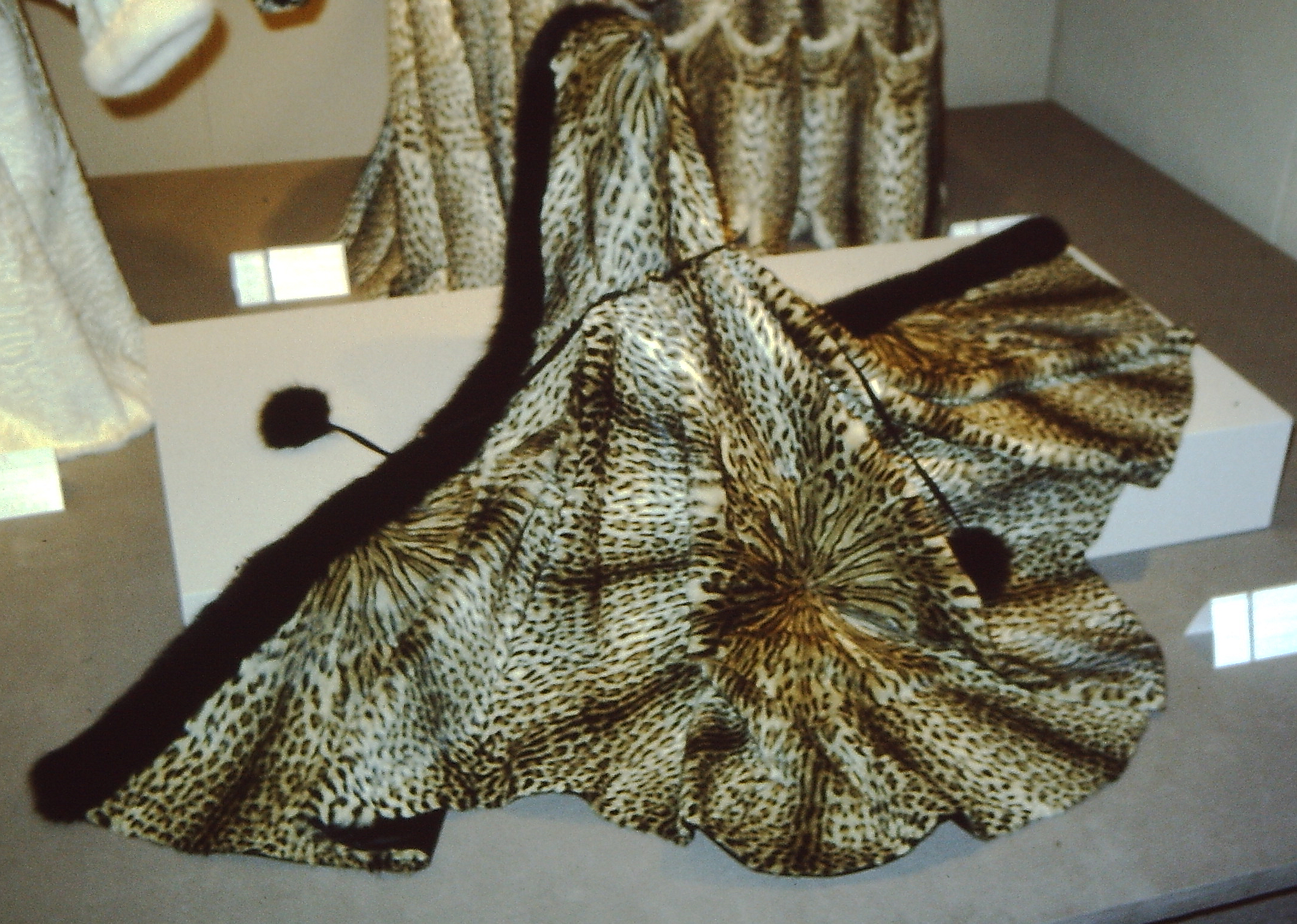
Wildkatze. Unbekannter Designer, Modellwettbewerb des deutschen Kürschnerhandwerks (1982)
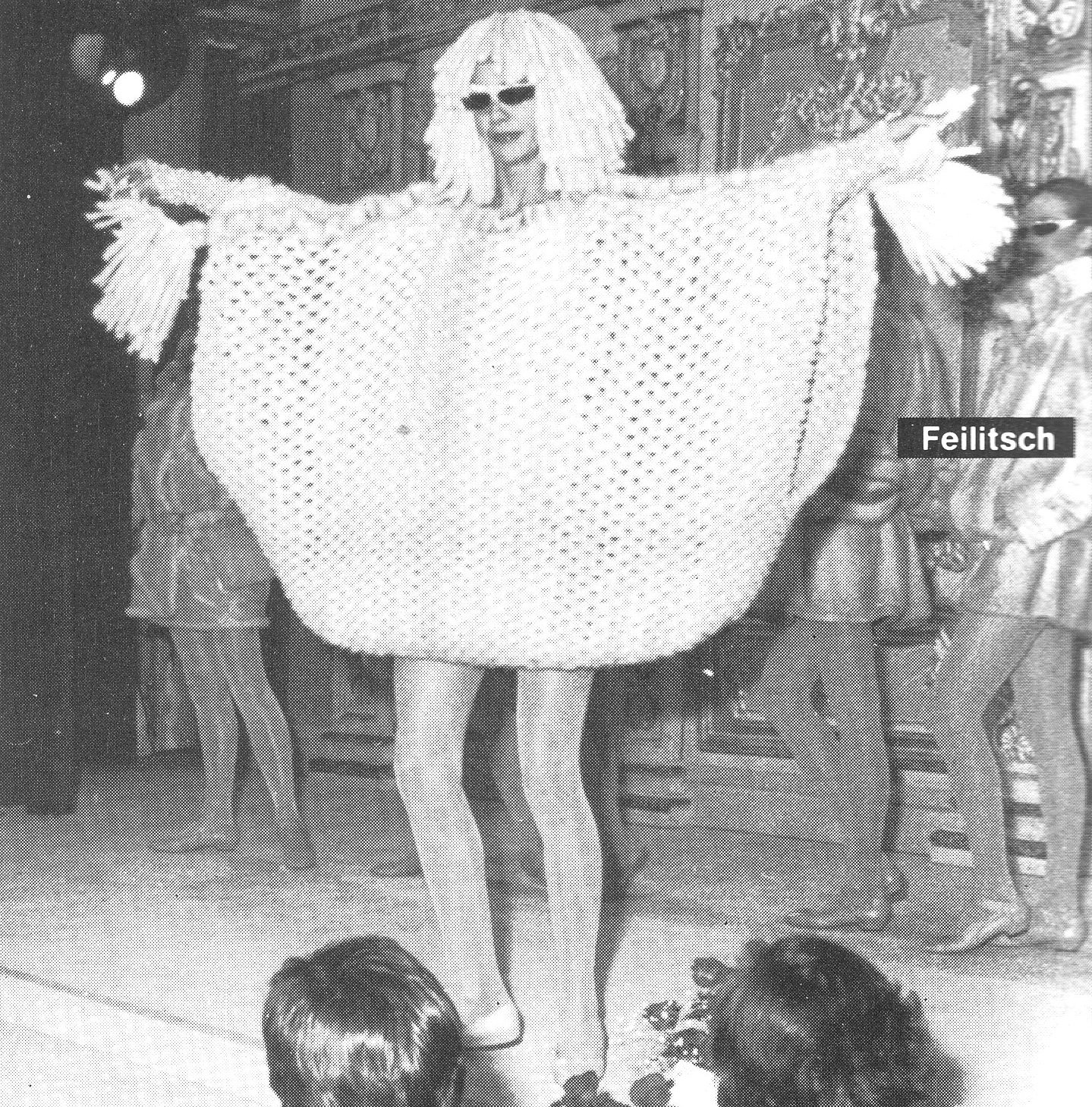
Nerzgitter. Helmut Feilitsch, Frankfurt/Main (1983)
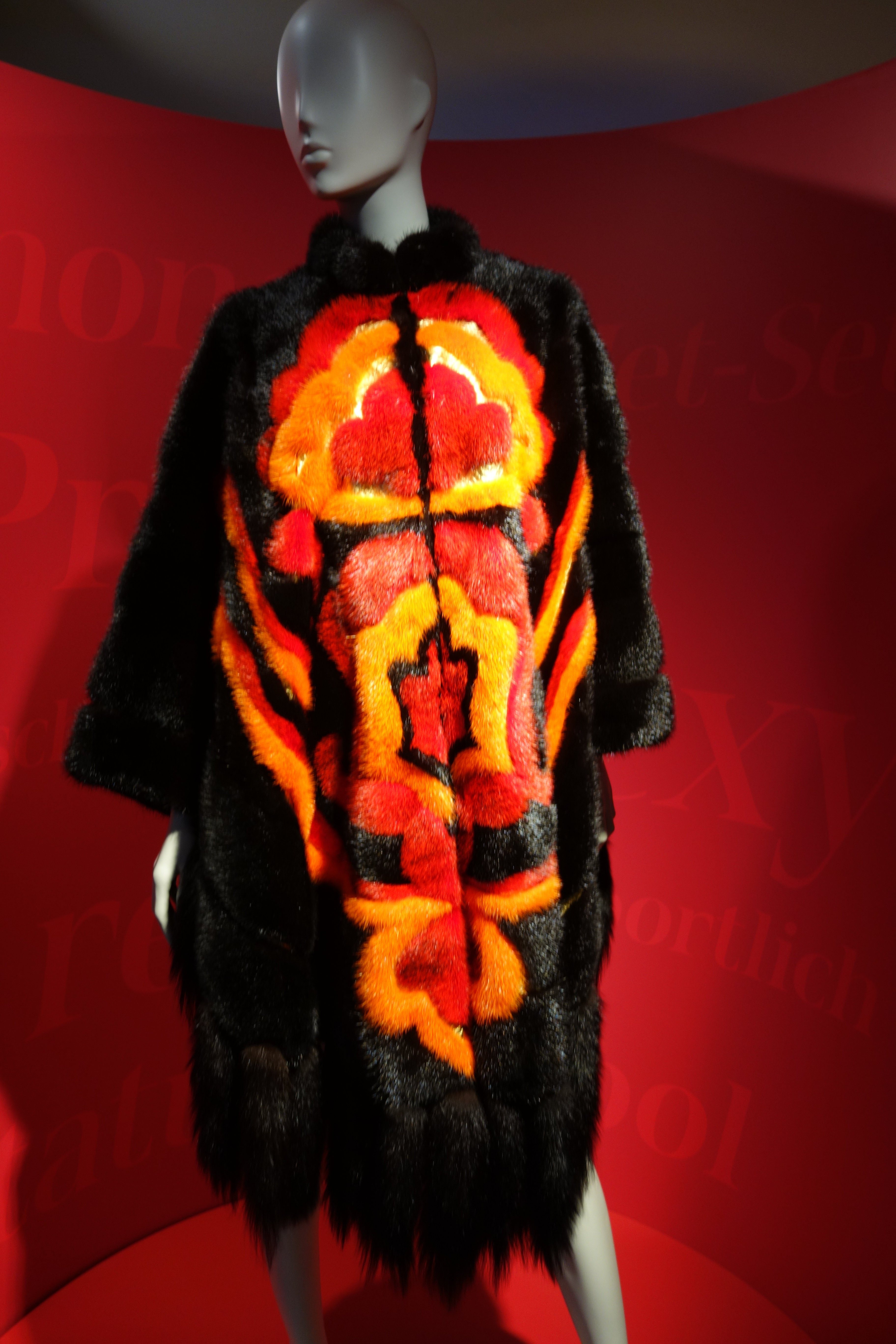
Nerzcape, Christian Dior (1980er Jahre)
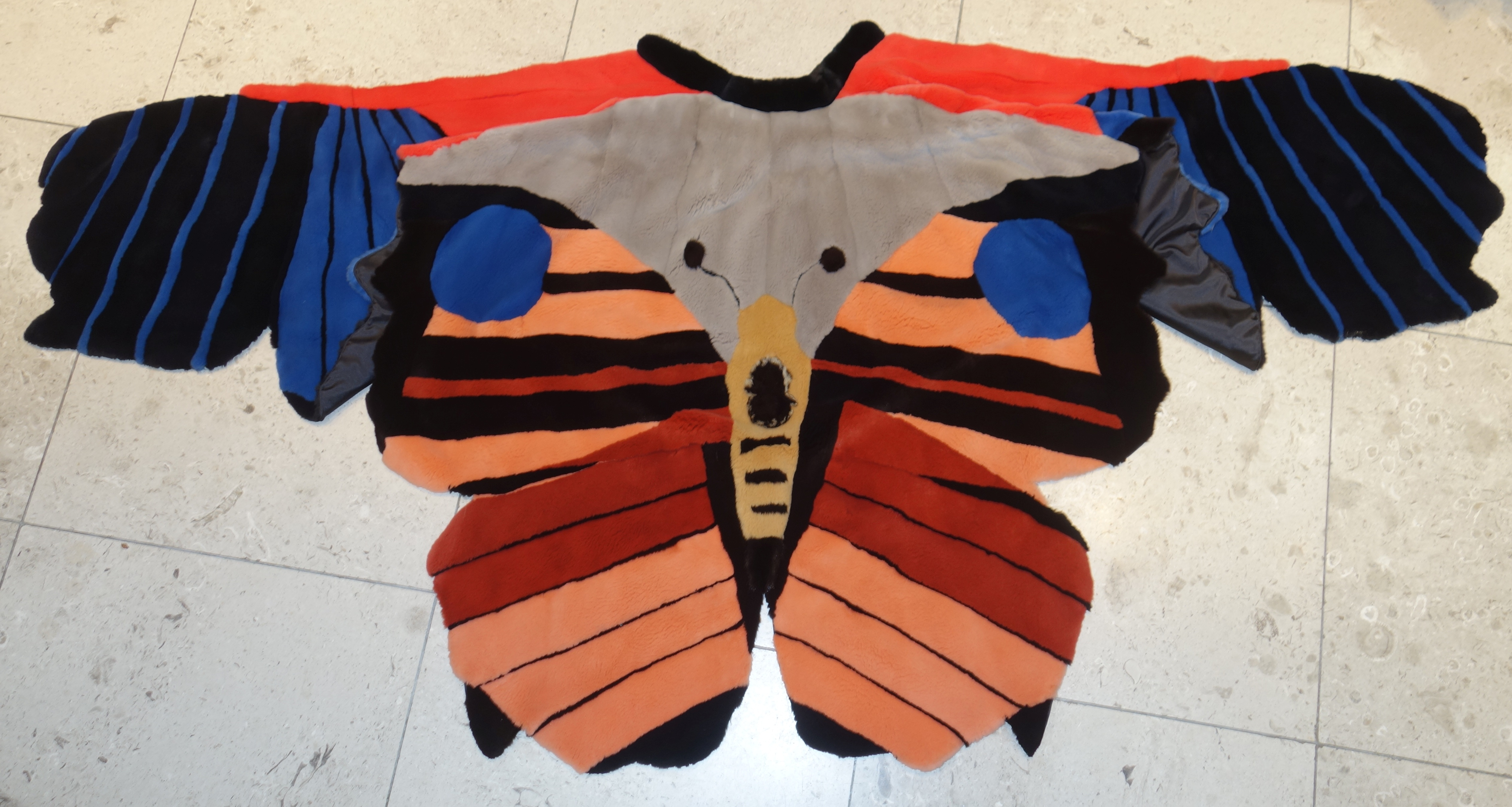
Samtnerz. Schenkenbach Haute Couture, Düsseldorf (2018)

### Pelztracht
Bedingt losgelöst von der Mode sind die National- und Volkstrachten, neben der allgemeinen Mode führen sie ein Eigenleben. In der Entwicklung lokaler Kleidung wurden teils selbständige und vom Modekostüm nur wenig abhängige Pelztrachtenformen hervorgebracht. Die wichtigsten europäischen Nationaltrachten, in denen Pelz eine Rolle spielt, sind die polnische und die ungarische. Länderübergreifend haben die ursprünglich nicht-sesshaften Völker am nördlichen Polarkreis eine eigene Pelztracht aus den dort anfallenden Fellarten entwickelt. An vielen Trachten wird eine ausschließlich auf die Notwendigkeit reduzierte Verarbeitung besonders offenbar.
Gemeinsam ist vielen Volkstrachten der entsprechend der Jahreszeit mit der Leder oder mit der Fellseite nach außen gearbeitete Fellmantel oder Umhang. Überall wo das Klima es erfordert wurde er oder wird er teilweise noch getragen, moderne Textilien haben ihn jedoch inzwischen in der Regel auch dort verdrängt. Charakteristische Nutzer waren die Hirten, das Material war entsprechend Lammfell und manchmal Ziegenfell. Auch die Landbevölkerung bediente sich bei ihren Pelzen in der Hauptsache einfacher, lokaler Fellarten, importierte Pelze waren eine Seltenheit. Neben den Hirten war der Umhang bei Jägern und Nomaden der ganzen Welt gebräuchlich. Er war nie abgefüttert, die sauber gegerbte Lederseite war dagegen oft mit farbigen Stickereien verziert, insbesondere die Schafpelze der ungarischen Bauern und Hirten. Gelegentlich hing dort über dem Cape oder dem Mantel noch ein dunkles Lammfell in seiner natürlichen Größe mit Schwanz und Klauen. Hier überwog jedoch letztlich bei weitem die Lammjacke und der Schaffellmantel die einfache Form des Schaffellcapes.
Die Außenseiten aus Samt, Brokat oder anderem edlen Stoff der bürgerlichen, fellgefütterten oder -besetzten Capes waren in den kostbareren Ausführungen teils ebenfalls reich mit farbigen Stickereien geschmückt. Insbesondere im 16. Jahrhundert finden sich viele, teils landschaftlich geprägte Capeformen, die besonders festlichen Versionen häufig fast bodenlang. Sie konnten fellgefüttert, verbrämt und an einzelnen Orten auch ganz aus Pelz sein (letztere überliefert aus Böhmen, Litauen, Livland), öfter ergänzt durch eine pelzbesetzte Kopfbedeckung.
Die höheren Ränge des Militärs werteten ihre Uniform ebenfalls gern mit einer edleren Pelzart auf. Das im täglichen Gebrauch eher unhandliche Cape ist hier weniger häufig. Aus Russland ist ein Offizier des späten 17. Jahrhunderts abgebildet, mit einem fast knöchellangen Cape, mit Biber gefüttert und besetzt, dazu eine passend verbrämte Mütze und mit Hirschfell verbrämte Stiefel.
Zum Ende des 17. Jahrhunderts büßte die männliche Tracht ihre führende Rolle in der Mode ein. Der aus dem 17. Jahrhundert übernommene Umhang war, „kühn drapiert“, auch im 18. Jahrhundert noch beliebt.
- Der Deckenumhang als rechteckig, einfach geschnittenes Pelzteil war bis in die jüngere Zeit bei vielen Naturvölkern anzutreffen. Insbesondere fand er sich bei indigenen Bevölkerung Nordamerikas, wo er mit dem Eintreffen der Europäer weitgehend durch die Wolldecke abgelöst wurde.

- Der Reno oder Rheno der Germanen wird von Julius Cäsar in seinen Gallischen Kriegen (58–52 v. Chr.) erwähnt. Hierbei dürfte es sich ebenfalls um einen einfachen Umhang, gefertigt aus Schaffellen, gehandelt haben.[28][29] Der normannische Geschichtsschreiber Ordericus Vitalis (* 1075; † um 1142) beschrieb den Reno etwa 1000 Jahre später dann gegensätzlich, als mit wertvollen Fellen ausgefüttert, nur von den ganz Reichen getragen und als Bestandteil der königlichen Garderobe.[30]

- Die ärmellose, seitlich offene oder mit sehr tiefen Ärmellöchern ausgestattete Suckenie oder der Surcot des 12. bis 15. Jahrhunderts konnte sowohl pelzgefüttert als auch pelzbesetzt sein. Die Dame des Romanciers Ulrich von Liechtenstein (* um 1200–1275) trug eine mit Hermelin gefütterte Suckenie aus Scharlach.[26][31][32]

- Die Heuke war ein ärmelloser, glockenförmig geschnittener, fast wadenlanger Umhang des Mittelalters, der bei Männern über der Schulter geschlossen wurde, bei Frauen jedoch über den Kopf gestreift wurde. Heuken bestanden unter anderem aus dickem Wollzeug, nur bisweilen waren sie mit Pelz ausgefüttert. Ihren Ursprung soll die Heuke in Nordafrika haben, im 13. Jahrhundert wurde sie in Südfrankreich bekannt. Erst nach 1300 kam sie in Norddeutschland in Gebrauch, wo sie in der ersten Hälfte des 14. Jahrhunderts als Männermantel im Bürgertum stark verbreitet war. Im 15. bis 17. Jahrhundert wurde die Heuke fast ausschließlich von wohlhabenden Bürgerinnen als Frauenmantel in getragen,[33][34] zum Beispiel als Bestandteil der Bremer Tracht. Das dort bodenlange Cape wurde geschlossen, indem die rechte Seite großzügig in Ellenbogenhöhe über das linke Vorderteil  geschlagen und dort befestigt wurde. Eigentlich kragenlos, gab es für Frauen auch Varianten mit Kragen. Die Art und Weise, wie sie getragen wurde, unterschied sich in den einzelnen Regionen. In Braunschweig gab es um 1400 Heuken die so lang waren, dass sie auf dem Boden nachgeschleppt wurden.[35] In der inselfriesischen Frauentracht lässt sich die Heuke mit Sicherheit bis in die erste Hälfte des 16. Jahrhunderts zurückverfolgen, erst im 19. Jahrhundert wurde sie aufgeben.[25]

- Auch der spätmittelalterliche Kürschen war ein pelzgefütterter, halblanger Capemantel. Wohl in der Regel mit Lammfell gefüttert, befand sich am Saum häufig ein Streifen edleren Pelzwerks. Er wurde von den Frauen hauptsächlich zum Kirchgang getragen. Für die Männer gab es zum gleichen Zweck ein ähnliches Pendant, das im Sommer nur übergehängt wurde. Der Kürschen war in der siebenbürgisch-sächsischen Trachtenlandschaft weit verbreitet. Er ist sowohl in Südsiebenbürgen (zum Beispiel in der Region um Hermannstadt, Harbachtal, Repser Gegend) als auch in Nordsiebenbürgen nachgewiesen. Jedoch war er eines der aufwendigsten und teuersten Kleidungsstücke der siebenbürgisch-sächsischen Tracht, so dass sich ihn nur gut situierte Personen leisten konnten. Die kostbaren Umhänge wurden sorgsam gehütet und als Erbstücke weitergegeben.[36] Während in Mitteleuropa kurze enge Schoßjacken gebräuchlich waren, bevorzugte man bei den südosteuropäischen Trachten Jacken von einfacher Form, offen lose und häufig capeartig ärmellos, oft mit Stickerei verziert, bei Frauen und Männern gleich.[25]

- Zu der männlichen Pluderhose der Renaissance gehört ein kurzes bis reichlich armlanges Cape. Hatte es Ärmel, wurde es offenbar trotzdem häufig wie ein Cape, nur über die Schultern gelegt, getragen. Es konnte im Kragen und an den Vorderkanten mit Pelz besetzt sein.[26]

- Von den Danziger Frauen ist eine Abbildung aus dem Jahr 1601 mit zwei betagten Frauen überliefert, die beide ungewöhnliche, üppige, fast bodenlange, lebhaft gemusterte Capes mit dem Haar nach außen anhaben, vielleicht aus Iltisfell, mit Stoffumrandung. Dazu der Text: „Zu Danzigk gmein die alt Matron / Im Kürschnerpeltz thun einher gon. Gantz bund geschecket rund umbher / Und ist ein Tracht von Alters her“. Ähnliche Darstellungen finden sich in dieser Zeit nicht nur in der schlesischen Brautkleidung, sondern beispielsweise auch in den Trachten Livlands, allerdings mit dem Fell hauptsächlich innen,[37] und den Trachten Polens.[38]

- Die Suba, auch Schuba war ein ungarischer Pelzumhang. In Ungarn gehörte Pelzbekleidung bei weiten Bevölkerungskreisen bis in die jüngere Zeit zur festtäglichen Kleidung. Schafpelzmäntel, Westen und Umhänge sind Teil des alten ungarischen Brauchtums. Das Prunkstück dabei war der Suba, ein großer, fast bodenlanger Pelzumhang.[39] Mit Ärmeln versehen, als Mantel oder Jacke, wird der gleichartig ausgestattete Pelz als Bunda bezeichnet. Im Rechnungsbuch des Kardinals Hippolyt von Este, des Neffen der Königin Beatrix aus dem Hause Aragonien, findet sich zu den Jahren 1487–89 die Eintragung »Suba all' ungarescha« - „Schuba nach ungarischer Art.“[40] Im 19. Jahrhundert bis etwa in die 1870er Jahre war das prächtigste Erzeugnis der Kürschner von Szeged „die »Schuba«, ein unentbehrliches Kleidungsstück für Schafhirten und Bewohner von Gehöften“. Sie wurde von einem Schriftsteller folgendermaßen beschrieben: „Es ist allgemein bekannt, daß die Schuba für den Bauern ein gewöhnliches Möbelstück ist: Stuhl, Bett, Kissen, Diwan, im Winter Ofen, im Sommer Eisgrube. Auf ihrem Fell kann man essen und dörren, und wenn man ein Kind damit bedeckt, ist es diesem ein besonderes Vergnügen. Und dann ist eine Schuba, eine schön bestickte Lammfellschuba ein Paradekleid für Feiertage! Eine Zierde, im Sommer aufgehängt, ein Makartstrauß, Ansehen verleihend, wenn der Besitzer von ihren Farben umhüllt, eine hoheitsvolle Stellung einnimmt.“ Der oder die Schuba aus Szeged hatte einen so guten Ruf, „daß von weither Besteller kamen, um sich bei einem Szegeder Kürschnermeister eine verzierte Schuba machen zu lassen“.[41]

- Die Frauen trugen nicht die lange, bis auf den Boden reichende Suba. Die dreiviertellange Capeform der Damenbunda wurde auch als Kisbunda bezeichnet. Die Kisbunda war meist aus braun gefärbtem Pelz gearbeitet. Die Silhouette wich mit ihren weicher und runder gearbeiteten Schultern von denen der Männer ab. Sie konnte mit schwarzem Lamm besetzt sein. Ihre vor allem schwarze Bestickung war reichhaltiger als beim Suba der Männer.[39]

- Im kälteren Russland wurde der Pelz sehr viel häufiger mit dem Haar nach außen getragen. Ein Moskauer Paar ist auf einem alten Stich ist mit zwei langen, jeweils mit einer Brosche geschlossenem, Kapuzencapes abgebildet, das üppige Fell zwar innen, aber sehr gut sichtbar. Dazu gehört jeweils eine spitze, mit einem Gamsbart geschmückte Mütze, mit aufgeschlagenem Pelzrand.[42]

- Die osteuropäische Burka ist ein traditioneller wärmender Schaf- oder Lammfellumhang für Männer der Bewohner Nordkaukasiens, Georgiens und der Gebirgsregionen Aserbaidschans und der russisch-ukrainischen Kosaken. Manchmal wird sie über einer Holzschale getragen. Wenn es wärmer wird, kann sie auch über die Schultern nach hinten geschlagen werden, sie liegt dann trotzdem am Körper an. Der meistens eckige Schnitt des wendbaren Capes verleiht dem Träger ein besonders charakteristisches, verbreitertes Aussehen, insbesondere wenn sie durch die hölzerne Schale verstärkt wird. Bei Bedarf wurde sie sogar als Zelt verwendet.[43][44]

- Im 17. Jahrhundert wurde nach einer Epoche schmalerer Kleidung die Tracht etwas salopper. Ein bequemer, halb- bis dreiviertellanger Umhangmantel, mit Pelz umrandet oder ganz mit Fell gefüttert wurde üblich. Der Begriff des Alamode-Kavaliers kam auf. Er trug einen halblangen Überrock, der, wenn die Witterung es erlaubte, häufig nur umgelegt oder über eine Schulter gehängt wurde. Die Pelzverbrämung griff hier auch auf die seitlichen Schlitze, die Tascheneingriffe und die Ärmel über.

- Auf holländischen Eislaufdarstellungen des 17. Jahrhunderts sieht man gelegentlich Damen, die einen kleinen pelzverbrämten Schulterumhang tragen.[45]

- Besonders in der zweiten Hälfte des 18. Jahrhunderts waren die recht häufigen Umhänge, Mäntel und Hüllen verschiedenster Art mit Pelz gefüttert oder verbrämt. In den letzten Jahrzehnten kamen die allgemein mit dem französischen Wort „pelisse“ (= Pelz) bezeichneten, halb bis dreiviertellangen bequem geschnittenen Mäntel auf, teilweise nur mit Halbärmeln und Kapuze, standen sie in der Form einem Cape manchmal recht nahe.[27] Auch die pelzverbrämten Umhänge des Empire fielen mit unter die Bezeichnung Pelisse.[46]

- Der Mantelet war ab 1740 bis in die Revolutionszeit in Gebrauch, und dann wieder in der Zeit der Krinolinenmode ab 1848 bis etwa 1888. Des Öfteren war er am Saum pelzverbrämt.[44]

- Um die Wende zum 20. Jahrhundert war Hermelin noch ein beliebter Pelz, für den großen Auftritt bis hin zur kleinen Pelzgarnitur, zu der auch ein kleines Cape gehören konnte. Ein langes, abendliches schwarzes Damencape der Zeit, aus Samt, ganz mit weißem, schwarzbetupftem Hermelin ausgestattet erinnert noch sehr an eine Königsrobe. - In der ersten Hälfte des 20. Jahrhunderts bahnt sich das beginnende Interesse an moirierten Fellarten an. Im Jahr 1831 ist es ein weites, knöchellanges Kaschmircape, breit umrandet sowie Kragen und Passe aus gelocktem Astrachan.[47]

- Der Poncho, ein als Modeidee aus der mexikanischen Nationaltracht übernommener Überwurf, kann pelzgefüttert sein, häufig ist er dann jedoch wendbar und nur bis hüftlang gearbeitet.

Im sächsischen Weißenfels nähten, beginnend etwa um 1860, fast alle Frauen in Heimarbeit im Stücklohn zugeschnittene kleine Pelzaccessoires zusammen, dazu auch ellenbogenkurze Capes aus Persianerfell. Als eine für die Niederlande typische Arbeit wurden 1903 Pelerinen und Schulterkragen aus quergaloniertem Marder- und Iltisfell angegeben. In Bergen in Norwegen hatte sich um diese Zeit die Firma Brandt, neben anderen Kürschnerarbeiten, darauf spezialisiert, Capes aus Vogelfellen herzustellen.

Capes verschiedener Landschaften
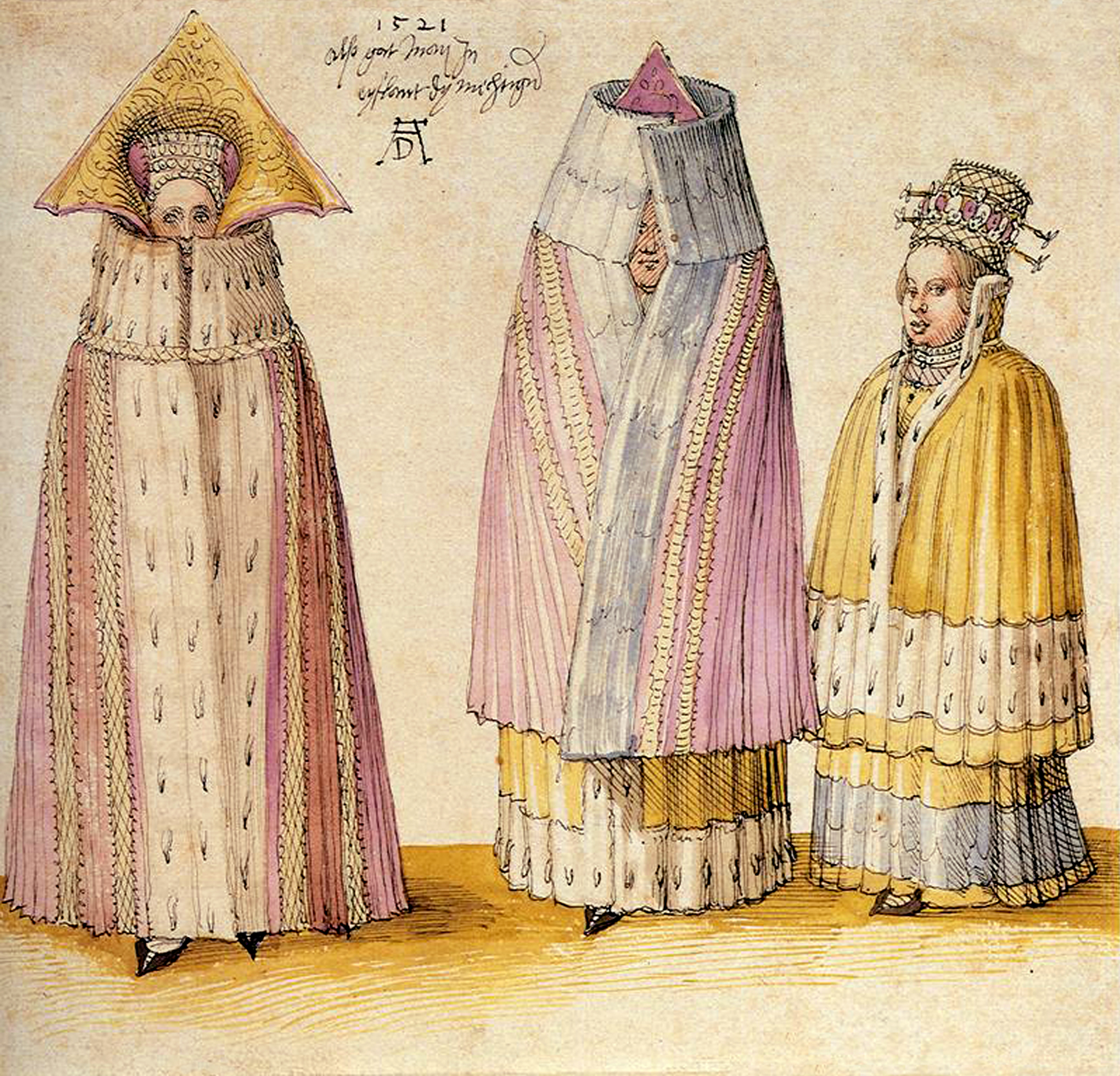
Frauen in Livland (15. Jh.)
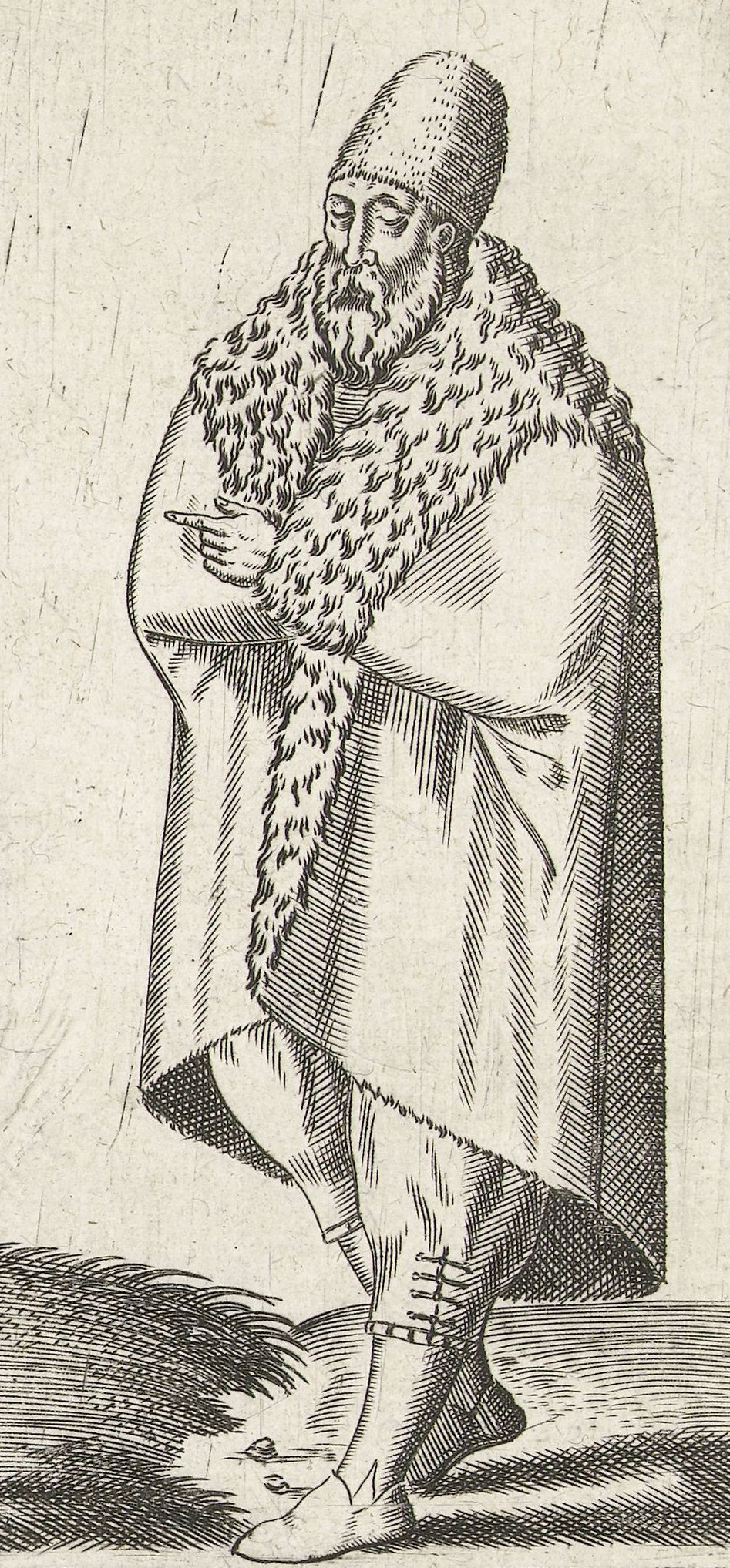
Schiffer der Bretagne (1580)
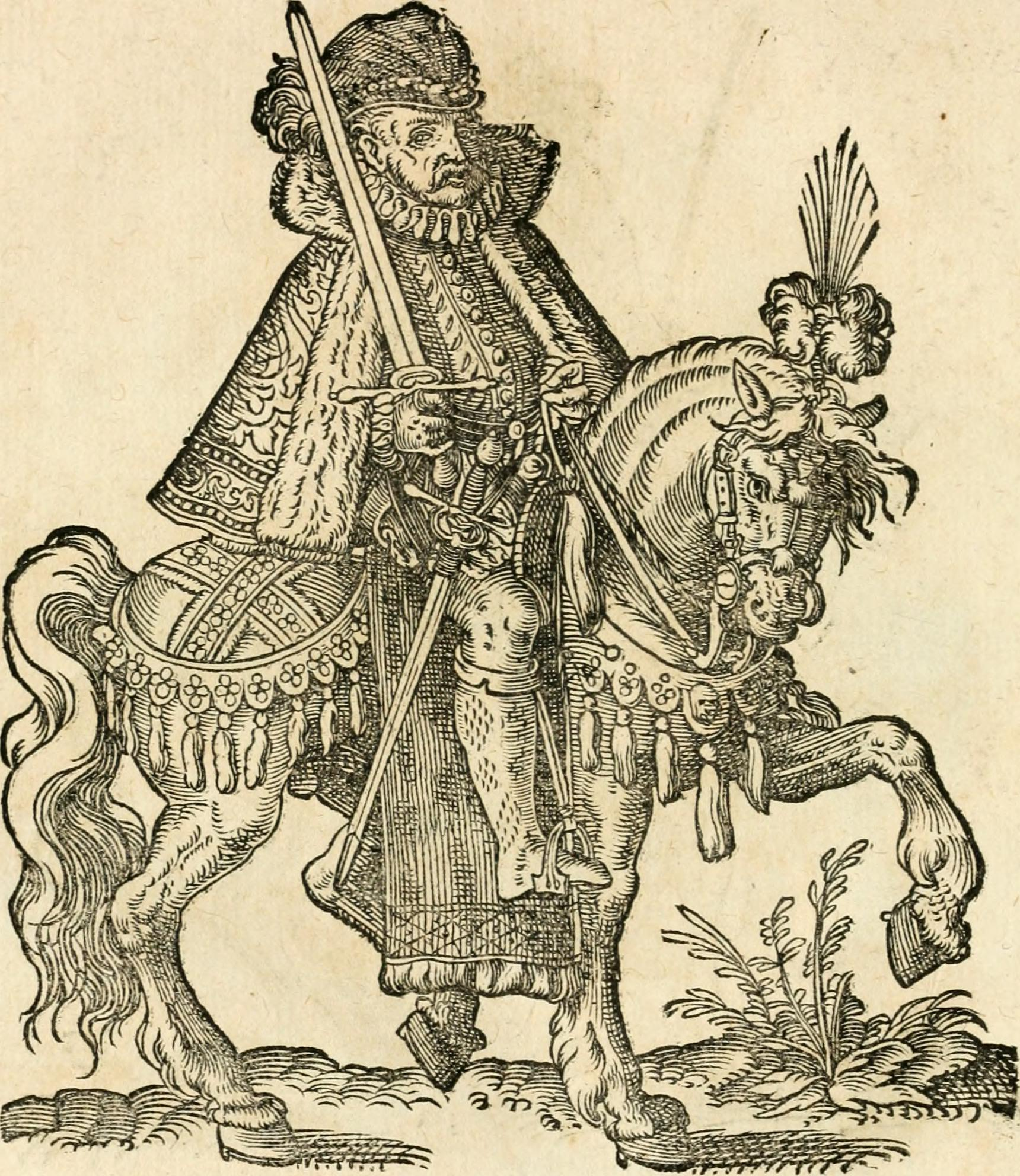
Reiter mit pelzverbrämten Kurzcape (vor 1591)
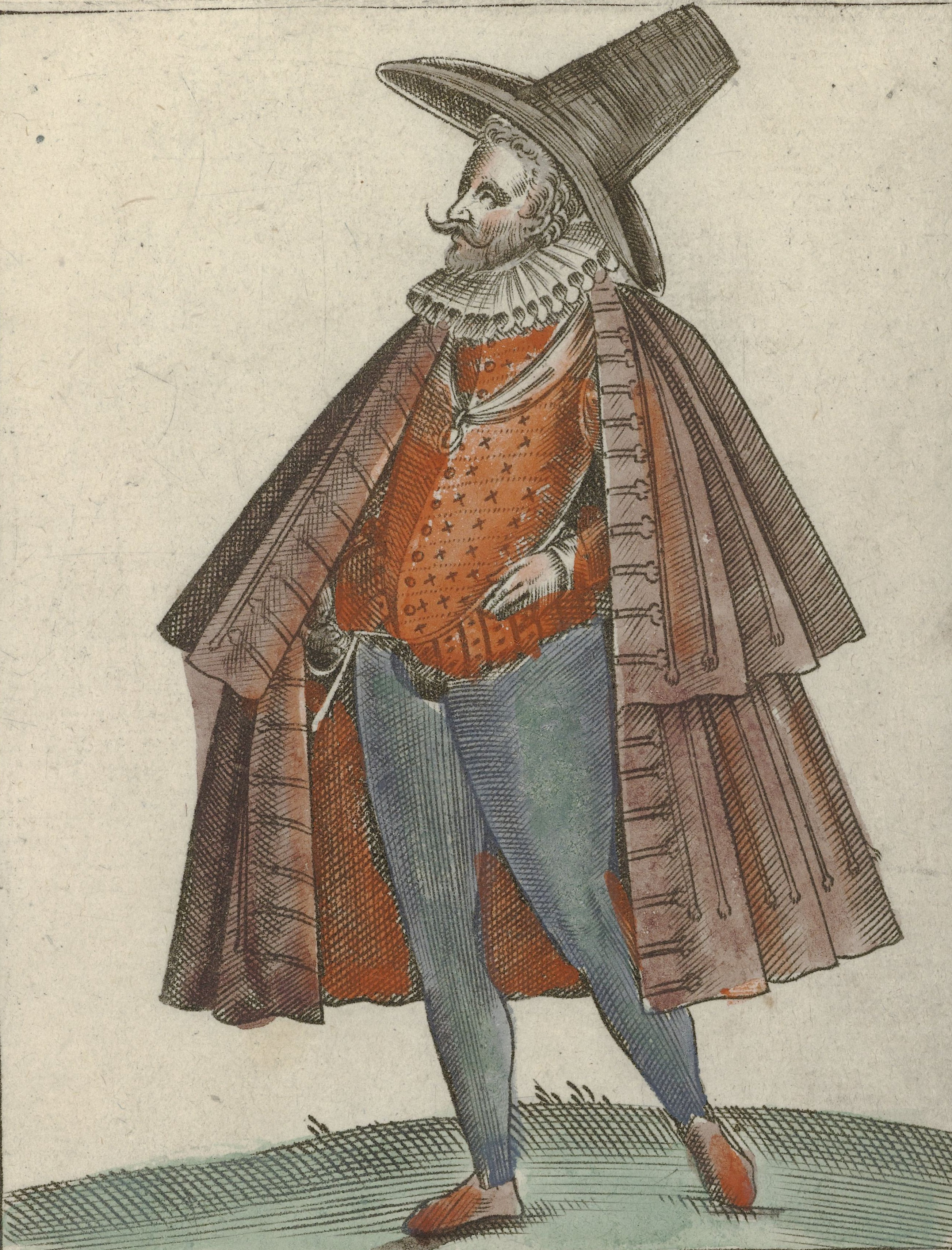
Edelmann, Gallien (ca. 1596)
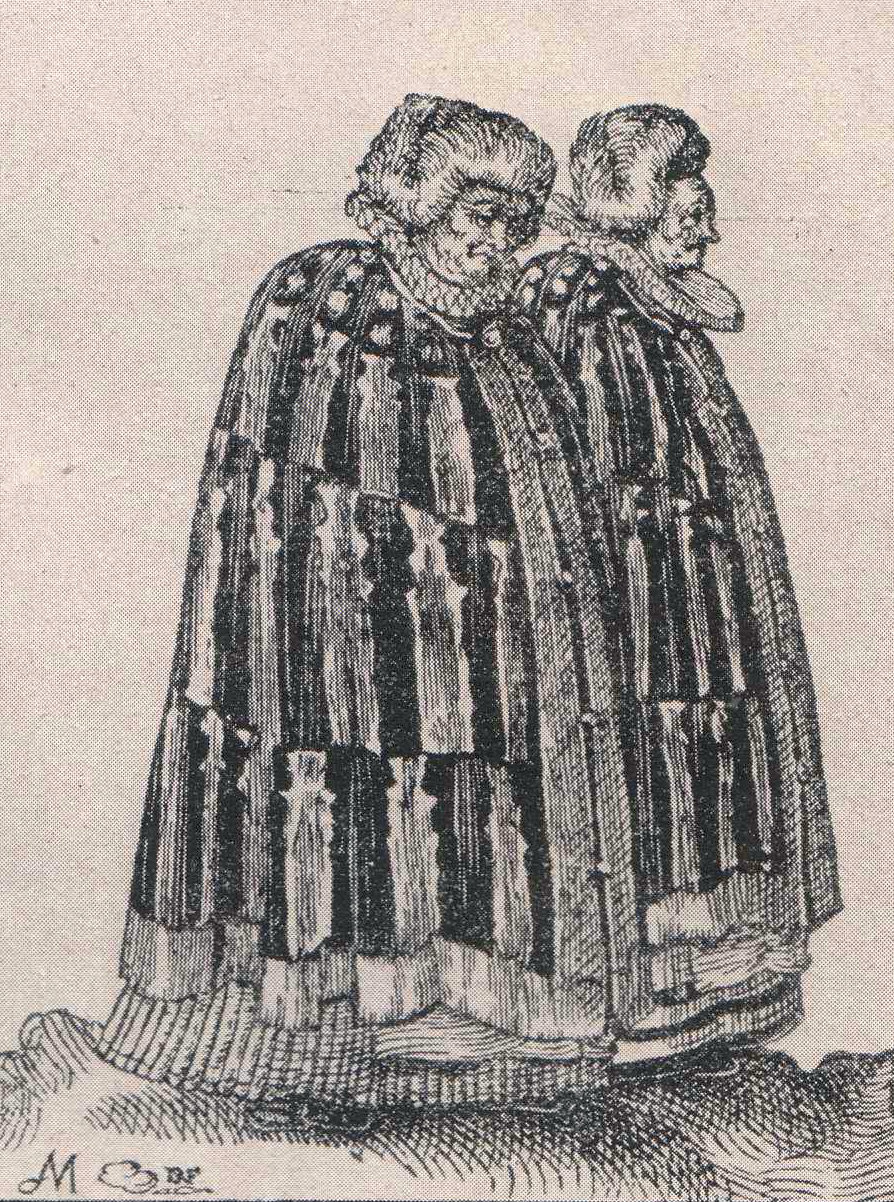
Betagte Frauen zu Danzig (1601)
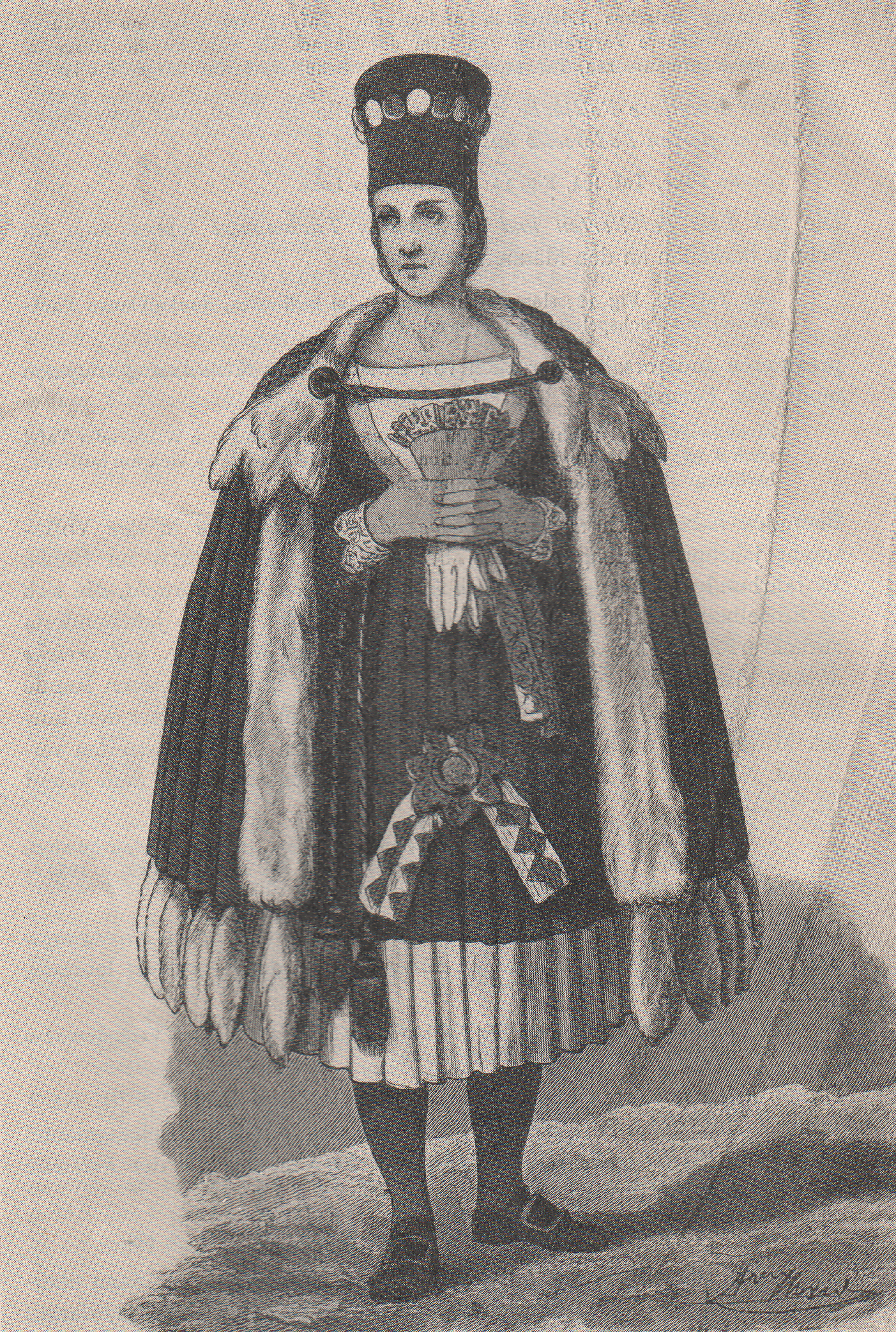
Heuke, Friesland (18. Jh.)
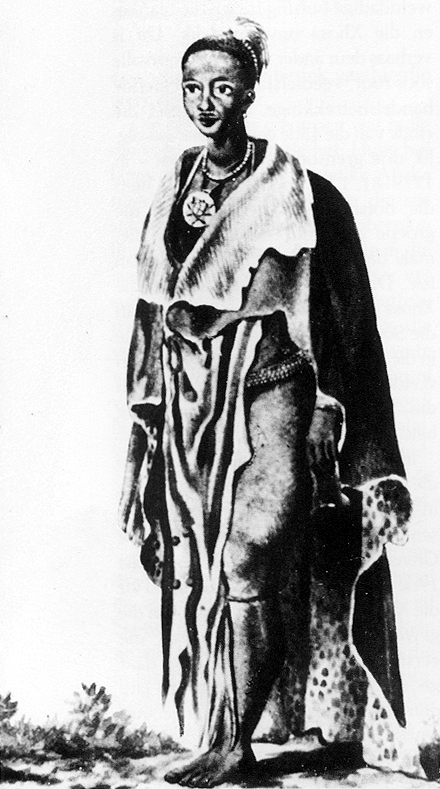
Xhosa mit Karosse (1813)
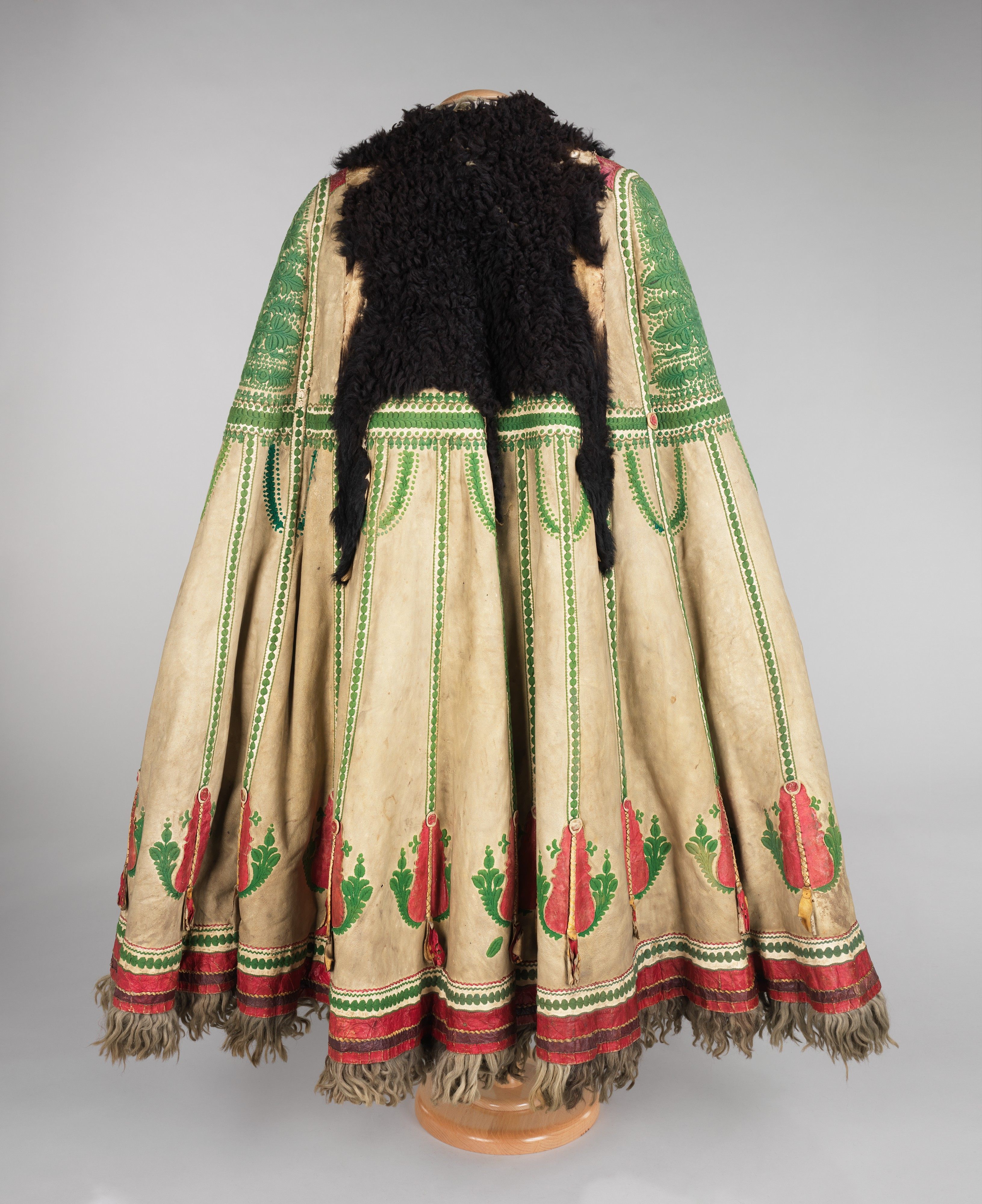
Bunda, Ungarn (um 1855)
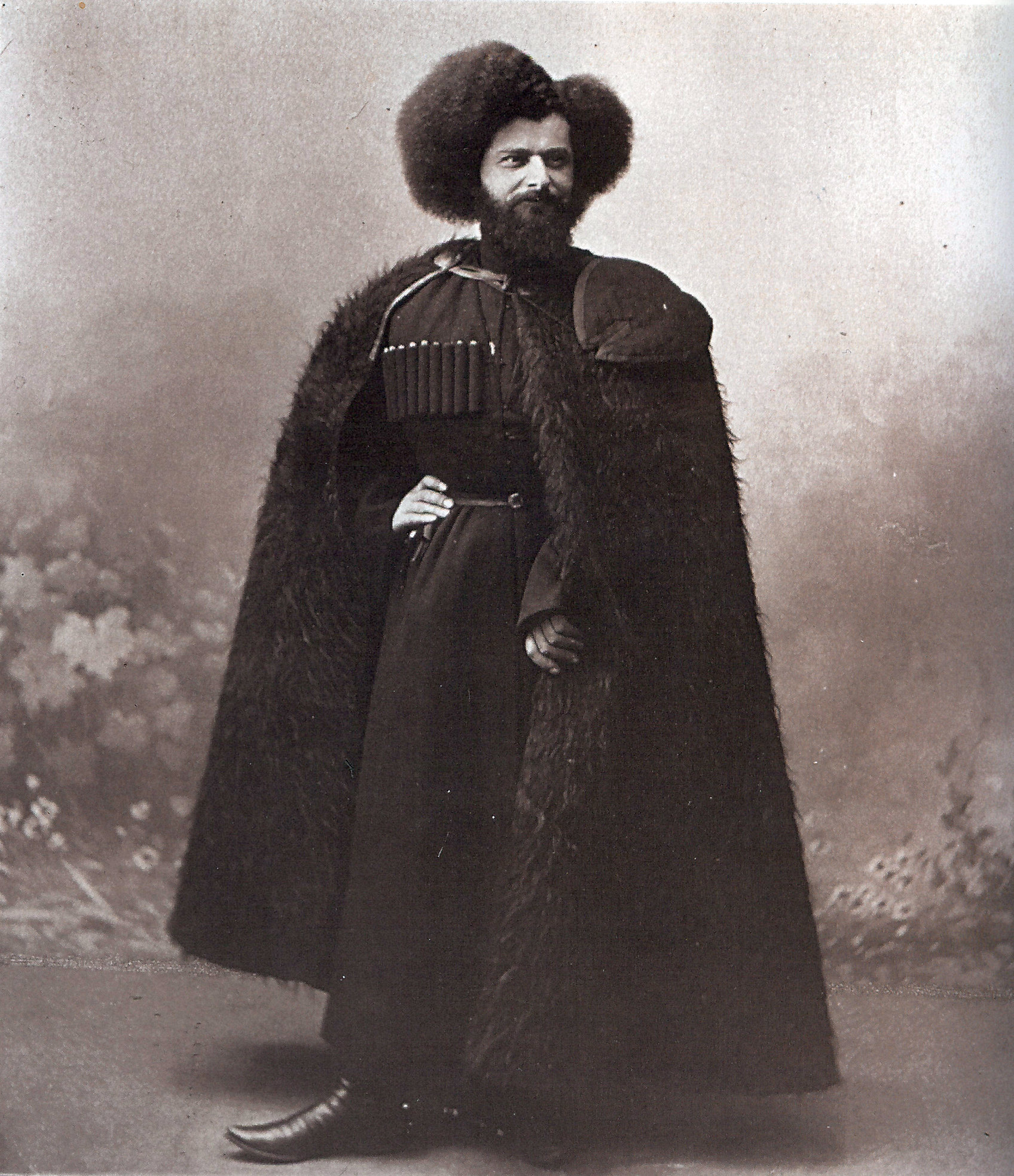
Chokha, Georgien (1890)
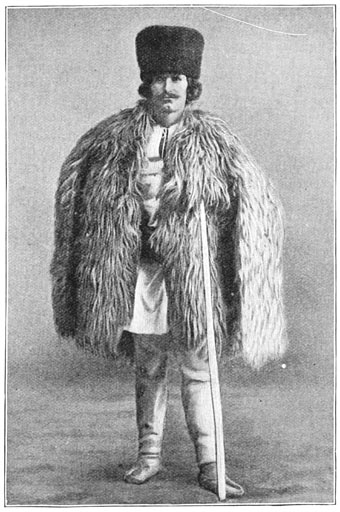
Rumänischer Bergbewohner (um 1900)

### Ornat
Bei der europäischen Tracht spielt das Cape mit seiner dekorativen Wirkung bei Standes-, Amts- und Würdetrachten eine wesentliche Rolle. Ursprünglich aus der Modetracht hervorgegangen, erstarrten sie in festen Formen und wandelten sich nur in Einzelheiten, „in dem auch Probleme des jeweiligen modischen Grundempfindens anklingen. Ihrem überindividuellen, ein Amt, einen Stand oder eine Würde versinnbildlichenden Charakter gemäß, sind Beschaffenheit, Zusammenstellung und Zuschnitt allmählich genau festgelegt und mit dem Material auch der Pelz vorausbestimmt, der jeweils verwendet wird.“ Die europäischen und von dort übernommenen amerikanischen Amtstrachten ähneln sich bis heute in einem hohen Maß.
Während der Königsmantel fast immer ein ärmelloses Cape darstellte, häufig mit langer Schleppe, überwogen bei den übrigen Robenträgern meist Mantel- und Jackenformen mit Ärmeln. Die Ärmel waren entweder nur angedeutet, halblang oder reichten bis reichlich Handlänge. Eventuell erweiterten sie sich nach unten capeartig, so dass auch hier gegebenenfalls reichlich Pelz gezeigt werden konnte. Mit Pelz besetzte oder gefütterte Roben hielten sich besonders lange im traditionsbewussten England.

#### Herrscherornat
Seit den Tagen der römischen Eroberer wurden die Herrscher in England und anderswo in Fürstenmänteln aus Samt und Hermelin gekrönt. Auch Napoleon I. verzichtete 1804 nicht auf dieses Zeichen der Macht. Es bestand aus goldumsäumtem weißen Satin und besticktem Samt, umrandet und gefüttert mit weißem, mit Hermelinschweifen verziertem Hermelinfell. Das 18. Jahrhundert markierte einen Wendepunkt in der Geschichte dieser Ehrenroben. Nach der französischen Revolution überlebte sie als Amtstracht nur noch an den Gerichtshöfen und  Universitäten.
- Der Fürsten- oder Königsmantel ist ein aus purpurrotem Samt oder Seide bestehender, mit Hermelinfell gefütterter und/oder verbrämter Umhang. Er ist aus den allgemeingebräuchlichen mittelalterlichen Mantelformen der oberen Stände hervorgegangen. Hermelin wurde allmählich zum privilegierten Pelz fürstlicher Personen, seitdem die Mode für diese seit der zweiten Hälfte des 12. Jahrhunderts Pelzfutter und - besatz bevorzugte. Er hat sich im Laufe der Zeit zu dem gewaltigen, nur zu festlichen Anlässen tragbaren pompösen Mantel entwickelt, dessen Schleppe von mehreren Personen getragen werden muss. Der im 14. Jahrhundert aufgekommene, bis zu den Schultern reichende Hermelinkragen an dem langen, auf der rechten Schulter geknöpften Mantel blieb bezeichnend für den Fürstenmantel, nachdem er im 15. Jahrhundert aus der Mode verschwunden war. Auch sonst blieb der Fürstenmantel vom Modewandel weitgehend unberührt, man griff eher auf ältere Formen zurück. Die Entwicklung war nicht regional begrenzt, sondern in allen europäischen Herrscherhäusern etwa gleich. Unterschiede finden sich in der Steigerung ins Feierlich-Repräsentative, zum Beispiel bei deutschen Fürstenmänteln. Die Gemahlin des regierenden Herrschers zeigte sich beim Krönungsakt und bei anderen repräsentativen Gelegenheiten in einem fürstlichen Frauenmantel, meist ohne den großen Hermelinkragen.[50] Beispiele für Königsmäntel sind der über Generationen vererbte → Königsmantel Wilhelms I. der Niederlande und der → Krönungsmantel von August dem Starken.

- Auch bei den Umhängen der Ritter- und anderer Orden finden sich viele Beispiele für Pelzfutter und -verbrämungen, bevorzugt aus Hermelin, meist steht er dem Großmeister zu. Die Ritterinnen des hl. Georg in der Abtei Nivelles im belgischen Brabant trugen über ihrem am unteren Saum mit Grauwerk verbrämten weißen Kleid „einen langschleppenden, mit Hermelin gefütterten, schwarzen Samtmantel“.[50]

- Ähnlich aufwändig waren die Ornate der Dogen von Venedig und von Genua, die eine gewisse Ähnlichkeit mit der Gewandung der höchsten kirchlichen Würdenträger aufwiesen. Wie bei der klerikalen Mozetta unterschied man auch hier zwischen einer Sommer- und einer Wintertracht.[50] Des Öfteren waren deren Ornate nicht nur mit Hermelin gefüttert, sondern besonders auffällig mit der langhaarigen Luchswamme verbrämt, dem weißen, meist schwarz gesprenkelten Bauch des Luchsfells.[50]

- Königin Elisabeth II. ließ 1953, vor ihrer festlichen Krönung, um den Geldbeutel der zahllosen adeligen Gäste zu schonen, von ihrem Leibschneider, Normann Hartnell, eine einfache billige Staatsrobe entwerfen. Anstelle aus wertvollen Brokaten und teurem Hermelinfell bestand sie nur noch aus rotem Velvet und einem Cape aus weißem Kanin, die Kopfbedeckung war nicht mehr ein diamantenbesetzter Stirnreif oder eine Krone aus vergoldetem Silber, sondern eine Kappe, ebenfalls nur noch aus rotem Velvet mit Kaninrand, Goldborte und Goldtrottel.[52]

Englische Herrschaftsornate in Capeform mit Feh- oder Hermelinfell
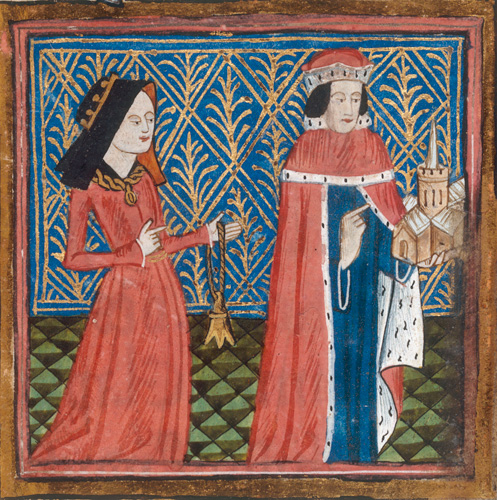
1431
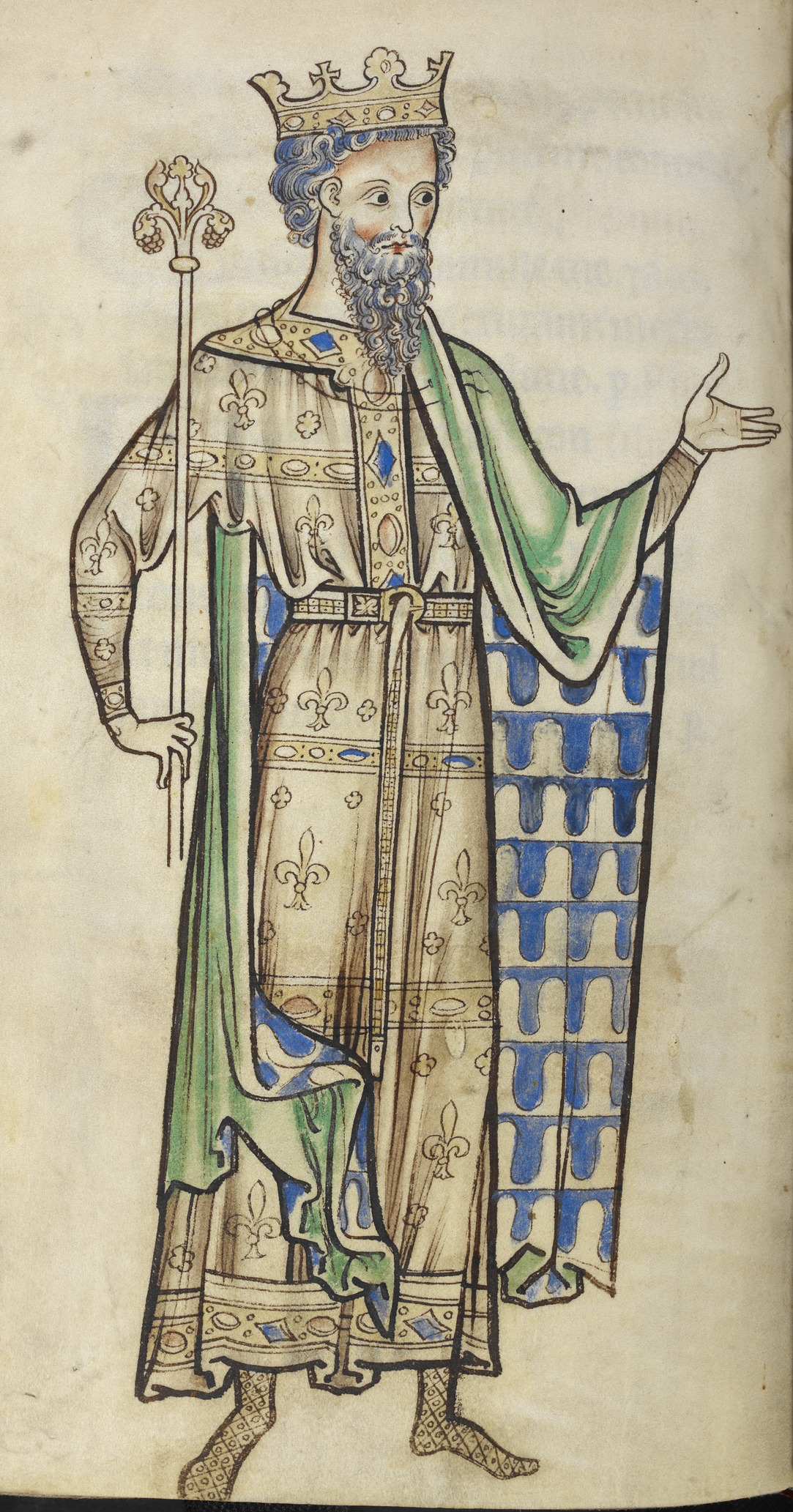
1250
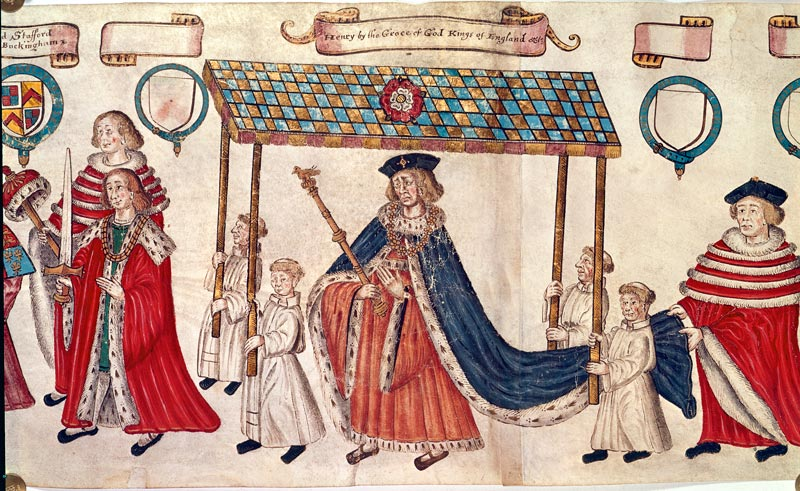
1512
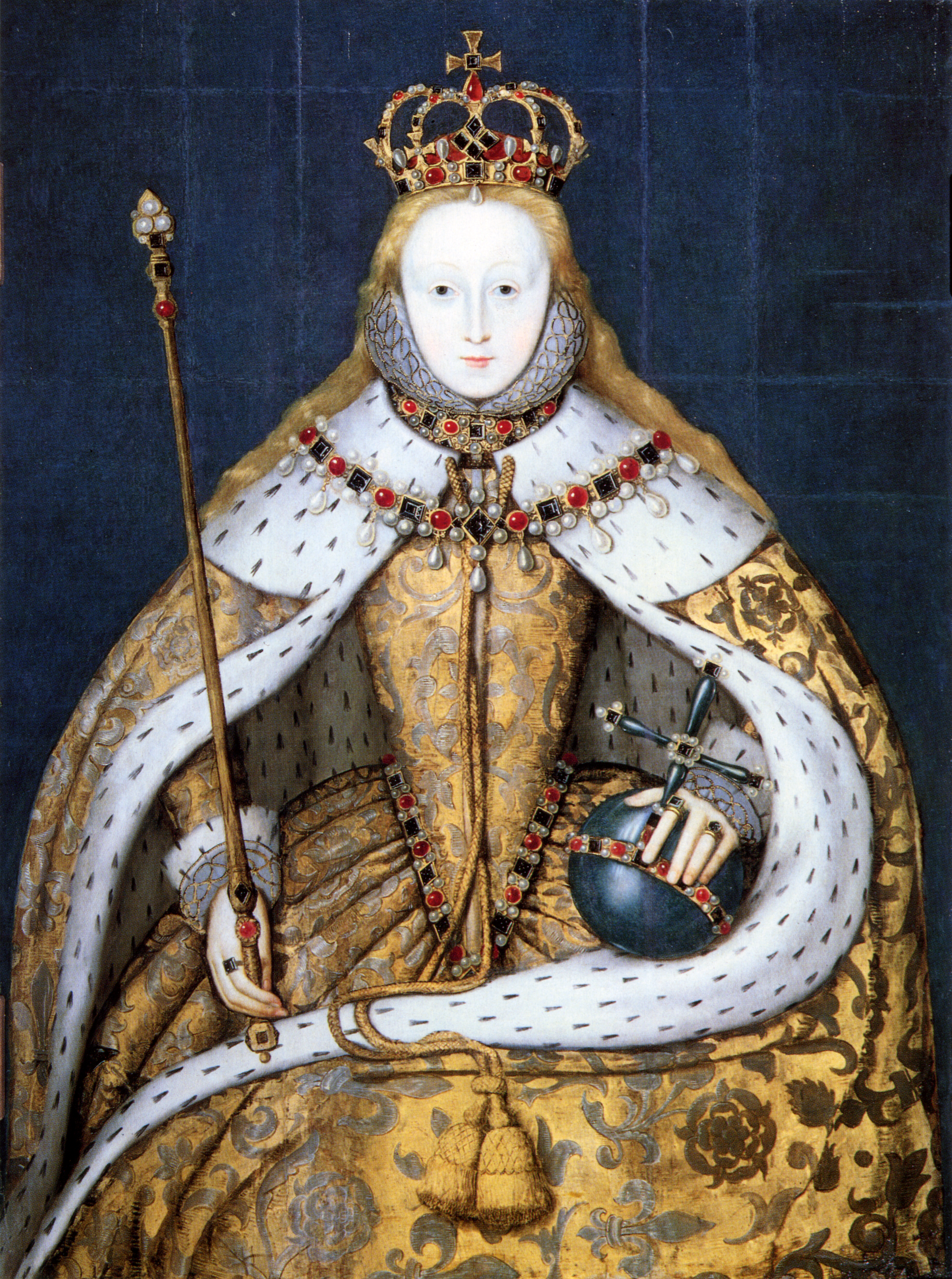
ca. 1600
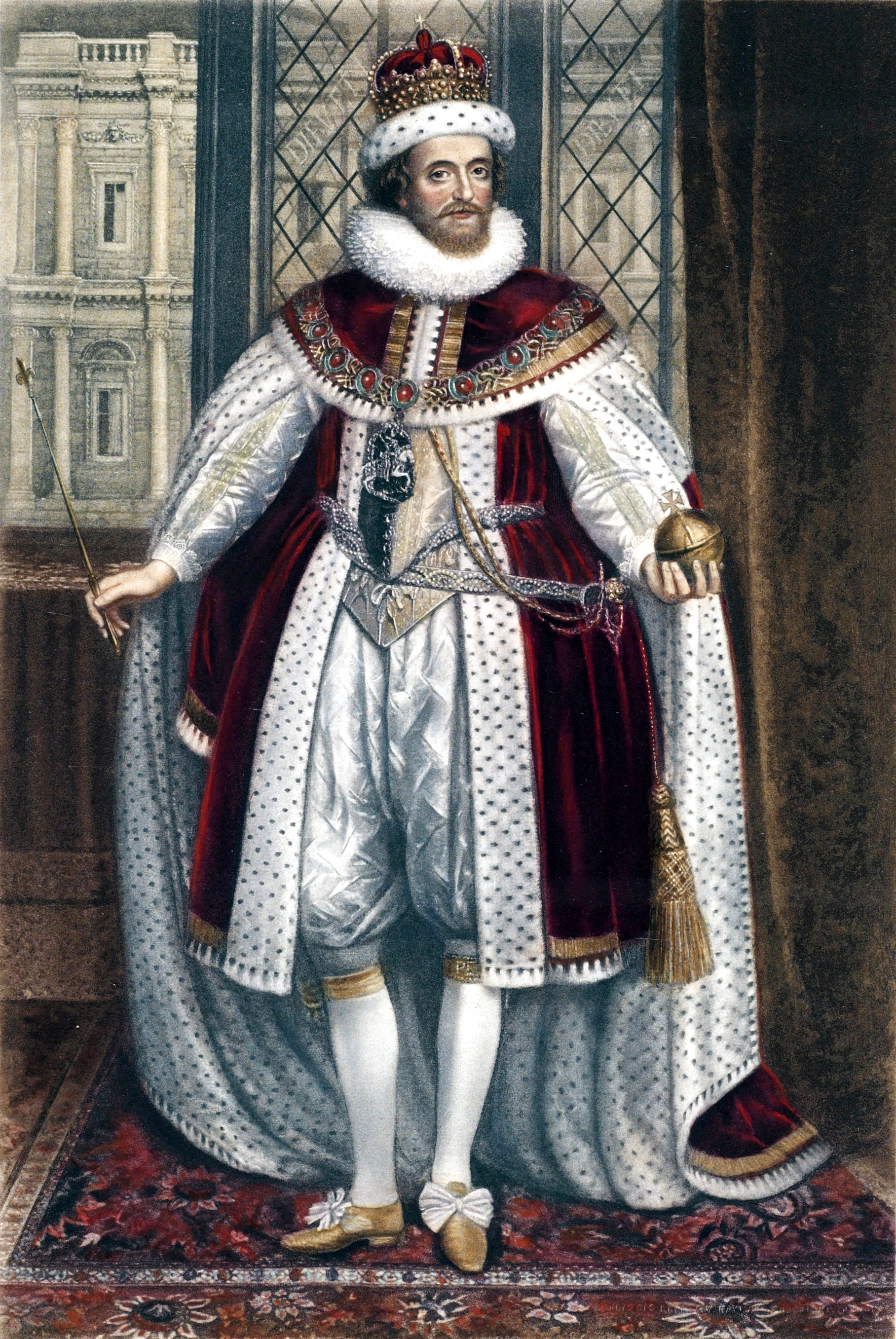
1715
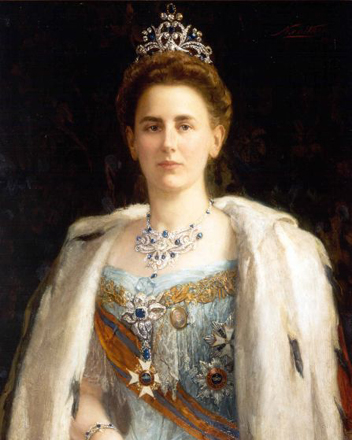
1898
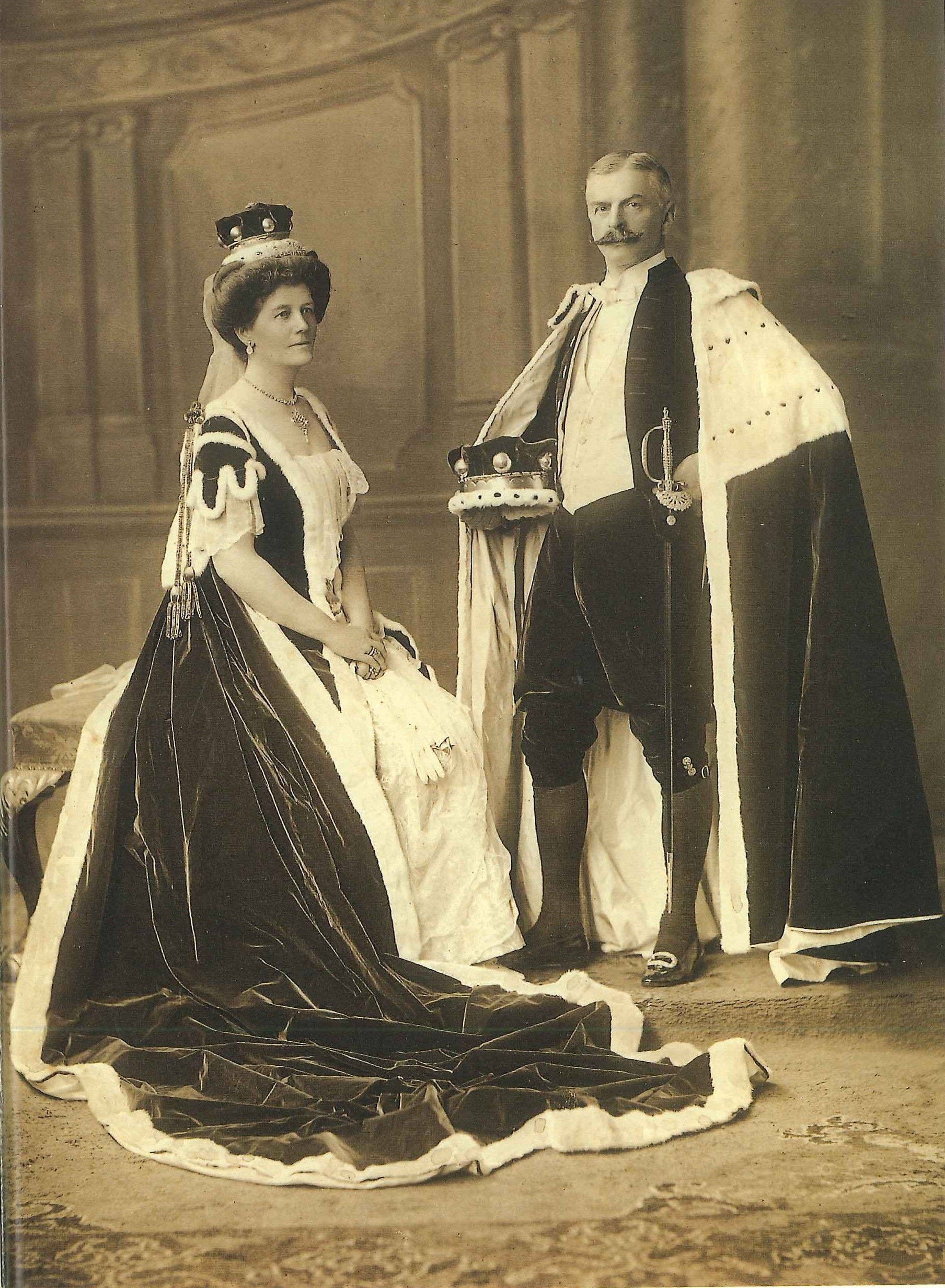
1911
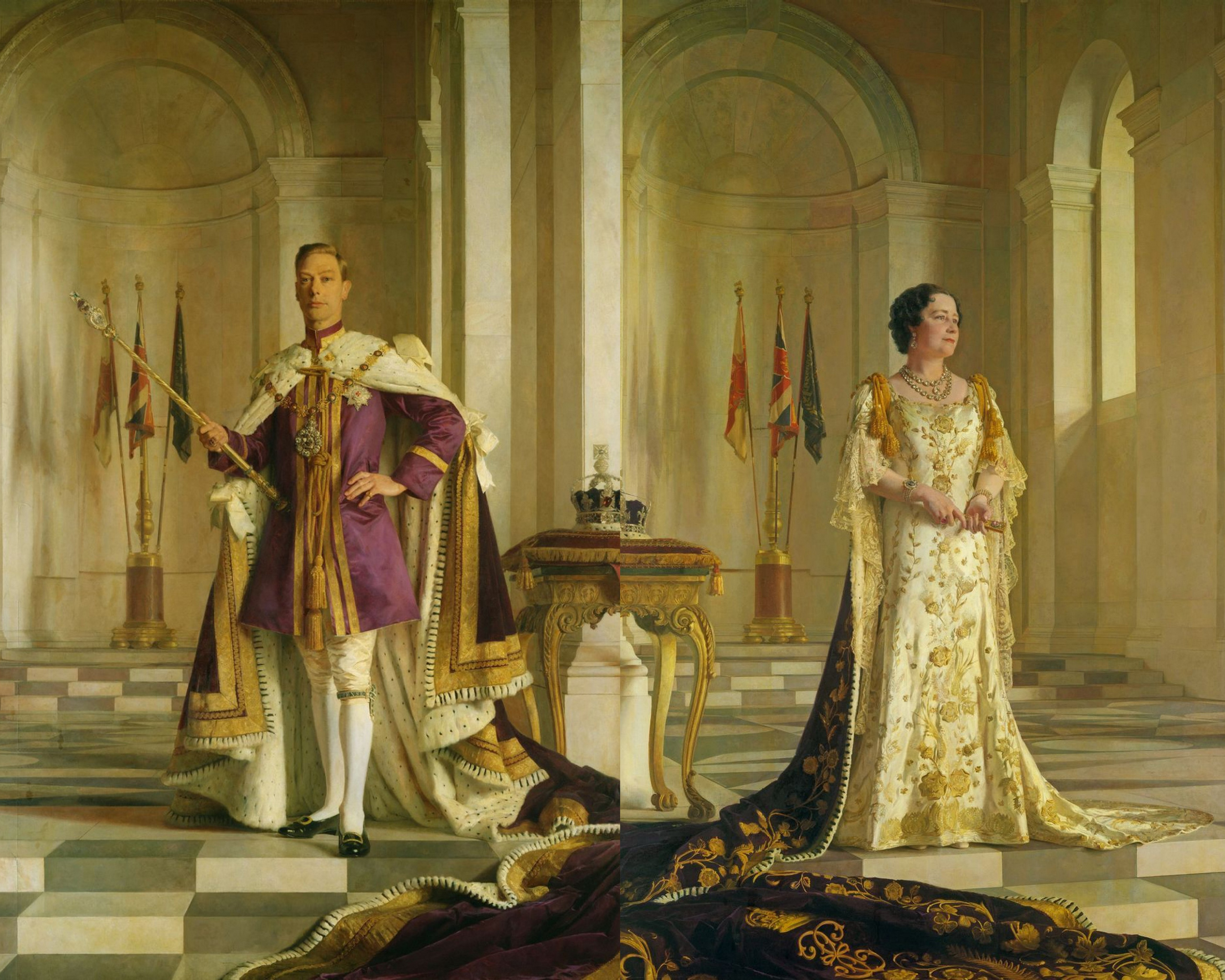
1938

#### Cape-Roben sonstiger politischer Vertreter

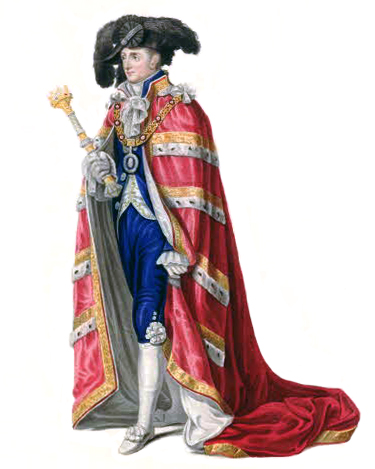
Mit Hermelinstreifen besetzte Robe des Londoner Bürgermeisters (1821)

Der Finanzminister Heinrichs des VII. erhielt den Stoff für seine Winterroben und „einen Pelz aus 32 makellosen Hermelinwammen für seine Kapuze und einen anderen Pelz von 120 weniger feinen Hermelinwammen“ für das Innenfutter, ähnlich ausgestattet, als Zeichen der Krone, wie die Richter mit ihren scharlachroten Roben. Es dauerte bis ins 17. Jahrhundert, bis der Talarüberwurf mit Kapuze („hood“) aus den englischen Staatsroben verschwand. Im 20. Jahrhundert bestanden sie nur noch aus schwarzem Damast, der Pelz war aus ihnen verschwunden.
Von den englischen Bürgermeistern, Sheriffs und anderen Beamten ist aus dem 14. Jahrhundert überliefert, dass sie enorme Summen für Pelze ihrer Roben ausgaben. Um 1980 besaß der Londoner Oberbürgermeister noch immer fünf Roben aus schwarzem Seidendamast, mit goldenen Ornamenten und goldenen Spitzen besetzt. Eine mit Hermelin besetzte purpurfarbene Samtrobe wurde noch zu Krönungen und bei königlichem Besuch getragen. Den Londoner Stadtbezirken stehen als Stadträte jeweils ein Alderman und mehrere Councillors vor. Die Aldermen hatten zu der Zeit zwei Roben, eine scharlachrote mit Zobel am Halsausschnitt, an den Vorderkanten hinab bis zum Saum, außerdem eine violette, die mit braunem Bärenfell besetzt war. Die Councillors hatten schwarze Roben, mit Iltisfell besetzt. Inzwischen wird von allen häufig das weitaus preiswertere Bisamfell verwendet, meist die dunkleren, dem Zobel ähnlicheren Bisamrücken, Kaninfell und gelegentlich weiterhin Hermelinfell. Die Robe des Londoner Swordbearers, des Schwertträgers, war unverbrämt, bei zeremoniellen Anlässen trägt er dazu noch immer eine Zobelmütze, den Muscovy Hat.

#### Kirchenornat

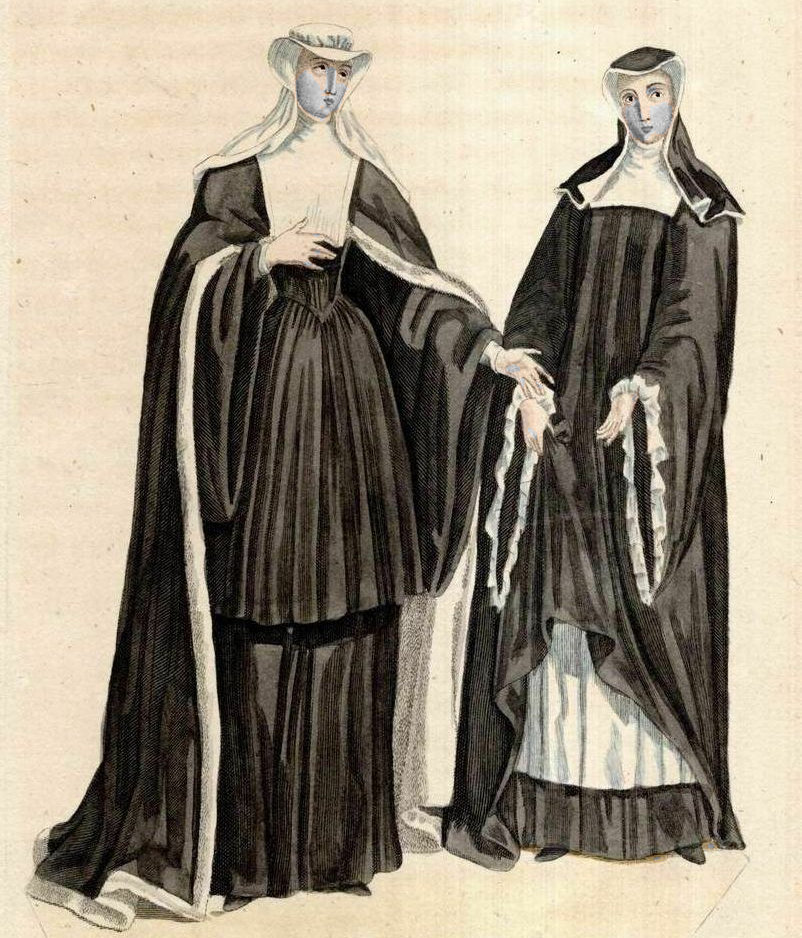
Klosterfräuleins der Abtei Estrun

Die älteste zurückreichende Verbindung zur Modeepoche vergangener Zeit findet sich als Zeichen der Kontinuität in der klerikalen Kleidung, insbesondere in den Kirchengewändern. Bereits im Byzanz des 9. Jahrhunderts trug der dortige Bischof einen rundum mit Pelz eingefassten hüftlangen Umhang. Die ersten christlichen Mönche kleideten sich in ein grobgewebtes Cape oder Tunika, häufig mit einer Kapuze. Oft war das Gewand mit Ziegenfell oder einem anderen, weit verbreiteten und dadurch preiswerten Pelz gefüttert. Höhere Geistliche trugen jedoch sehr bald reich mit Pelz gefütterte und verbrämte Roben, die an Wert und Fellart der Kleidung wohlhabender Bürger und des Adels angepasst war.
- Die pelzgefütterte Almutie oder Almutia, die klerikale, feine Form der weltlichen, grobstoffigen Kotze, gehörte zur Chorkleidung der Stiftsherren und Stiftsbenefiziaten. Erste Abbildungen stammen aus dem 12. Jahrhundert. Es handelte sich um einen Schulterkragen, der vorne offen oder rundum geschlossen sein konnte. Der Saum war üblicherweise mit Fellschweifen verziert oder mit textilen Troddeln. Die für das Futter verwendete Fellart hing vom Rang des Besitzers ab. Niedriger gestellte Kleriker trugen dunkle Farben und höhere Ränge oft silbergrau. Im Mittelalter zum Schultermantel geworden, war die Almutie oft aus Grauwerk gearbeitet, den Rückenfellen insbesondere des russischen Eichhörnchens. Auf einigen Abbildungen sind Stiftsherren zu sehen, welche die Almutie nicht angezogen, sondern nur zusammengelegt über dem linken Arm halten. Die Ordensgeistlichen der Kongregation von St. Waast in Arras (1569) trugen eine bis auf die Füße hinabreichende Almutie in der Art einer Stola aus schwarzem Pelz.[50][56]
- Die Kappe (lat. cappa), ein langer, ärmelloser, mit Pelz gefütterter Kapuzenmantel wurde vornehmlich von geistlichen Ordensfrauen getragen. Häufig waren sie der männlichen Tracht ähnlich, so beim mit Schaffell gefütterten Mantel der Laienschwestern vom Orden des hl. Gilbert, der sich nur durch die schwarze Farbe vom weißen Chorherrenmantel unterschied.[50]
- Die Mozetta ist ein bis zu den Ellenbogen reichender, über dem Chorhemd getragener Schulterkragen in der Regel für höhere Geistliche der katholischen Kirche. Auch die päpstliche Oster- und die Wintermozetta sind mit Hermelin besetzt.[57] Die rotsamtene Wintermozetta, mit Hermelin gefüttert und verbrämt, wurde zuletzt noch bei Papst Benedikt XVI., bürgerlich Joseph Aloisius Ratzinger, gesehen, passend dazu die hermelingefütterte Mütze Camauro.[50]

#### Roben der Gerichtsbarkeiten

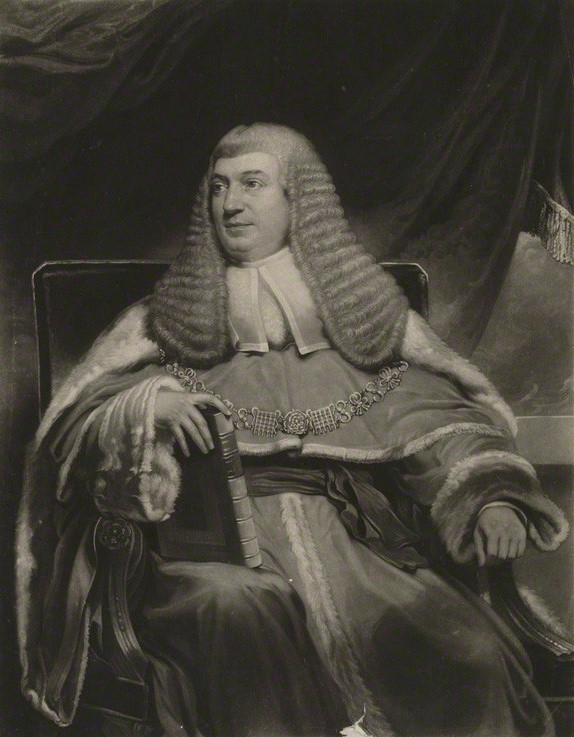
Richter Lord Wynford, England (1825)

Im Mittelalter und in der frühen Neuzeit war die Amtstracht der Richter und sonstigen vor Gericht agierenden Juristen regional sehr unterschiedlich gestaltet. Insbesondere städtische Rechtsprechungsorgane demonstrierten ihren Status durch besonders prunkvolle Amtsgewänder und Insignien. In den deutschen Ländern scheint Pelz jedoch nicht allgemein dazu gehört zu haben. In Österreich jedoch, wo nicht von einer „Robe“, sondern vom „Talar“ gesprochen wird, welcher gemeinsam mit der Kopfbedeckung des Richters, dem Barett, das „Amtskleid“ bildet, trugen die Präsidenten des Verfassungsgerichtshofs noch 2020 ihre Talare mit einem weißen Fellkragen, ursprünglich aus Hermelin, heute wohl regelmäßig aus Kanin oder Synthetik. Dieser, allerdings nicht ärmellose Talar wurde in seiner heutigen Form im ausgehenden 19. Jahrhundert eingeführt.
Am englischen Oberen Gerichtshof findet sich Hermelinfell als Ausschmückung der Amtstracht mindestens noch bis Ende des 19. Jahrhunderts. Der früheste Hinweis darauf, dass englische Herrscher ihre Richter mit Roben ausstatteten stammt aus dem Jahr 1292. König Edward I. beauftragte den Bewahrer der königlichen Garderobe den Richtern der Gerichtshöfe verschiedene Materialien für Sommer- und Winterroben zur Verfügung zu stellen, als Letztes wurde in einem Auftrag erwähnt, für „Pelz aus Hermelin“ für die Kapuzen[mäntel] („hoods“) aus Stoff.

#### Akademische Talare

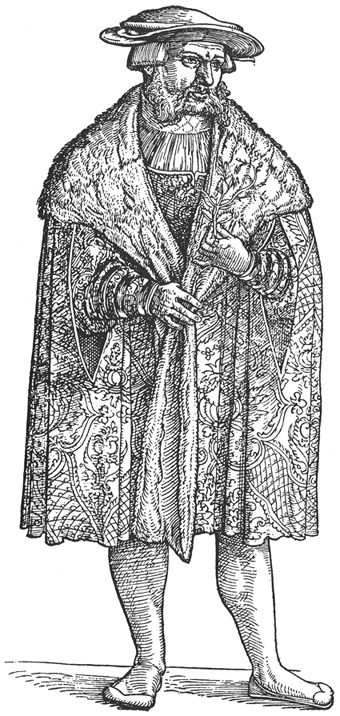
Leonhart Fuchs (1501–1566), deutscher Mediziner und Botaniker

Die Roben der Professoren entstammen ebenfalls der mittelalterlichen allgemeinen Kleidung und lehnten sich stark an die der kirchlichen Würdenträger an. Das Unterrichten im Mittelalter erfolgte fast ausschließlich durch die Kirche und die ersten Universitäten waren vom Papst ins Leben gerufen worden. Im Jahr 1586 wurde ein französischer Professor abgebildet, der über seinem langen, ärmellosen Stoffcape einen weißen, über die Schultern reichenden Capekragen trug. Einen gleichartigen Kragen besaß ein französischer Doktor über seinem pelzgefütterten und -verbrämten Pelzcape mit tief ausgeschnittenen Ärmellöchern in etwa derselben Zeit, darunter eine schwarze Robe.
In England wechselten vor allem die Stofffarben von Universität zu Universität und zwischen den Leitungsebenen. Auch die Art des Fellmaterials war nicht bei allen englischen Universitäten gleich. Über die akademische Amtskleidung hieß es dort Mitte des 15. Jahrhunderts, „in Anbetracht des Wetters wurde beschlossen, von Ostern bis Allerheiligen Seidenkapuzen anstelle von Pelzkapuzen zu verwenden.“
Insbesondere deutsche Gelehrte wurden neben anderen wohlhabenden Bürgern viel mit einer pelzverbrämten oder -gefütterten, für den Stand typischen Schaube abgebildet. Sie hatte zwar meist Ärmel, aber manchmal oben einen Armdurchgriff, so dass die Schaube wie ein Cape zu nutzen war. Gelegentlich bis zu drei Durchgriffe in den dann überlangen Ärmeln, zusätzlich zu den Handlöchern, machten sie zudem vielfältig tragbar.

#### Kriegstracht und Uniform

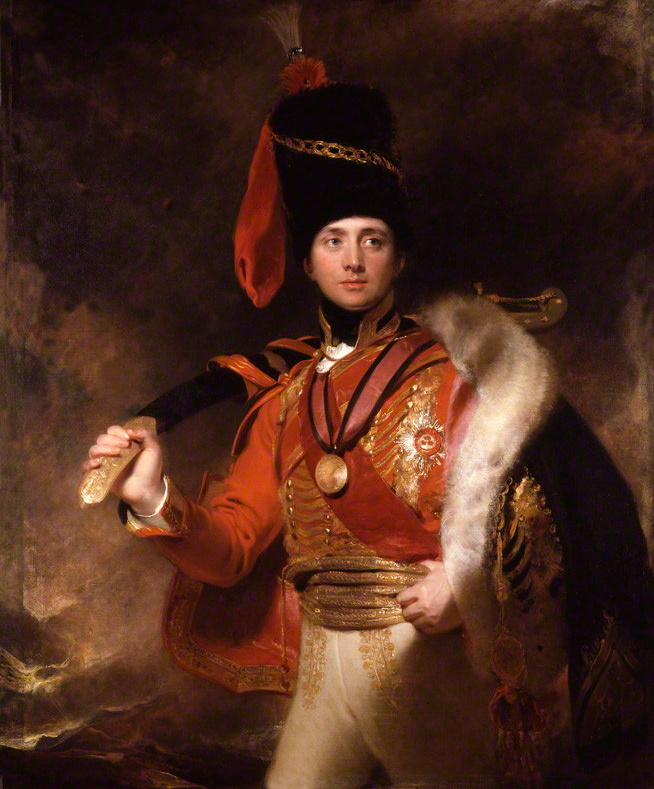
Generalleutnant Charles Stewart in Husarenuniform, Irland (1812)

Über das Aussehen des von den Römern als „Reno“ bezeichneten, von den Germanen übernommenen Pelzumhang scheint wenig bekannt zu sein. Hauptsächlich wurde er bei den in Germanien stationierten Legionen getragen. Ganz verschwindet der Pelz beim Militär mit der Einführung der Rüstung aus Metall und Leder. Auch als durch geänderte Kriegsführung Rüstungen bedeutungslos wurden, kehrte der Pelz nicht zurück. Zumindest in neuerer Kriegsführung sind Capes für den einfachen Soldaten ungeeignet. Pelzgefütterte oder -besetzte Umhänge tauchten daher bis in das 20. Jahrhundert lediglich vereinzelt noch bei den höheren Dienstgraden, außerhalb von kriegerischen Auseinandersetzungen, insbesondere bei offiziellen Anlässen auf. Ansonsten wurden in beiden Weltkriegen gebrauchte Pelze zu Unterkleidung von Soldatenmänteln umgearbeitet.

## Verarbeitung

Rotfuchscape (Barbara Janßen, 2018)
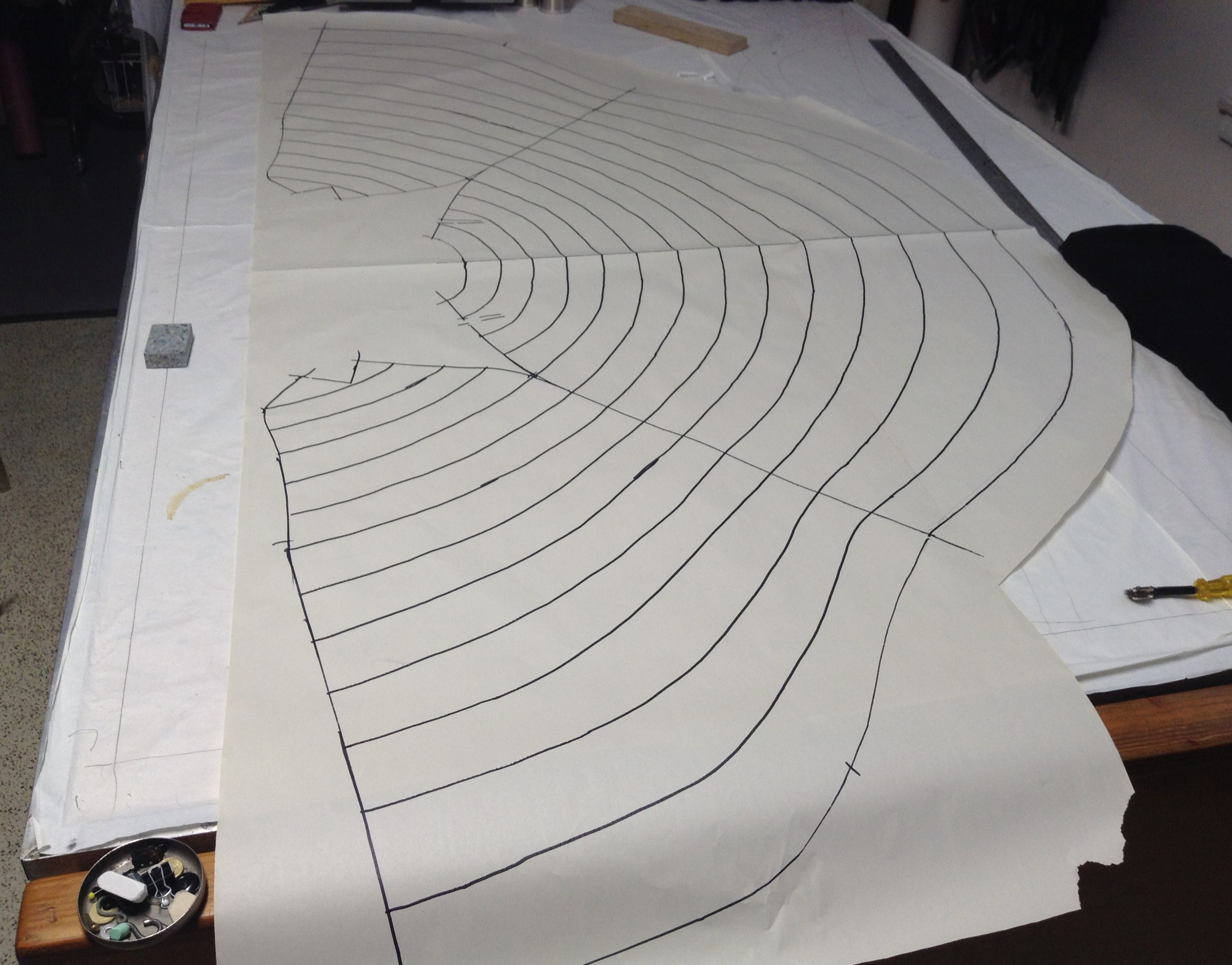
Schnittmuster
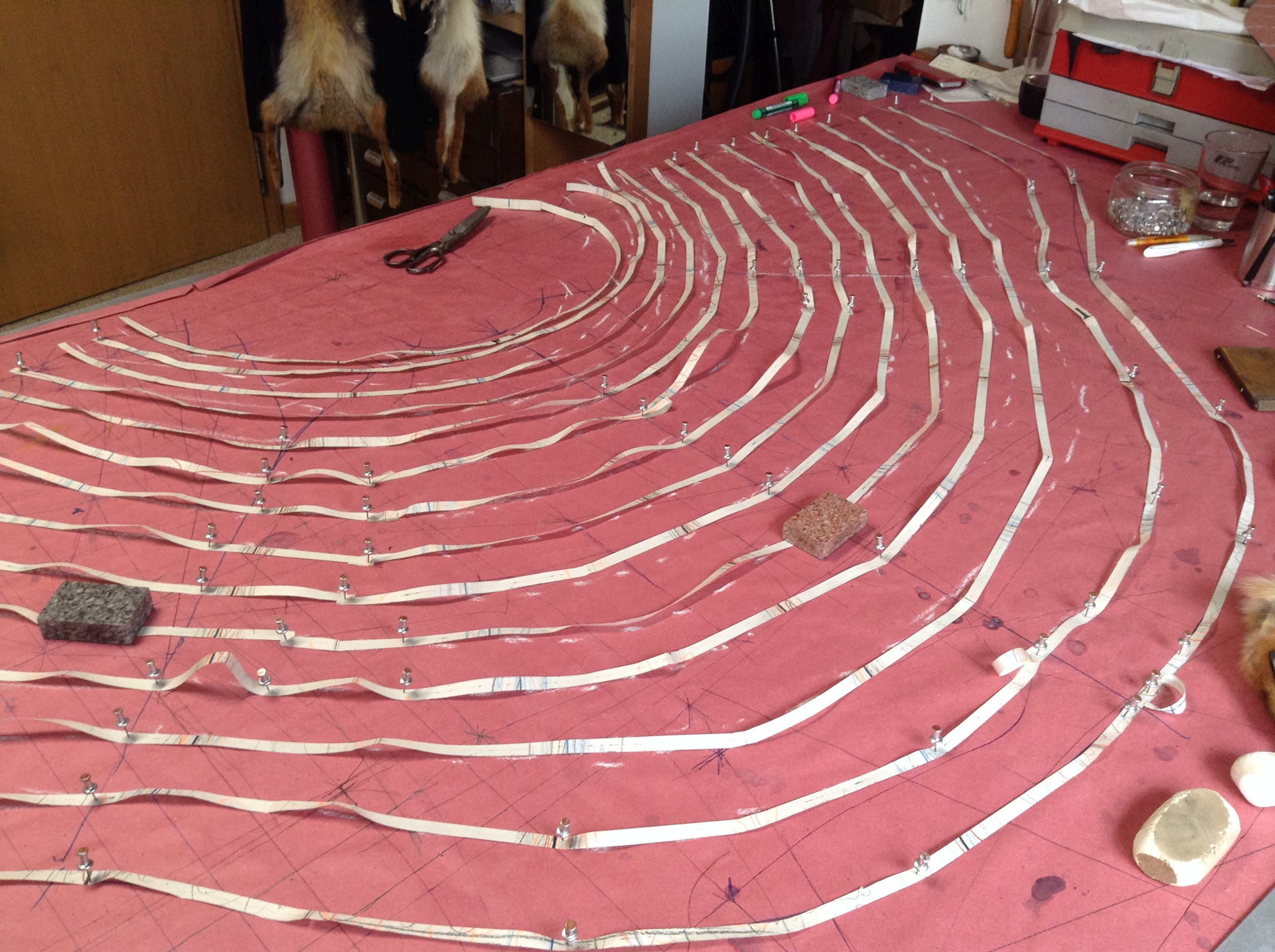
Arbeitsvorbereitung
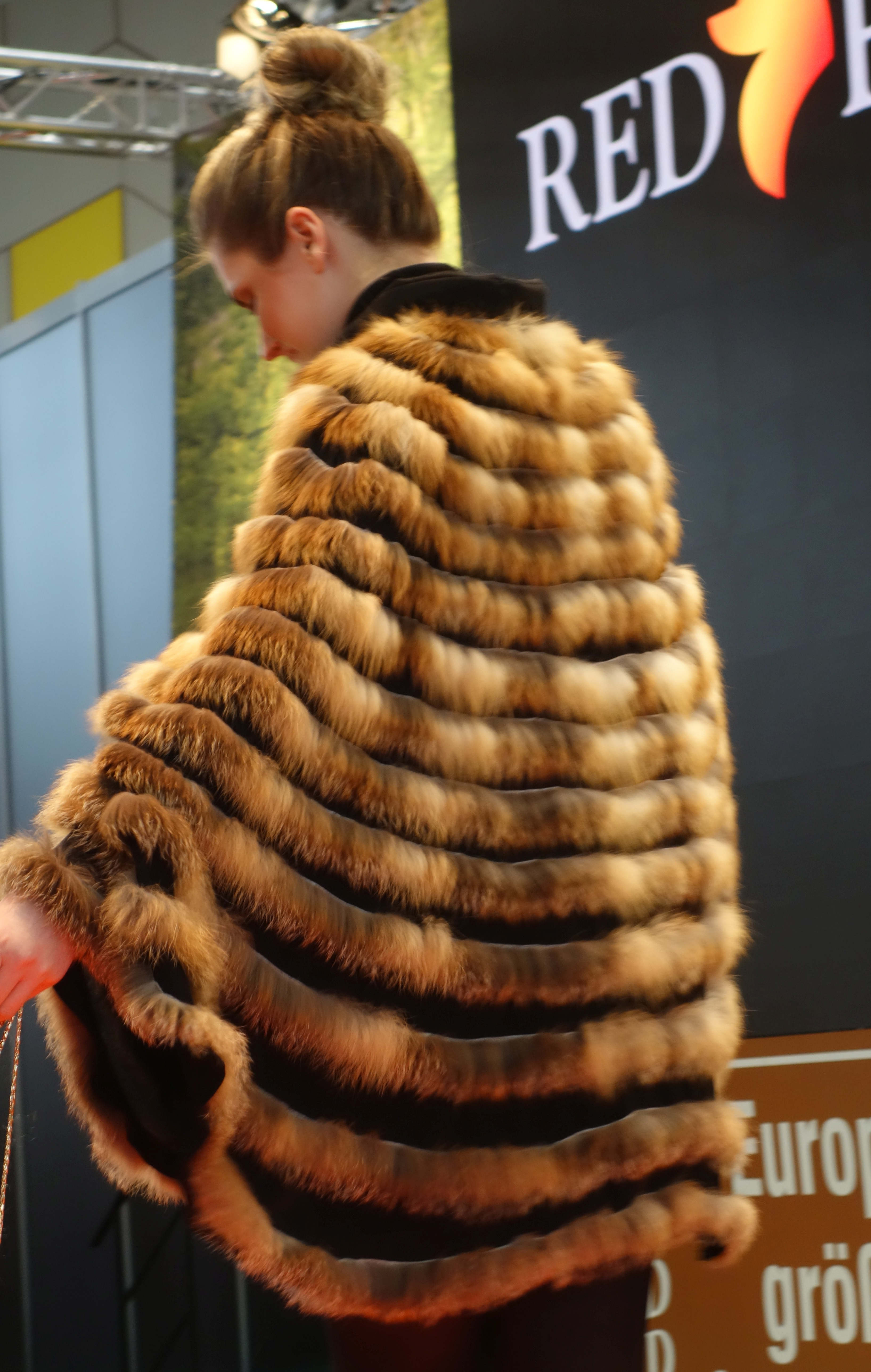
Modellwettbewerb

Das Pelzcape stellt trotz oder gerade wegen seiner einfachen Trapezform je nach Fellart und Verarbeitung besondere Anforderungen der Fellaufteilung an den Kürschner. Die meisten Pelze sind aus zu Längsstreifen gearbeiteten Fellen in jeweils Mantel- oder Jackenlänge gearbeitet. Bei Capeformen würden so alle schmalstreifig im Halsloch enden, nicht durch Ärmellöcher unterbrochen.
Unifarbene, gelockte Felle (schwarzes Karakulfell und andere) bereiten durch ihr flächiges Aussehen bei der Verarbeitung zu einem Cape wenig besondere Schwierigkeiten. Die Felle der meisten Pelzarten haben eine geringe, annähernd konische Form. Die hauptsächlich übliche Fellaufteilung bei der Pelzverarbeitung kleiner Pelzfelle ist Fell über Fell, sowie Fell neben Fell, mit dem Haarschlag nach unten. Bei einer mäßig ausgestellten Jacke oder einem Mantel entstehen dabei kaum Probleme, die kleinsten und schmalsten Felle kommen jeweils in die nächsthöhere Fellzeile. Da das Pelzfellleder in der Regel sehr zügig ist, werden die unteren Felle gegebenenfalls etwas in die Breite gestreckt, die oberen in die Länge. Weil ein Cape in aller Regel eine große untere Weite aufweist, ergibt sich hier meist keine ausreichende Übereinstimmung mehr mit der vorhandenen Fellform. Daher wird bei kleineren Fellarten, zum Beispiel bei Bisam, häufig von der sonst üblichen Einteilung in Längsstreifen abgesehen. Beginnend mit einem Fell an der Vorderkante werden die darunter befindlichen Fellbreiten jeweils ignoriert. Es befinden sich also nach oben hin in jeder Fellzeile weniger Felle als in der darunter.
Die überschüssige Breite in den einzelnen Fellstreifen abzuschneiden, verbietet sich bei dem hohen Wert des Materials, auch würde es häufig kein schönes Bild ergeben. Deshalb werden, als eine Möglichkeit, die seitlichen Streifen bei der Schnittmustereinteilung nicht bis zum Halsloch durchgeführt, sondern werden vom Rücken und Vorderteil her unterhalb der Schulter im Bogen zusammengeführt. Die meisten Fellarten haben eine dunklere Fellmitte, den sogenannten Grotzen. Beim Auslassen, dem Verlängern eines Felles auf Jacken- oder Mantellänge durch Schneiden und Nähen, können jedoch mit der Technik der Grotzengabelung zwei Fellstreifen nach oben hin zu einem zu einem zusammengeführt werden, ohne dass Fellmaterial verloren geht.
Auch eine Querverarbeitung, bei der der Haarschlag von vorn zur Rückenmitte verläuft, behebt das Problem nicht. Aus Gründen eines harmonischen Aussehens ist es in der Regel erwünscht, die Fellzeilen nicht gegeneinander zu verschieben. Es entsteht dadurch das gleiche Dilemma wie bei der Längsverarbeitung, nur dass ein Verschieben der Fellzeilen hier ein sehr unharmonisches, unruhiges Bild ergäbe. Lediglich die diagonale Streifenführung, bei der die Fellbahnen mit dem Haarschlag schräg nach unten verlaufen und der Haarschlag sich in der Rückenmitte trifft, stellt keine Probleme. Sie wird öfter bei bereits zu Tafeln vorgefertigten Pelz-Halbfabrikaten, der sogenannten Tafelware, angewendet. Beim Bauchfell des russischen Eichhörnchen, der Fehwamme, wird bei der Vintom-Verarbeitung zu sogenannten Fellfuttern bereits darauf eingegangen. Sie werden jeweils paarig, nach links und nach rechts im Haarschlag abwärts laufend vorproduziert, die jeweils halben Bauchfelle immer ein wenig in einer Richtung verschoben. Ihre Hauptverwendung geschieht allerdings für Pelzinnenfutter.

Cape-/Pelerinen-/Camail-/Rotonde-Verarbeitung im Jahr 1883
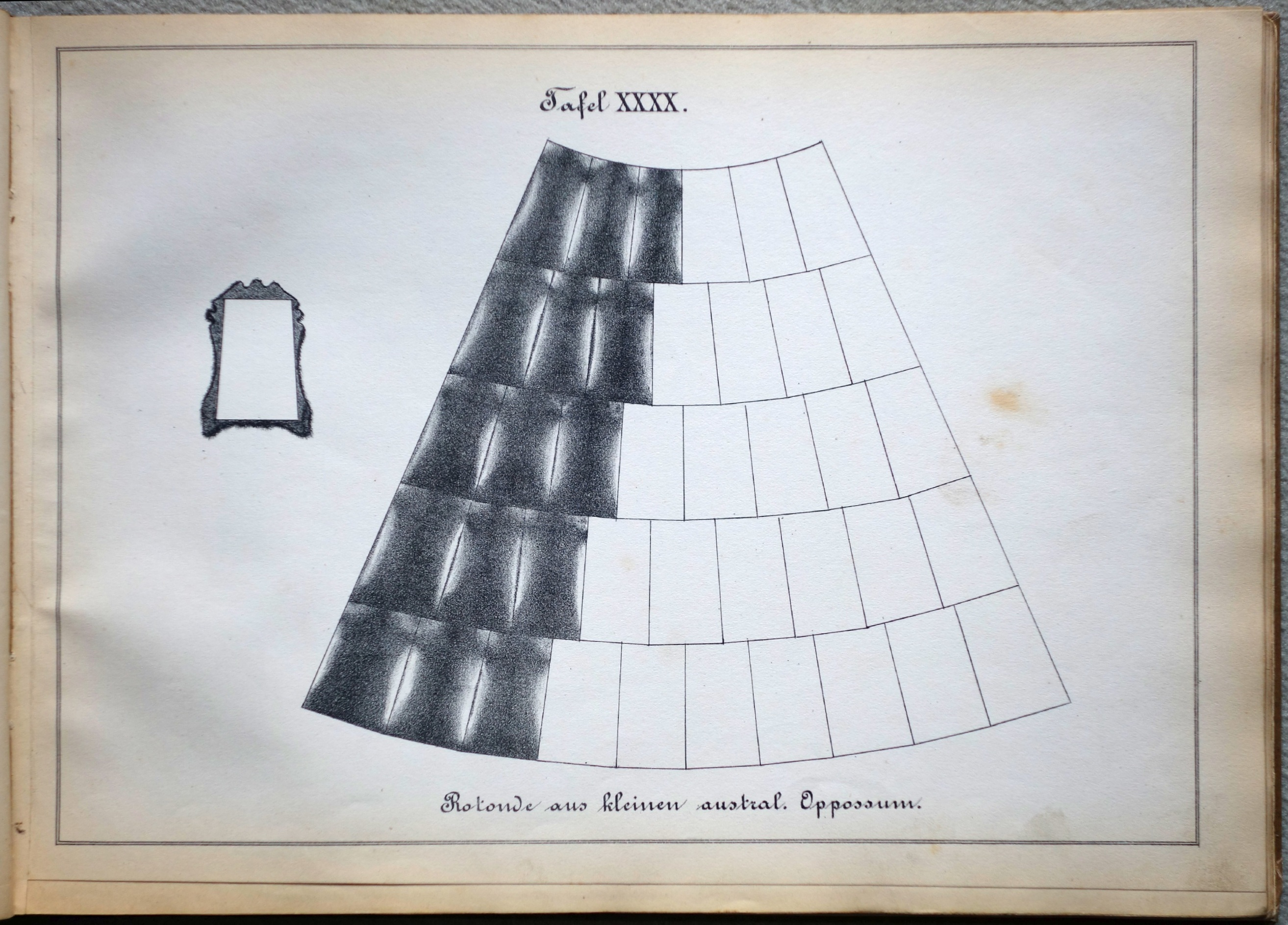
Rotonde aus kleinen australischen Opossum (unterschiedliche Fellzahl je Zeile)
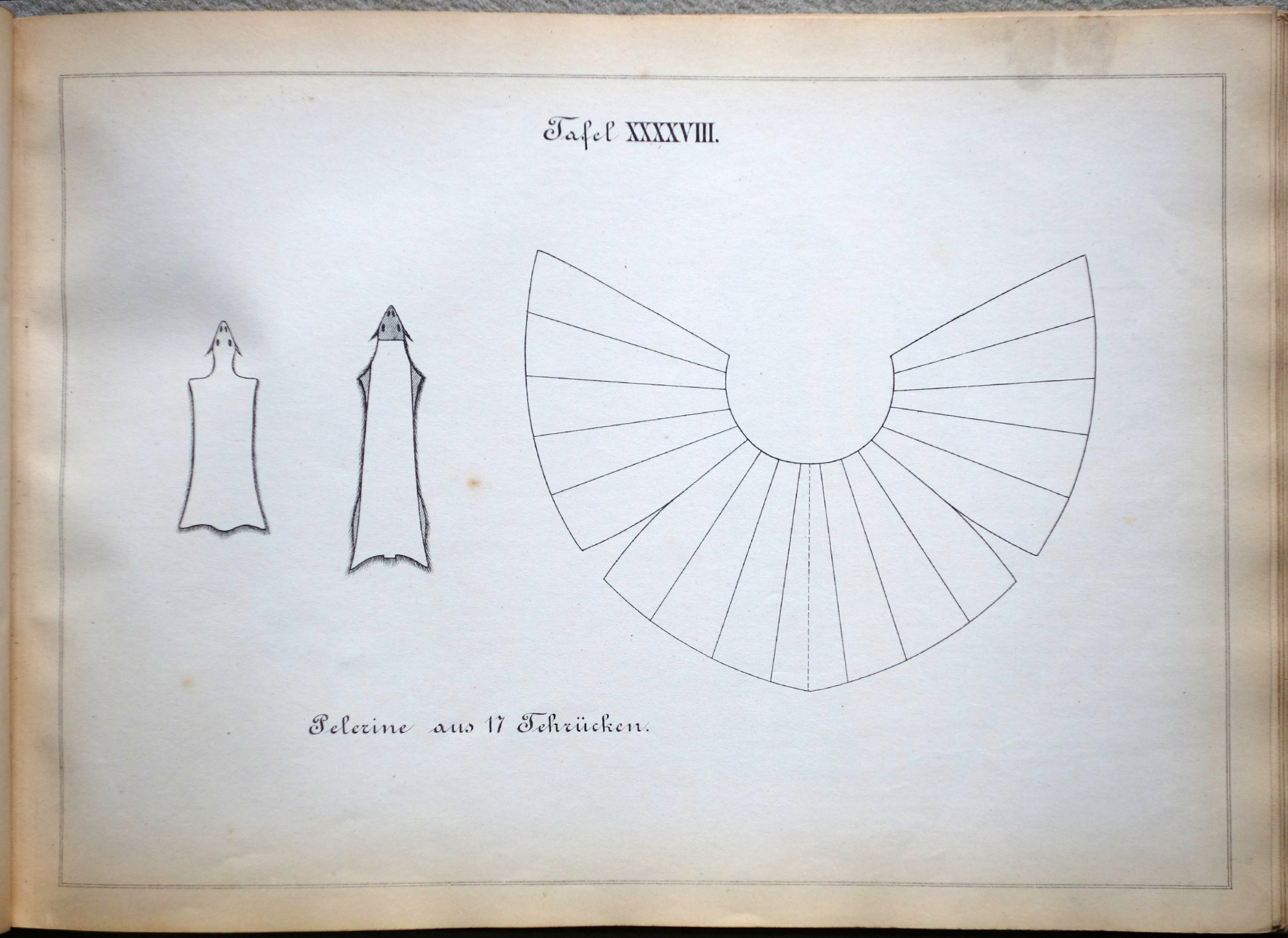
Pelerine aus 17 Fehrücken
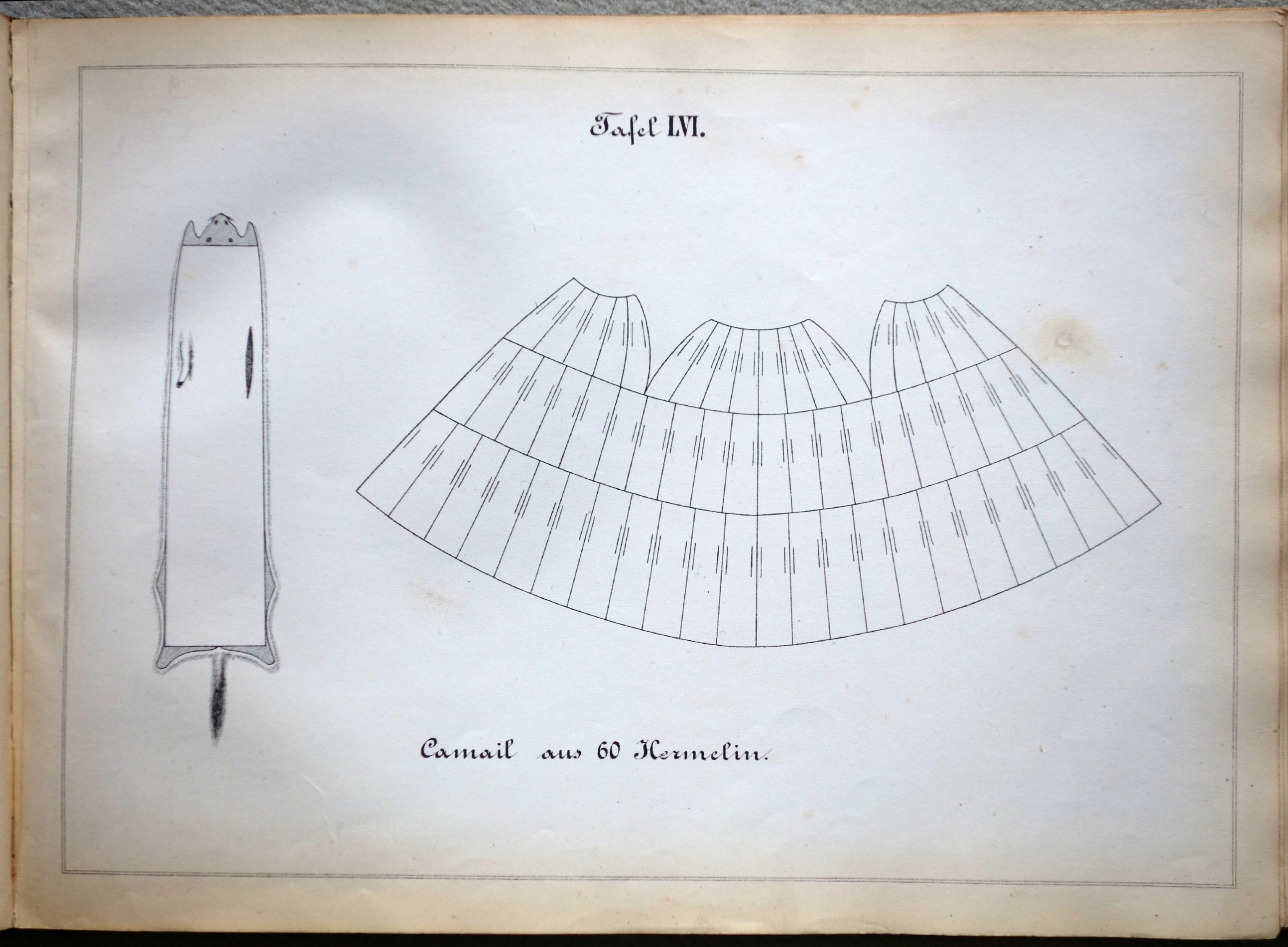
Camail aus 60 Hermelin
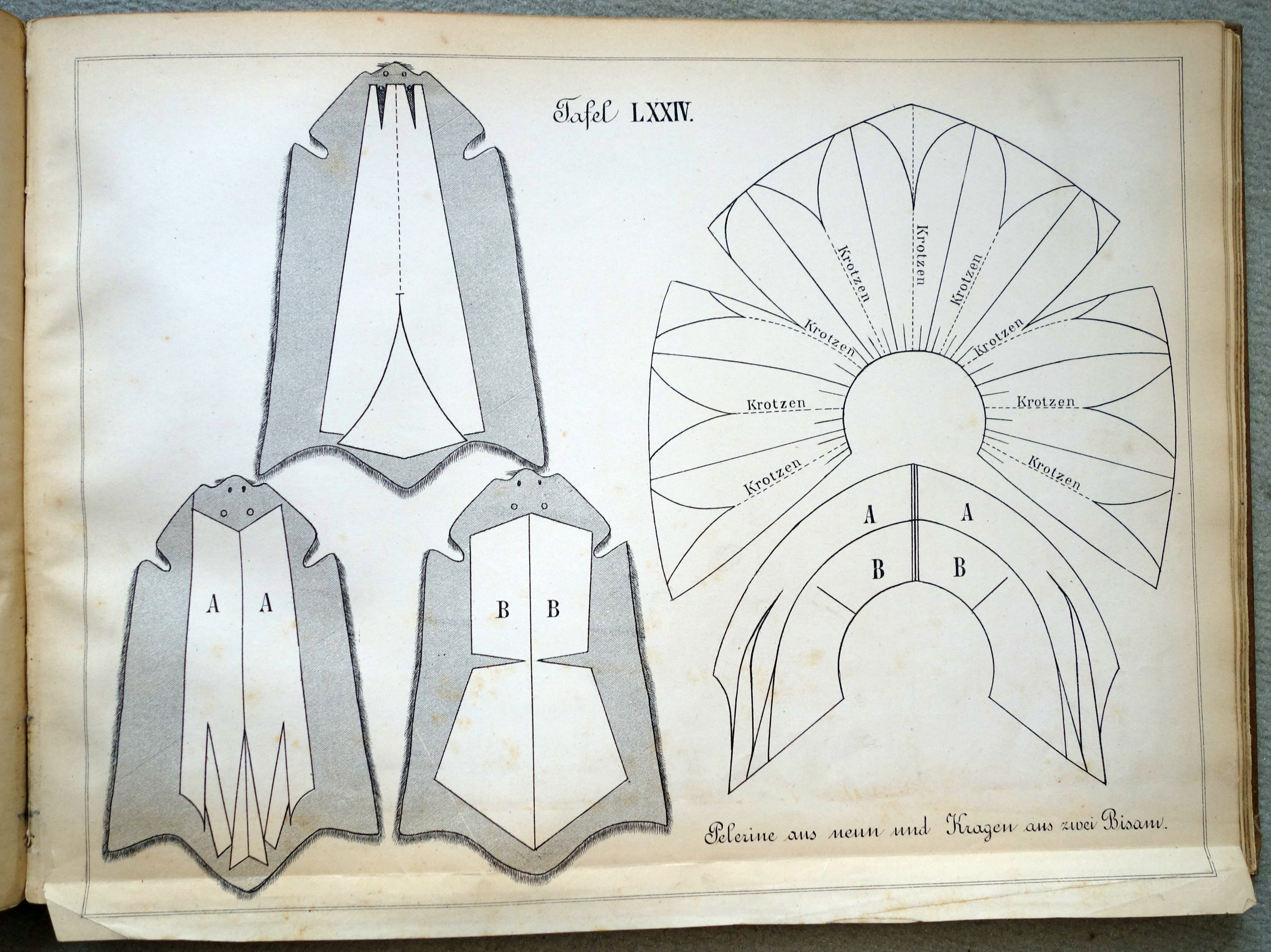
Pelerine aus neun und Kragen aus zwei Bisam
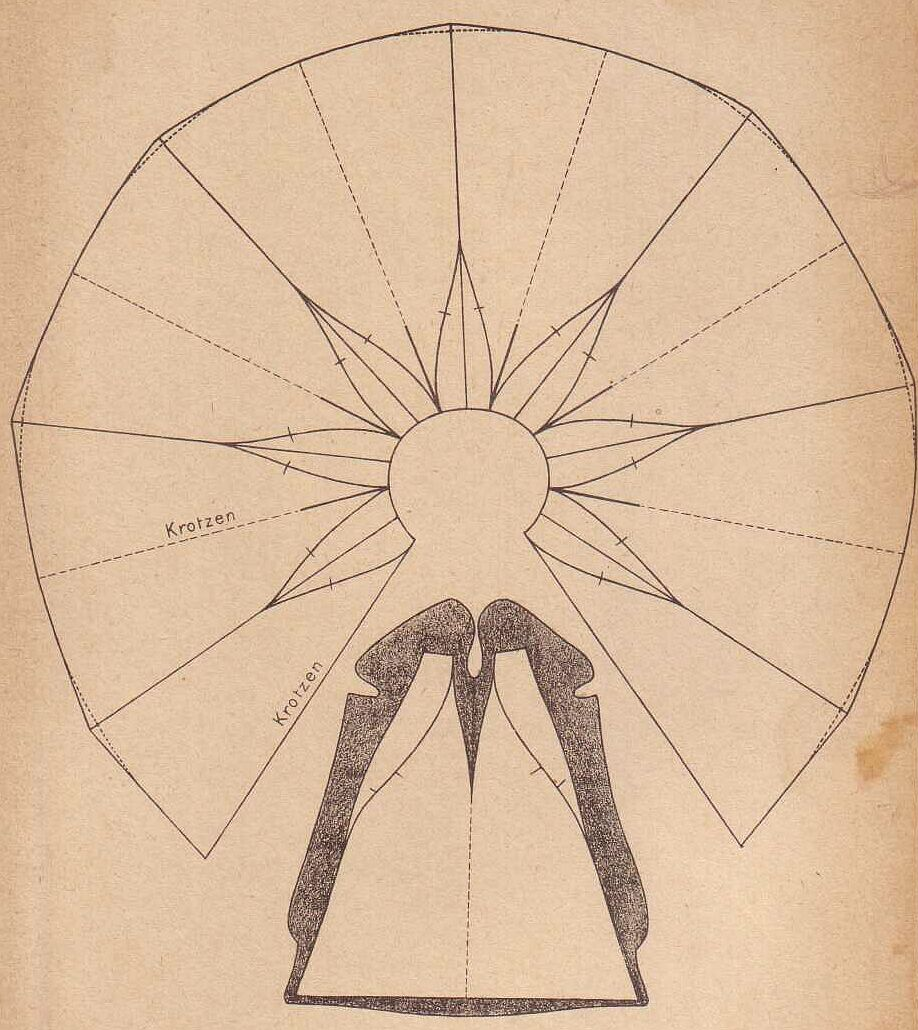
Pelerine aus sieben Kanin
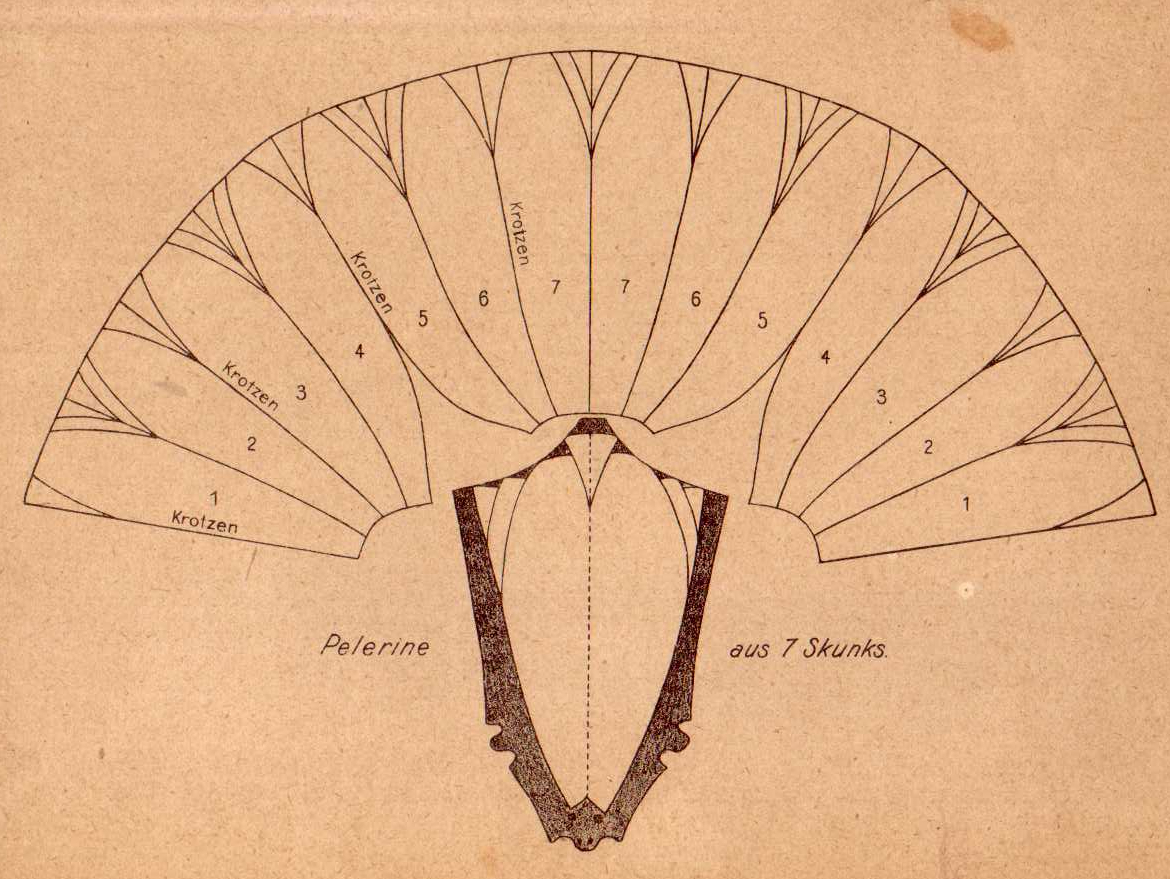
Pelerine aus sieben Skunks